# Mocidade Independente de Padre Miguel
Grêmio Recreativo Escola de Samba Mocidade Independente de Padre Miguel (ou simplesmente Mocidade Independente de Padre Miguel) é uma escola de samba da cidade do Rio de Janeiro, localizada na Zona Oeste. Atualmente possui duas quadras, uma histórica próximo a Vila Vintém e ao Ponto Chic (logradouro famoso da região), e outra localizada na Avenida Brasil notadamente conhecida como o "Maracanã do samba", no bairro de Padre Miguel. Dona de seis campeonatos no grupo especial (1979, 1985, 1990, 1991, 1996, 2017) e um campeonato no segundo grupo em 1958. Atualmente a escola ocupa o posto de sétima maior vencedora do Carnaval do Rio de Janeiro.
A agremiação foi fundada em 10 de novembro de 1955 por Sílvio Trindade, Renato da Silva, Djalma Rosa, Olímpio Bonifácio (Bronquinha), Ary de Lima, Jorge Avelino da Silva , Orozimbo de Oliveira (Seu Orozimbo), Garibaldi F. Lima, Felipe de Souza (Pavão), José Pereira da Silva (Mestre André) e Alfredo Briggs, tendo iniciado a partir do grupo que que compunha o time de futebol amador da época, o Independente Futebol Clube. Com um início sem tantos recursos e mais focado na qualidade percussiva de seus ritmistas, a Mocidade vai passar pela década de 60 mais conhecida por sua bateria. No entanto seu crescimento passaria por uma grande virada, quando no fim de 1973, ela passou a ser patrocinada pelo bicheiro Castor de Andrade, seu grande torcedor. 
Com um apelido que em nada invoca sutileza, “Maracanã do samba” é o título da maior quadra da Mocidade Independente de Padre Miguel, inaugurada oficialmente à beira da Avenida Brasil. Conquistada no dia 1 de setembro de 2012, a nova quadra da Mocidade é moderna e tem 33 mil metros quadrados, e capacidade para receber cerca de 12 mil pessoas. São quase 1.700 metros quadrados só de térreo, além de 28 camarotes no segundo andar, o maior deles com 32 metros quadrados e com capacidade para até 50 pessoas. Fora as duas mil vagas de estacionamento e das vagas exclusivas para convidados Vips (com acesso direto aos camarotes). Sendo assim, a Mocidade fica também com o título de maior quadra entre todas as escolas de samba do Rio de Janeiro. Em 2022, a Mocidade foi declarada como patrimônio cultural de natureza imaterial do Estado do Rio de Janeiro. Em 2024, a bateria da escola também foi declarada patrimônio cultural imaterial do estado.

## Lugar de origem
Padre Miguel, na Zona Oeste da cidade do Rio de Janeiro, é o lugar de origem da Mocidade Independente, que tem o bairro gravado em seu nome. As terras correspondentes ao bairro faziam parte da Fazenda Água Branca, pertencente à família Barata, que obteve vastas sesmarias que chegavam até a base do Maciço de Gericinó. Com o passar do tempo, a fazenda de Água Branca foi desmembrada, dando origem a vários loteamentos, atravessados pela Avenida Brasil.
A agremiação também tem forte ligação com a favela de Vila Vintém, localizada entre os bairros de Realengo e Padre Miguel. São recorrentes nos sambas da Mocidade, citações ao bairro de Padre Miguel e à favela de Vila Vintém, como nos sambas de 1990 ("Sou Independente / Sou raiz também / Sou Padre Miguel / Sou Vila Vintém"); de 2010 ("Luz independente, me leva pro céu / Sou Mocidade, sou Padre Miguel"); de 2017 ("Vem pro Marrocos, meu bem / Vem minha Vila Vintém / Sonha Mocidade"); entre outros.

## Antecedentes

### Independente Futebol Clube
No dia 2 de março de 1952, um grupo de amigos fundou o time de futebol de várzea Independente Futebol Clube (IFC). Parte de seus jogadores residia no Conjunto Residencial Cardeal Dom Jaime Câmara (Na época, chamado IAPI de Padre Miguel). Por conta de suas cores - verde e branco - o time foi apelidado de "arroz com couve", apelido herdado, mais tarde, pela escola de samba. Em pouco tempo, o clube já disputava diversos campeonatos pela cidade. Cresceu a ponto de ter três categorias: primeiro quadro, segundo quadro e juvenil. Após as partidas, era comum os jogadores se reunirem numa roda de samba improvisada. O lugar preferido para a confraternização era no Ponto Chic, local que abriga bares e lojas de comércio em geral, além de palco para festas e manifestações culturais. Técnico do Independente, José Pereira da Silva (mais tarde conhecido como Mestre André), compôs o grito de guerra do time ("Oh, minha gente, acaba de chegar / O Independente saudando o povo do lugar / Não é marra não, nem é bafo de boca / O Independente chegou / Deixando a moçada com água na boca").

### Mocidade do Independente
Um ano após a fundação do time, os integrantes decidiram criar um bloco de carnaval. Em 1953, foi fundado o Bloco Carnavalesco Mocidade do Independente. No mesmo ano, realizou o seu primeiro desfile, com um enredo em homenagem ao bairro de Padre Miguel e samba composto por Tião Marino, goleiro do Independente. O primeiro mestre de bateria do bloco foi Ivan Bojudo, irmão de Ivo Lavadeira, um dos fundadores do time de futebol. Mestre André era o mestre-sala (na época, chamava-se baliza) do bloco. No carnaval de 1954, um dos sambas cantados foi "Perdi meu amor", também de Tião Marino. Em 1955, um fato culminou na fundação da escola de samba. Os blocos Mocidade do Independente e Unidos de Padre Miguel (mais tarde também escola de samba) disputavam o título de melhor bloco da região. De cores vermelho e branco, o Unidos de Padre Miguel era conhecido como Boi Vermelho, e tinha grande rivalidade com a Mocidade. No momento de anunciar o bloco vencedor, o político Waldemar Vianna de Carvalho, ciente da popularidade dos dois blocos e tentando agradar a todos os foliões, anunciou o Unidos de Padre Miguel como melhor bloco e a Mocidade do Independentes como melhor escola de samba da região. Naquele ano, a Mocidade desfilou com um enredo sobre Getúlio Vargas, e mais um samba composto por Tião Marino.

## Fundação
A Escola de Samba Mocidade Independente de Padre Miguel foi oficialmente fundada em 10 de novembro de 1955. Entre seus fundadores estão Silvio Trindade (Tio Vivinho), Ivo Lavadeira, José Pereira da Silva (Mestre André), Tião Marino, Renato da Silva, Djalma Rosa, Alfredo Briggs Filho, Olímpio Bonifácio (Bronquinha), Orozimbo de Oliveira (Seu Orozimbo), Altamiro Menezes (Cambalhota), Geraldo de Souza (Prego), Garibaldi Faria Lima, entre outros. Sílvio Trindade, conhecido como Tio Vivinho foi eleito o primeiro presidente da agremiação. Também foram escolhidos: Renato Ferreira da Silva como vice-presidente; Djalma Rosa Pereira como secretário geral; e Olímpio Bonifácio como tesoureiro.

## Nome, cores, símbolo e apadrinhamento
O nome da escola foi adaptado do Bloco Mocidade do Independente. Foram mantidas as cores verde e branco do Bloco. O símbolo da Mocidade é uma estrela de cinco pontas. Por isso, a escola é apelidada de "estrela-guia da Zona Oeste". Não se sabe o motivo ou quem escolheu o símbolo. Diversos sambas da escola fazem referência ao símbolo e às cores da agremiação, como, por exemplo, os sambas de 1990 ("Meu ziriguidum fez brilhar no céu / A estrela guia de Padre Miguel"); 1997 ("Nos teus olhos vejo minha estrela brilhar"); 2006 ("Sou a onda que te leva nesta folia / Um verde e branco mar de energia"); 2007 ("Da emoção eu faço a arte / Em verde e branco, com a Mocidade"); entre outros.
A escola-madrinha da Mocidade é a Beija-Flor de Nilópolis. A festa de batizado foi realizada em 20 de janeiro de 1957, na quadra da Mocidade. No livro de atas da escola, consta um relato sobre o apadrinhamento ("A Escola de Samba Mocidade Independente de Padre Miguel se sente honrada em receber a Beija-Flor, a quem mui amigavelmente convidamos para ser nossa madrinha [...] Seja, pois, esta data um forte elo, o que nos envaidece". A ligação entre as duas escolas foi intermediada pelo compositor Ari de Lima. Frequentador da Beija-Flor, Ari foi levado, por Tio Vivinho, para a Mocidade, onde escreveu os primeiros enredos da escola.

## Bandeira

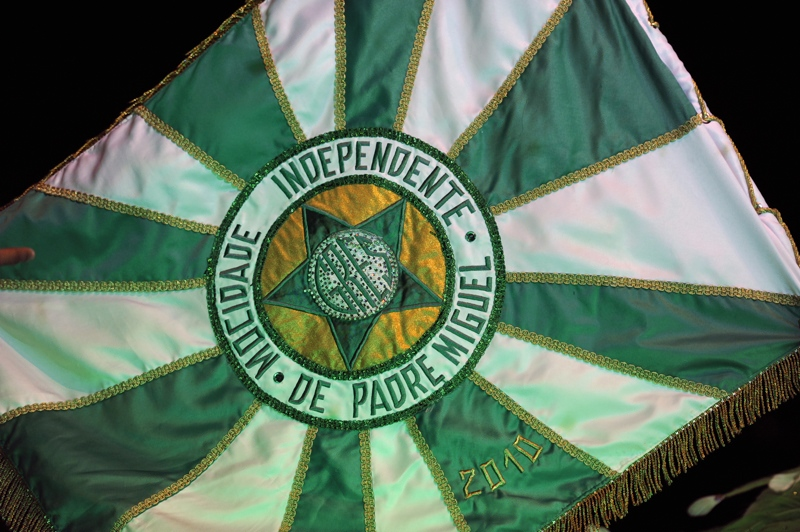
A bandeira da Mocidade em 2010

A bandeira, ou pavilhão, da escola possui dezesseis raios intercalados (oito verdes e oito brancos), partindo de duas circunferências concêntricas centrais (uma branca e outra amarelo-ouro) em direção às extremidades da bandeira. Na circunferência branca, a inscrição "Mocidade Independente de Padre Miguel", com letras de cor verde. Dentro da circunferência branca, uma outra circunferência, de cor amarelo-ouro, onde está o símbolo da escola, uma estrela de cinco pontas na cor verde. Dentro da estrela, um círculo central, de cor branca, com a inscrição "G.R.E.S." (Grêmio Recreativo Escola de Samba), em letras verdes. Abaixo das circunferências, no raio inferior central, fica inscrito o ano de confecção do pavilhão. A bandeira pode sofrer pequenas variações a cada ano, como por exemplo, as cores das circunferências e as disposições de cores dos raios. Desde 2014, quando Rogério Andrade (sobrinho de Castor de Andrade), assumiu a agremiação, a bandeira da escola apresenta o desenho de um pequeno castor, na cor preta. A estrela de 5 pontas foi desenhada pelo artista Gilberto Arantes, hoje falecido.

## História

Desfile da Mocidade Independente de Padre Miguel de 1961. Arquivo Nacional.

Em 1956, apresentou o enredo "Castro Alves", novamente num desfile local.

Desfile da Mocidade Independente de Padre Miguel de 1962. Arquivo Nacional.

Desfile da Mocidade Independente de Padre Miguel de 1972. Arquivo Nacional.

Em 1957, na Praça Onze, participou pela primeira vez do desfile oficial no Rio de Janeiro, com o enredo "O Baile das Rosas" conquistando o 5° lugar no grupo de acesso. Em 1958, foi campeã do grupo de acesso com o enredo "Apoteose ao Samba", mas o que realmente marcou esse carnaval foi que nele foi realizado, pela primeira vez sob o comando de Mestre André, a célebre "paradinha da bateria" em frente à comissão julgadora. O povo então foi ao delírio, mais tarde, a acompanhar a tal "bossa" com o grito de "Olé". Durante este período, a Mocidade era conhecida como "uma bateria que carregava a escola nas costas", pois a bateria era mais conhecida do que a própria escola, só alguns anos depois teve condições de competir com as grandes da época (Portela, Mangueira, Salgueiro, e Império Serrano). A partir da "paradinha" feita por Mestre André, a "paradinha" foi aderida anos depois pelas outras escolas de samba, e hoje em dia todas as baterias das escolas de samba do Rio de Janeiro e do Brasil a fazem.
No ano de 1974, com o carnavalesco Arlindo Rodrigues, apresentou o enredo "A festa do Divino", tirando um 5° lugar. Mas neste ano ela poderia ter ganhado o campeonato, se não tirasse uma nota 4 em fantasia - o que foi considerado um escândalo, na época, visto que Arlindo era conhecido e consagrado pelo bom gosto e requinte nas fantasias. A campeã Salgueiro teve apenas 4 pontos a mais que a Mocidade, ou seja, um simples 8 em fantasias daria o título à Padre Miguel, visto que no quesito de desempate, bateria, o Salgueiro tinha 9 e a Mocidade 10.
Desde então, a escola deixava de ser conhecida apenas por sua bateria, para impor-se como grande escola de samba. Em 1975, a Mocidade vence pela primeira vez as "quatro grandes", num desfile realizado em outubro durante o congresso da ASTA - American Society of Travel Agents, no Rio de Janeiro, em que as escolas do grupo principal realizaram um desfile competitivo, a Mocidade foi campeã. Em 1976, por ironia, a Mocidade empatou em segundo lugar, com a Mangueira, e perdeu o desempate por ter um ponto a menos na nota da tão famosa bateria nota 10.
- 1979: "O Descobrimento do Brasil"

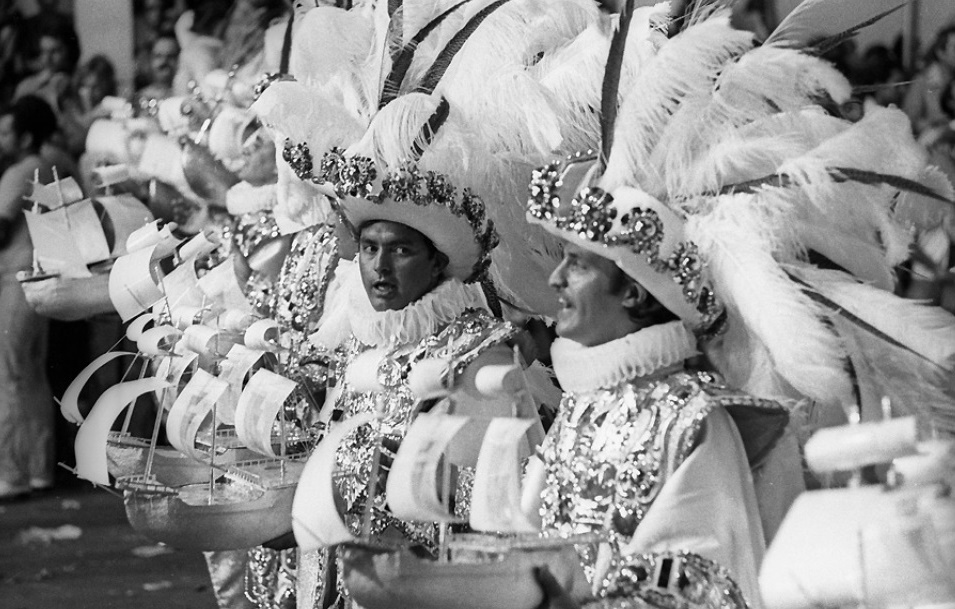
Comissão de Frente da Mocidade no desfile campeão de 1979.

A Mocidade foi a sexta escola a se apresentar pelo Grupo 1-A de 1979. Arlindo Rodrigues desenvolveu um enredo sobre a descoberta do Brasil, uma releitura do enredo que o carnavalesco desenvolveu para o Salgueiro em 1962. O enredo foi dividido em quatro setores: "Portugal", "O Sonho Eram as Índias", "O Mar" e "Vera Cruz". Especialistas elogiaram o desfile, apontando a escola entre as favoritas ao título de campeã. Segundo o Jornal do Brasil, a escola apresentou "luxo, bom samba, animação e bateria excelente" e "o samba de Toco e Djalma Crill foi bem cantado e seu refrão entoado bem alto por todos". A escola recebeu o prêmio Estandarte de Ouro de melhor enredo. A Mocidade foi a campeã do carnaval de 1979, conquistando seu primeiro título na elite da folia carioca. A escola conquistou a pontuação máxima nos quesitos Comissão de Frente, Enredo, Fantasias e Harmonia, vencendo com dois pontos de vantagem sobre a vice-campeã, Beija-Flor, que tentava o tetracampeonato consecutivo.

### Década de 1980
- 1980: "Tropicália Maravilha"

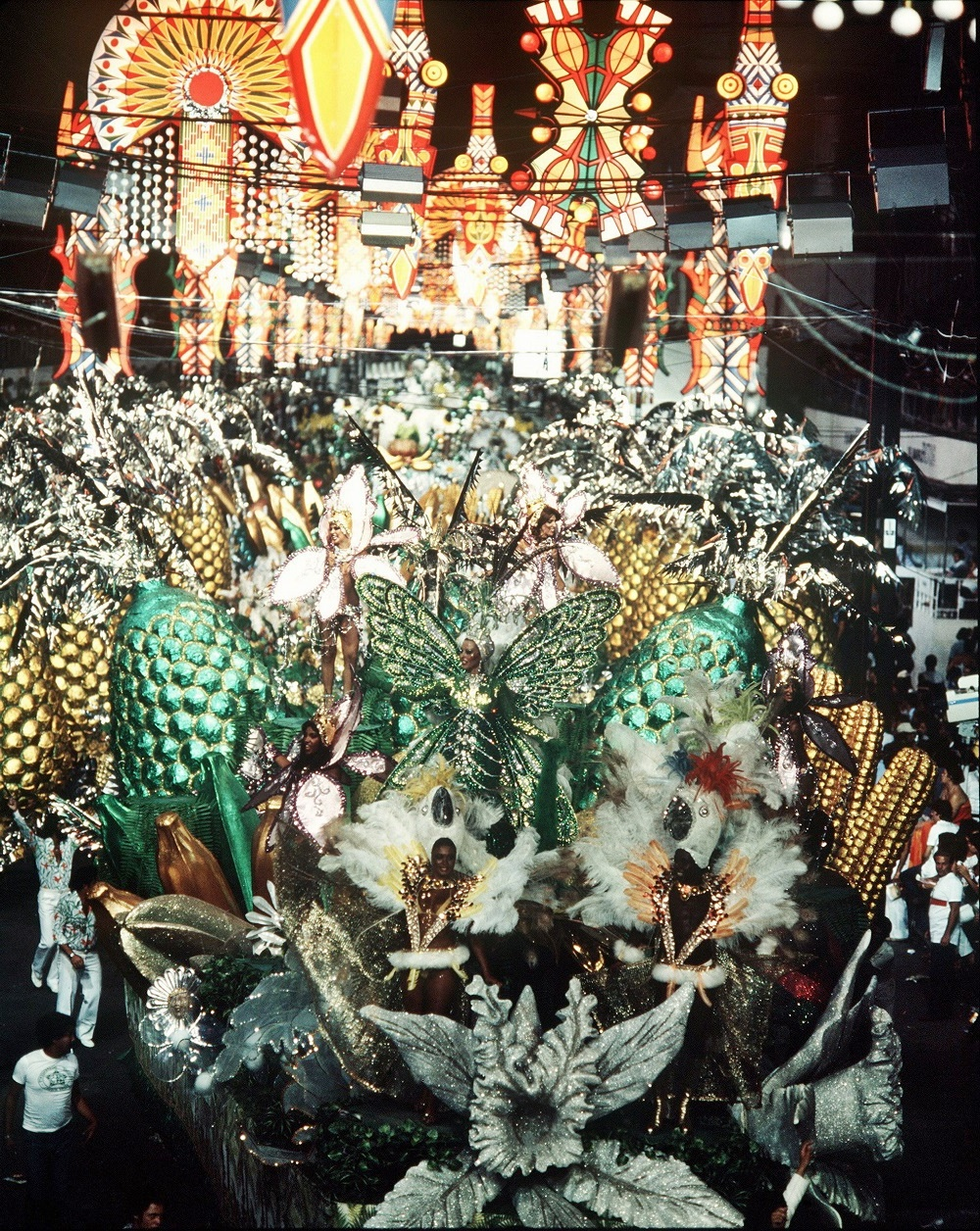
Desfile da Mocidade no carnaval de 1980.

Para o carnaval de 1980, a AESCRJ tomou a polêmica decisão de abolir os quesitos Mestre-Sala e Porta-Bandeira e Comissão de Frente com a justificativa de que eles estavam se tornando onerosos, visto que as escolas estavam negociando financeiramente os melhores profissionais. Apesar de não serem julgados, a apresentação dos quesitos foi mantida como obrigatória. Após o título do ano anterior, Arlindo Rodrigues se transferiu para a Imperatriz Leopoldinense. Campeão do carnaval de 1972 pelo Império Serrano, Fernando Pinto assumiu o posto de carnavalesco da Mocidade, desenvolvendo um enredo sobre as riquezas do Brasil. A Mocidade foi a sexta das dez agremiações que se apresentaram pelo Grupo 1-A de 1980. Com seu característico estilo tropicalista, o carnavalesco reproduziu frutas, flores e animais, abusando das cores verde e amarelo, para exaltar a natureza e a agricultura do Brasil. O enredo começou com o setor "Em se plantando tudo dá", sobre a agricultura brasileira. Em seguida, o setor "O cravo brigou com a rosa por causa da margarida gostosa" exaltou a flora do país; enquanto o setor "As aves que aqui gorjeiam e as que não gorjeiam" lembrou a fauna. O quinto setor era "Ser ou não ser, tupi até morrer", destacando os habitantes do país e, por fim, "Oropa, França e Bahia" sobre a influência de culturas estrangeiras no Brasil. Ao final do desfile, uma alegoria com a inscrição "Anistia" fez referência à Lei da Anistia e aos exilados políticos que voltaram ao país no ano anterior, ainda durante a ditadura militar, que perdurou por mais cinco anos. O regulamento do concurso de 1980 não adotou critérios de desempate, o que resultou em um empate triplo na segunda colocação, além do empate triplo entre as campeãs. Oficialmente, a Mocidade conquistou o vice-campeonato de 1980, empatada com União da Ilha e Vila Isabel, mas teve três escolas à sua frente, uma vez que Beija-Flor, Imperatriz e Portela empataram em primeiro lugar. O desfile ficou marcado como o último de Mestre André. O diretor de bateria morreu na manhã do dia 4 de novembro de 1980, aos 48 anos de idade, vítima de um infarto agudo do miocárdio (ataque cardíaco). André foi velado na quadra da Mocidade, por onde passaram personalidades da escola como a porta-bandeira Soninha, o mestre-sala Roxinho e o patrono Castor de Andrade.
- 1981: "Abram Alas para a Folia, aí Vem a Mocidade"

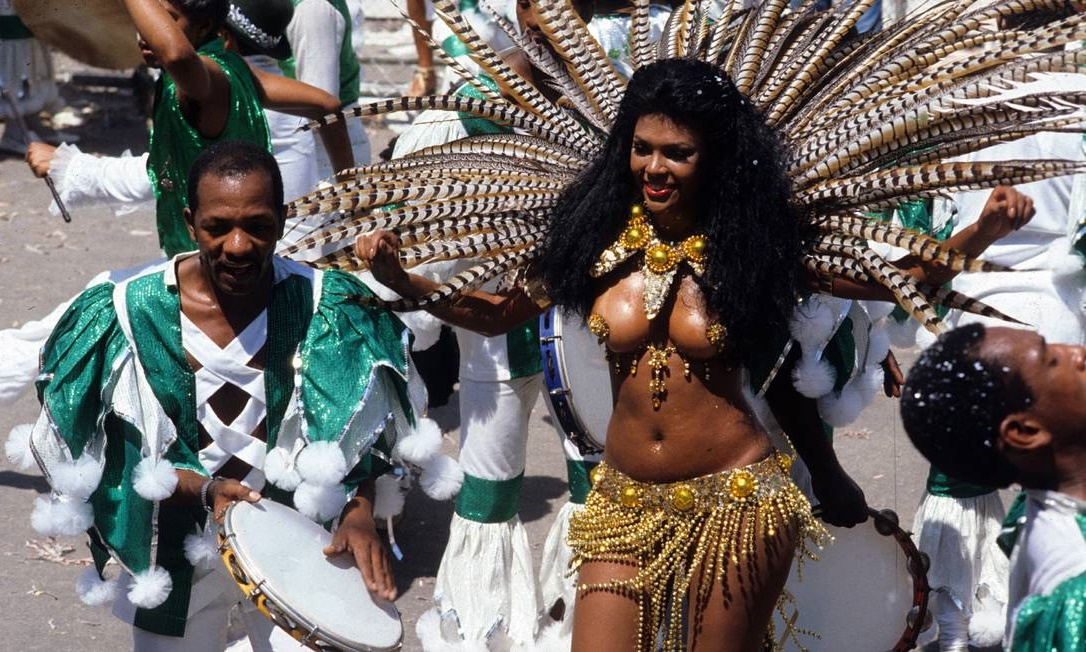
Adele Fátima à frente dos ritmistas da bateria da Mocidade no carnaval de 1981.

A Mocidade foi a décima e última agremiação a se apresentar pelo Grupo 1-A de 1981, iniciando o seu desfile por volta das dez horas da manhã da segunda-feira de carnaval, debaixo de sol e muito calor. Os carnavalescos Ecila Cirne, Edmundo Braga e Paulino Espírito Santo desenvolveram um enredo sobre o carnaval. Andrezinho, filho de Mestre André, desfilou representando o pai numa alegoria com a inscrição "O Mestre André diz todo dia; ninguém segura a nossa bateria", trecho da música "Salve a Mocidade", uma homenagem a Mestre André e ao compositor da canção, Luís Reis, ambos mortos no ano anterior. Dilson Carregal assumiu o comando da bateria da Mocidade, auxiliado por Léo e Bira. O samba-enredo do desfile foi composto pelo intérprete da escola, Ney Vianna, junto com Nezinho, autor de outras obras da agremiação. O Jornal do Brasil elogiou o desfile, apontando que o público aplaudiu a escola de pé. A Mocidade ganhou dois prêmios do Estandarte de Ouro: melhor ala para a Ala das Baianas e Revelação para o menino Alexandre, de onze anos de idade, que futuramente viria a ser mestre-sala da agremiação. A Mocidade se classificou em sexto lugar no carnaval de 1981. Dos dezessete julgadores do concurso, apenas três deram nota máxima à escola, que não conseguiu a pontuação máxima em nenhum dos quesitos.
- 1982: "O Velho Chico"

No carnaval de 1982, a Mocidade realizou um desfile sobre o Rio São Francisco. A escola foi a nona das doze agremiações que se apresentaram pelo Grupo 1-A, iniciando o seu desfile com o dia claro, por volta das seis horas da manhã da segunda-feira de carnaval. O enredo, com autoria de Fernando Pamplona, foi desenvolvido por uma ex-aluna do carnavalesco na Escola de Belas Artes, a cenógrafa e figurinista Maria Carmen de Souza. Mestre Cinco, ex-diretor de bateria da Portela, assumiu o comando da bateria da Mocidade, fazendo uma exibição mais "conservadora", com as famosas "paradinhas" apenas no início do desfile. Andrezinho, filho de Mestre André, desfilou à frente dos ritmistas, junto com os Mestres Cinco, Coteca e Bira. O Jornal do Brasil elogiou o desfile, mas apontou que a escola teve menos recursos financeiros do que em anos anteriores, o que resultou num conjunto de alegorias e fantasias mais simples. Com o desfile, a Mocidade obteve a sétima colocação do carnaval. A escola conseguiu a pontuação máxima apenas no quesito Bateria, perdendo pontos nos demais quesitos. O quesito Mestre-sala e Porta-bandeira voltou a ser avaliado, mas valendo menos do que os demais quesitos. A Bateria da escola recebeu o prêmio Estandarte do Povo, decidido através de voto popular.
- 1983: "Como Era Verde Meu Xingu"

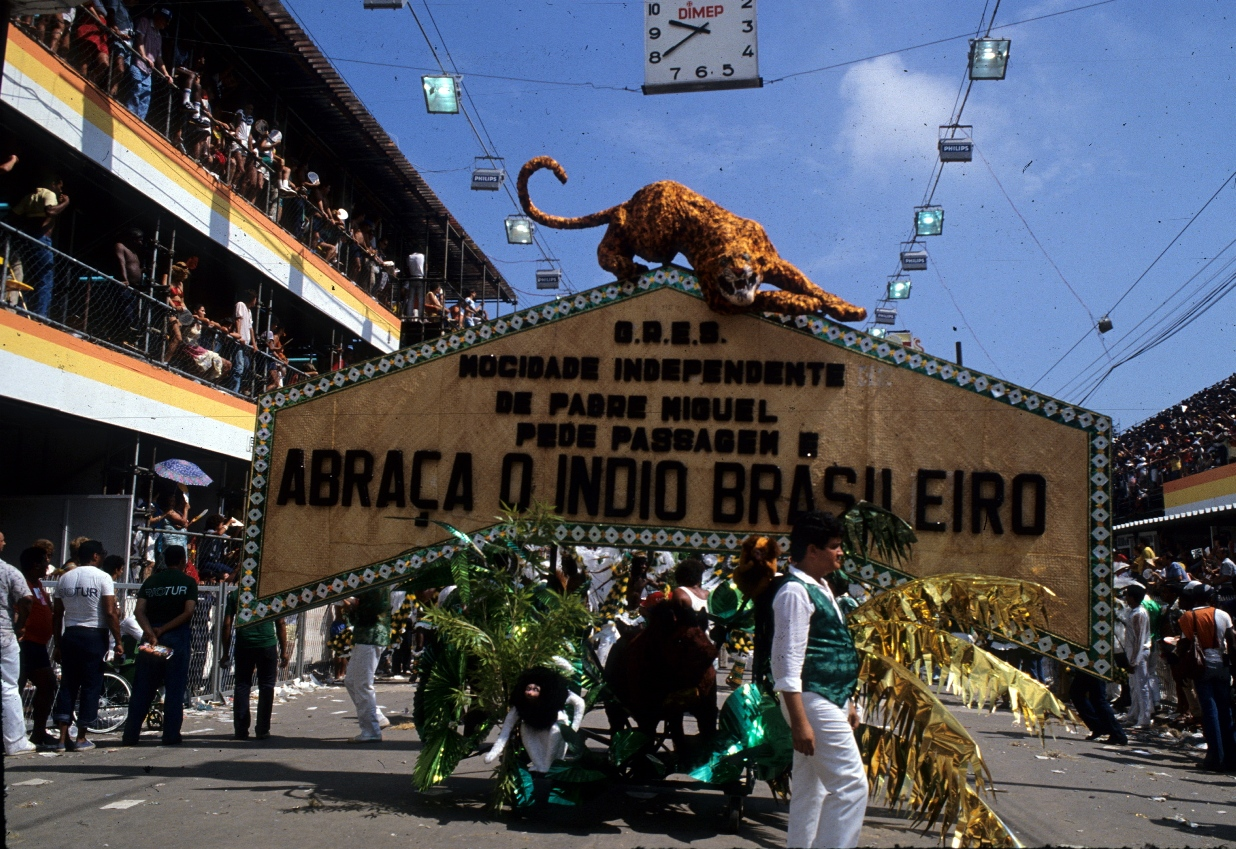
Desfile da Mocidade no carnaval de 1983.

Fernando Pinto retornou à Mocidade para o carnaval de 1983, desenvolvendo um enredo crítico-social em defesa da preservação das terras indígenas. A Mocidade foi a penúltima das doze escolas que se apresentaram pelo Grupo 1-A de 1983, iniciando seu desfile por volta das dez horas da manhã da segunda-feira de carnaval, debaixo de sol e muito calor. O desfile foi dividido em oito setores. O primeiro, denominado "Quando o Xingu Era Xingu", exaltou a natureza da região. O segundo setor, "Seus Mitos e Lendas", abordou a mitologia indígena. O setor seguinte, "Deu a Louca no Xingu", evidenciou a influência do homem moderno nas tribos, com indígenas andando de patins e bicicletas. O desfile foi encerrado por cinco tripés que desfilaram em sequência, formando a inscrição "Pela Demarcação das Terras Indígenas". A escola finalizou sua apresentação recebendo gritos de "já ganhou!" do público presente nas arquibancadas. Especialistas elogiaram o desfile, listando a escola entre as favoritas ao título de campeã junto com Império Serrano, Imperatriz e Portela. A Mocidade recebeu dois prêmios do Estandarte de Ouro: melhor enredo e melhor comunicação com o público. Assim como no ano anterior, a bateria da escola recebeu o prêmio Estandarte do Povo, decidido através de voto popular. Na categoria principal, de melhor escola, a Mocidade foi a segunda mais votada, perdendo apenas para a Portela.

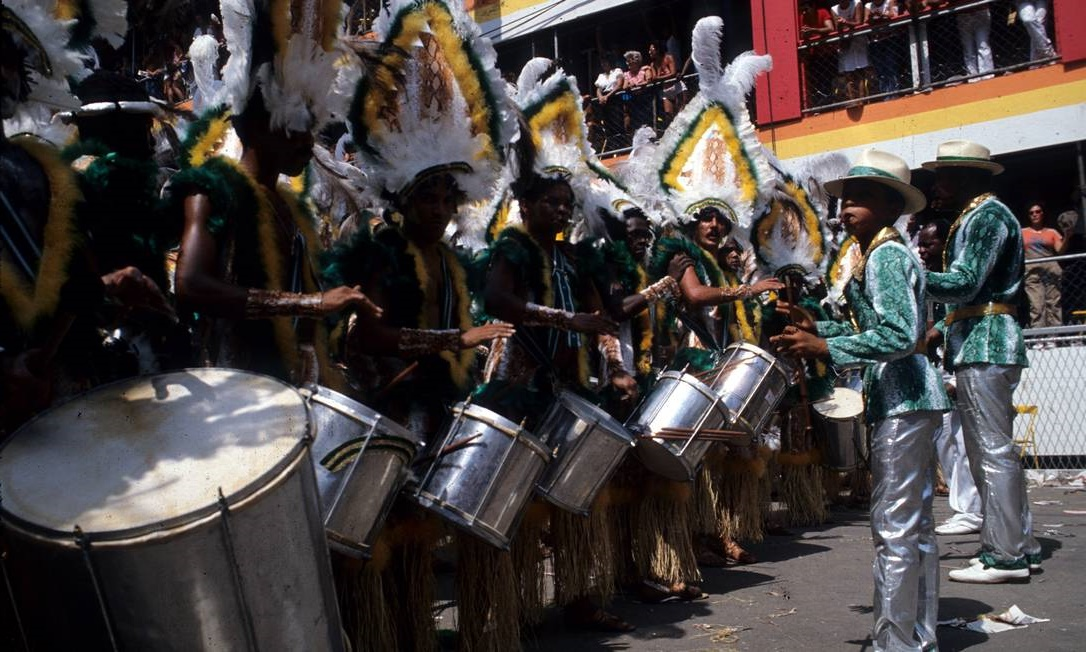
Andrezinho, filho do lendário Mestre André, comandando a bateria em 1983.

Apesar da aclamação de crítica e público, a Mocidade se classificou na sexta colocação, conseguindo a pontuação máxima apenas em três quesitos: Bateria, Harmonia e Comissão de Frente. O resultado é um dos mais polêmicos da história do carnaval, especialmente pelo desempenho do jurado Messias Neiva, de Alegorias e Adereços, que conferiu nota dez apenas à campeã, Beija-Flor, enquanto as demais escolas receberam nota igual ou inferior à oito. Entrevistado pelo jornal O Globo no dia seguinte à apuração do resultado, Messias disse não se lembrar dos enredos das escolas e declarou ter dado nota dez apenas à Beija-Flor pelo fato da agremiação ter desfilado de dia, quando a visibilidade é maior. As justificativas não foram bem aceitas pelo público, uma vez que outras escolas, como a própria Mocidade, também desfilaram de dia e receberam notas menores. Sobre a nota seis atribuída às alegorias da Mocidade, Messias Neiva criticou que a escola desfilou com reproduções de tatus em cima de árvores, argumentando que caso os tatus estivessem no chão, ele daria nota maior à escola. O desfile é tema de um dos capítulos do livro Por que perdeu? (2018), do jornalista Marcelo de Mello, que lista dez desfiles derrotados que fizeram história no carnaval carioca.
- 1984: "Mamãe Eu Quero Manaus"

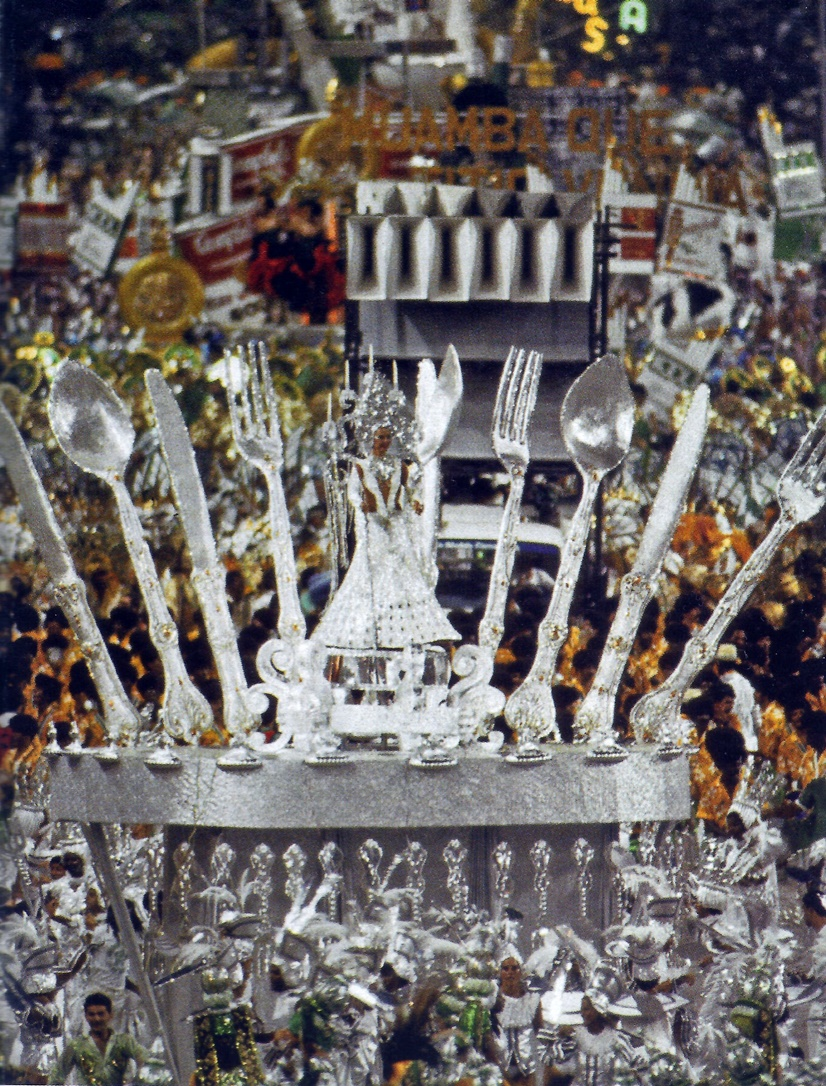
Desfile da Mocidade no carnaval de 1984.

No dia 11 de setembro de 1983, o então governador do Rio de Janeiro, Leonel Brizola, anunciou a construção de um local definitivo para os desfiles. O projeto foi executado pelo arquiteto Oscar Niemeyer e concluído em cinco meses, sendo inaugurado no dia 2 de março de 1984. Inicialmente denominado Avenida dos Desfiles, o local ficou popularmente conhecido como "Sambódromo", termo criado pelo então vice-governador do Rio, Darcy Ribeiro, idealizador da obra. O sambódromo foi construído na Rua Marquês de Sapucaí, onde desde 1978 eram realizados os desfiles das escolas de samba. Pela primeira vez, o desfile da primeira divisão do carnaval carioca foi dividido em duas noites. A ideia, sugerida pela AESCRJ, foi acatada pela Riotur devido a grande quantidade de escolas de samba. Ficou definido que uma escola seria campeã da primeira noite de desfiles (iniciada no domingo) e outra escola venceria a segunda noite (iniciada na segunda-feira), sendo que os dois desfiles teriam comissões julgadoras diferentes. No sábado seguinte aos desfiles seria realizada uma nova apresentação, valendo o título de supercampeã, disputada pelas três primeiras colocadas do desfile de domingo mais as três melhores classificadas do desfile de segunda-feira e as duas primeiras colocadas do Grupo 1-B (a segunda a divisão do carnaval). A Mocidade foi a terceira escola a se apresentar na segunda noite de desfiles, competindo contra Estácio de Sá; Unidos da Ponte; Vila Isabel; Imperatriz Leopoldinense; Beija-Flor; e Mangueira. Fernando Pinto desenvolveu um enredo sobre o contrabando, abordando o período do Descobrimento do Brasil até o crescimento da Zona Franca de Manaus. O desfile marcou a passagem de Aroldo Melodia como intérprete oficial da escola, substituindo Ney Vianna, que se desentendeu com o presidente Gaúcho, se transferindo para o Império Serrano. A Mocidade foi a vice-campeã do "desfile de segunda-feira" com sete pontos de diferença para a campeã Mangueira, que desfilou com o histórico enredo "Yes, Nós Temos Braguinha". A Mocidade perdeu pontos em Alegorias, Conjunto, Evolução e Mestre-Sala e Porta-Bandeira; mas o destaque negativo foi a nota cinco recebida pela Bateria. Com o resultado, a escola se classificou para disputar o Supercampeonato, que foi realizado no sábado seguinte ao carnaval, também no Sambódromo. Perdendo pontos em todos os quesitos, a Mocidade se classificou em terceiro lugar, atrás da vice-campeã Portela e da Supercampeã Mangueira. Seguindo o regulamento do Supercampeonato, os quesitos Alegorias e Adereços, Enredo e Fantasias não foram avaliados.
Em julho de 1984, a Mocidade foi uma das agremiações fundadoras da Liga Independente das Escolas de Samba do Rio de Janeiro (LIESA). Dirigentes de dez das principais escolas de samba do Rio decidiram se desligar da AESCRJ e fundar a nova entidade com o objetivo de administrar o desfile do grupo principal, negociar diretamente a subvenção com Prefeitura e os direitos de imagem com as emissoras de televisão, além de controlar e repartir o lucro dos desfiles com as agremiações. Patrono da Mocidade, Castor de Andrade foi eleito o primeiro presidente da LIESA.
- 1985: "Ziriguidum 2001, Um Carnaval nas Estrelas"

Para o carnaval de 1985, a competição voltou a ser dividida em duas noites, mas com apenas uma escola campeã. Fernando Pinto desenvolveu para a Mocidade um enredo em que projetava o carnaval e as festas folclóricas brasileiras sendo realizadas no espaço sideral, no ano de 2001. O enredo foi dividido em nove quadros: "Corso dos Mares da Lua"; "Rancho da Primavera Vênus"; "Caboclinhos Marcianos"; "Boi-robô de Saturno"; "Frevo Uraniano"; "Afoxé dos Filhos de Plutão"; "Júpiter e os Fandangos Siderais"; "Reisado de Netuno"; e "Pirilampos de Mercúrio". A Mocidade foi a última das oito escolas que se apresentaram na primeira noite (domingo) do Grupo 1-A de 1985, iniciando seu desfile com o dia claro, por volta das oito horas da manhã da segunda-feira de carnaval, sob sol e forte calor. A escola recebeu gritos de "campeã" do público presente no Sambódromo ao longo de toda a sua apresentação. O desfile marcou o retorno de Ney Vianna ao posto de intérprete oficial da escola. Também ficou marcado por apresentar a primeira alegoria acoplada da história do carnaval: alegoria da "Nave-Mãe", com reproduções de cinco discos voadores acoplados. Especialistas elogiaram o desfile, listando a agremiação entre as favoritas ao título de campeã. Em sua crítica para o Jornal do Brasil, Joelle Rouchou escreveu que "Ousadia foi o tema central da Mocidade, que inovou o carnaval futurista [...] A escola desfilou compacta, os componentes cantaram forte e alto o samba e as alegorias e fantasias eram ricas em detalhes". Os jurados do Estandarte de Ouro também elogiaram a apresentação, cobrindo de elogios o carnavalesco Fernando Pinto, que ganhou um Prêmio Especial pela criatividade. O diretor de carnaval, Jorge Francisco, conhecido como "Chiquinho Pastel" recebeu o Estandarte de Ouro de Personalidade Masculina.
A Mocidade foi campeã do carnaval de 1985 com cinco pontos de vantagem sobre a vice-campeã, Beija-Flor, conquistando seu segundo título na elite do carnaval carioca, quebrando o jejum de seis anos sem conquistas. Dos vinte julgadores do carnaval, apenas dois não deram nota máxima à escola, que perdeu um ponto em Conjunto e um ponto em Evolução. O desfile é comumente listado entre os melhores da história do carnaval carioca, ganhando adjetivos como "histórico", "inesquecível", "ousado" e "inovador". O samba-enredo do desfile também é comumente listado entre os mais marcantes do carnaval e é tema de um dos capítulos do livro O Enredo do Meu Samba (2015), do jornalista Marcelo de Mello, que lista quinze sambas-enredo que fizeram história no carnaval carioca.
- 1986: "Bruxarias e Histórias do Arco da Velha"

Após o título de 1985, Castor de Andrade decidiu concentrar seus investimentos no Bangu Atlético Clube. Sem o aporte financeiro que precisava, Fernando Pinto brigou com a diretoria e se desligou da escola. Para tentar conquistar o bicampeonato consecutivo, a Mocidade contratou os carnavalescos Edmundo Braga e Paulino Espírito Santo, campeões com a Portela em 1984. Irinéia assumiu o posto de primeira porta-bandeira, substituindo Soninha. Terceira escola a se apresentar na primeira noite (domingo) do Grupo 1A, a Mocidade realizou um desfile sobre mandingas, bruxarias e afins. Especialistas apontaram que a escola decepcionou. O som da avenida falhou diversas vezes. A Mocidade se classificou em sétimo lugar no carnaval de 1986. A escola conseguiu a pontuação máxima apenas nos quesitos Alegorias e Fantasias. O quesito mais despontuado foi Evolução, com a perda de quatro pontos.
- 1987: "Tupinicópolis"

Após o fracasso do ano anterior, Castor de Andrade voltou a investir na escola, chamando de volta o carnavalesco Fernando Pinto. A Mocidade foi a última das oito agremiações que se apresentaram na segunda noite (segunda-feira) do Grupo 1 (antigo Grupo 1A), encerrando o carnaval de 1987. A escola iniciou sua apresentação por volta das sete horas da manhã, debaixo de sol forte. Inspirado nas discussões sobre a demarcação de terras indígenas, Fernando Pinto criou um enredo em que idealizava uma metrópole indígena futurista (a Tupinicópolis), incorporando paisagens e características do cotidiano urbano aos costumes indígenas e ao folclore brasileiro. Nessa mistura inusitada foram apresentados o Supermercado Casas da Onça; o Shopping Boitatá; a Farmácia Raoni; o Banco Tupinicopolitano; o Tupinambá Esporte Clube; a Boate Saci; a Universidade Tupi-Guarani; a Prisão Jurupari; e a Tupi-Oca dos Poderes. As Forças Armadas eram representadas pelo Tatu Guerreiro (Exército); o Marreco Bélico (Marinha) e o Aero Gaviavião (Aeronáutica). Numa crítica à inflação enfrentada pelos brasileiros, uma alegoria tinha a cédula de um Guarani ao lado da cédula de quinhentos cruzados, indicando que a moeda de Tupinocópolis valia mais do que a moeda vigente no Brasil naquela época. O grande carro abre-alas, com cinco chassis acoplados, repetiu a experiência de 1985, quando, pela primeira vez, a escola apresentou alegorias acopladas. A Mocidade finalizou sua apresentação recebendo gritos de "campeã" do público presente no Sambódromo, que desceu das arquibancadas para a pista, seguindo a escola, ato conhecido no meio carnavalesco como "arrastão". A imprensa elogiou a apresentação, listando a agremiação entre as favoritas ao título de campeã. A Mocidade recebeu dois prêmios do Estandarte de Ouro: melhor enredo e melhor intérprete para Ney Vianna. A Mocidade foi vice-campeã do carnaval com um ponto de diferença para a bicampeã, Mangueira. O resultado é contestado por especialistas, que apontam uma apresentação superior da escola de Padre Miguel. A escola conseguiu a pontuação máxima na maioria dos quesitos, com exceção de Samba-enredo, que perdeu dois pontos. Apesar da derrota, o desfile é comumente listado entre os mais marcantes da história do carnaval.
- 1988: "Beijim, Beijim, Bye Bye Brasil"

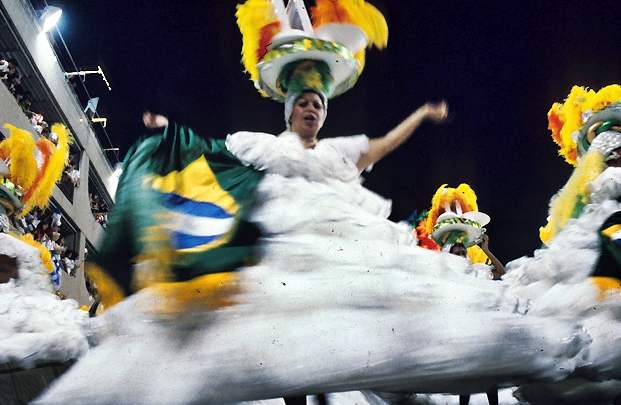
Desfile da Mocidade no carnaval de 1988.

Na manhã do dia 29 de novembro de 1987, após deixar a quadra da Mocidade rumo a sua casa, o carnavalesco Fernando Pinto sofreu um acidente de carro, morrendo aos 42 anos de idade. As alegorias e fantasias do desfile de 1988 estavam em processo final de confecção, sendo finalizadas pela equipe de auxiliares do carnavalesco. Inspirado nos trabalhos de elaboração da Constituição brasileira de 1988, o último enredo de Fernando Pinto vislumbrava um Brasil utópico após uma nova constituição que dividiria o país em sete "Brasiléias encantadas" como a Brasiléia Amazônica; Brasiléia Sertaneja; Brasiléia Praieira; Brasiléia dos Pampas; e Brasiléia Federal. Monique Evans foi afastada do cargo de madrinha de bateria, sendo substituída por Tânia Corrêa, vencedora do Concurso das Panteras de 1987. A Mocidade foi a segunda agremiação a se apresentar na primeira noite (domingo) do Grupo 1 de 1988. Com um desfile "frio", que não empolgou o público, a Mocidade obteve o oitavo lugar do carnaval de 1988, seu pior resultado nos últimos dez anos. A escola conseguiu a pontuação máxima apenas em Bateria, perdendo muitos pontos nos demais quesitos. O quesito mais despontuado foi Samba-enredo, com a perda de quatro pontos.
- 1989: "Elis, Um Trem de Emoções"

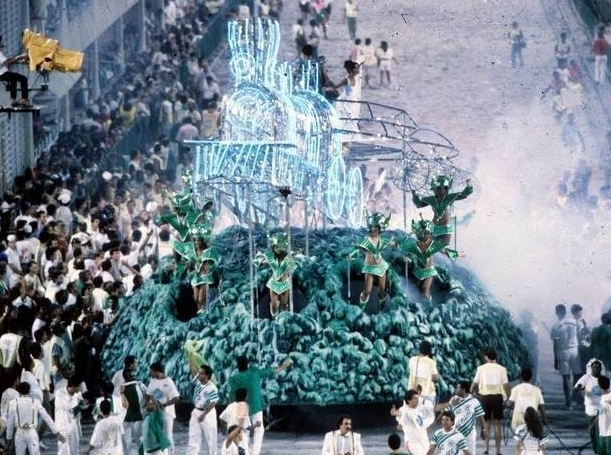
Desfile da Mocidade no carnaval de 1989.

A Mocidade realizou um concurso para escolher seus novos carnavalescos. Ely Peron e Rogério Figueiredo venceram a disputa e desenvolveram um enredo em homenagem à cantora Elis Regina, morta em 1982. Mestre Jorjão assumiu o comando da Bateria, substituindo Bira; enquanto Alexandre Salino e Babi formaram o novo primeiro casal de mestre-sala e porta-bandeira da escola. A Mocidade foi a quarta agremiação a se apresentar na primeira noite (domingo) do Grupo 1 de 1989. A Comissão de Frente reuniu diversos amigos famosos de Elis, como Jair Rodrigues, Wanderléa, Ronaldo Bôscoli, Aldir Blanc e Betinho. Uma alegoria quebrou na concentração e não participou do desfile. Em sua estreia como segunda porta-bandeira da escola, aos treze anos de idade, Lucinha Nobre foi premiada com o Estandarte de Ouro de Revelação. A Mocidade foi a sétima colocada do carnaval de 1989. A escola conseguiu a pontuação máxima na maioria dos quesitos, mas perdeu pontos em Alegorias, Comissão de Frente, Enredo e Evolução.

### Década de 1990
- 1990: "Vira, Virou, a Mocidade Chegou"

Para o carnaval de 1990, a Mocidade contratou o casal de carnavalescos Renato Lage e Lilian Rabello, que estavam na Caprichosos de Pilares. Na noite de 15 de outubro de 1989, durante a final da disputa para a escolha do samba-enredo de 1990, o intérprete Ney Vianna teve um infarto fulminante, morrendo na quadra da escola, aos 47 anos de idade. Compositor dos sambas de 1983 e 1989, Paulinho Mocidade foi escolhido por Castor de Andrade para assumir o posto de intérprete oficial da escola. Quarta agremiação a se apresentar na segunda noite (segunda-feira) do Grupo Especial (antigo Grupo 1) de 1990, a Mocidade realizou um desfile sobre a própria história. O enredo foi dividido por décadas, relembrando os desfiles marcantes e os grandes nomes da escola como Mestre André, Arlindo Rodrigues, Fernando Pinto e Ney Vianna. Especialistas elogiaram a apresentação, apontando a Mocidade como favorita ao título de campeã. Durante o desfile, a escola foi saudada pelo público presente no sambódromo com gritos de "é campeã". Confirmando o favoritismo, a Mocidade foi campeã com nota máxima em todos os quesitos, conquistando seu terceiro título no carnaval carioca.
- 1991: "Chuê, Chuá, as Águas Vão Rolar"

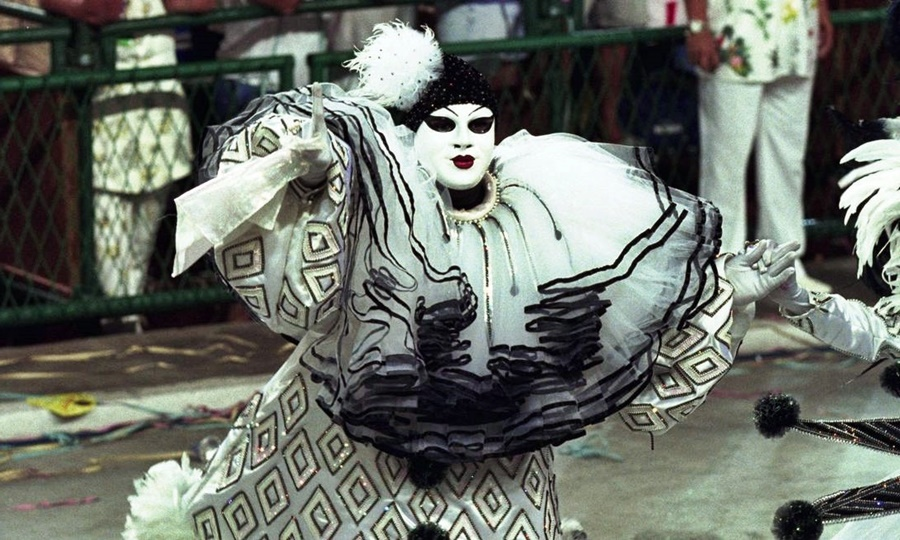
O mestre-sala Rogerinho no desfile de 1999.

Para tentar conquistar o bicampeonato consecutivo para a Mocidade, Renato Lage e Lilian Rabello desenvolveram um enredo sobre a água. O samba-enredo do desfile fez sucesso no carnaval, sendo bastante executado nas rádios. A Mocidade foi a quinta escola das oito agremiações que se apresentaram na segunda noite (segunda-feira) do Grupo Especial de 1991. Especialistas elogiaram o desfile, apontando a escola como favorita ao bicampeonato. Em sua crítica, o jornal O Globo apontou que a escola "levou a Sapucaí ao delírio" [...] "puxada principalmente por sua impecável bateria, a Mocidade ilustrou o enredo com fantasias criativas e ousadas". Para o Jornal do Brasil, "um samba fraco, mas cheio de refrões fáceis, muito dinheiro do patrono e fantasias e alegorias bem humoradas garantiram à escola o apoio das arquibancadas". Entre os destaques do desfile estava a Comissão de Frente, onde componentes fantasiados de escafandristas, realizavam movimentos em ritmo lento, como se estivessem submersos na água. No carro abre-alas, a estrela-símbolo da escola foi representada como uma estrela do mar. Outros carros alegóricos representaram o líquido amniótico, a Arca de Noé, as enchentes causadas pela chuva, e Iemanjá numa alegoria que soltava bolhas de sabão. Durante todo o desfile, o público presente no sambódromo saudou a escola com gritos de "bicampeã". Em pesquisa realizada pelo IBOPE, a Mocidade foi a agremiação mais bem avaliada pelo público no Sambódromo. A escola também foi eleita a melhor do ano pelo júri de especialistas do Jornal do Brasil. A Mocidade recebeu três prêmios do Estandarte de Ouro: melhor escola; melhor bateria; e melhor ala de baianas. Confirmando o favoritismo, a Mocidade venceu o carnaval de 1991 com 1,5 pontos de vantagem sobre o Salgueiro, conquistando seu quarto título na folia carioca. Dos trinta julgadores do carnaval, apenas quatro não deram nota máxima à escola, que perdeu meio ponto em Bateria; meio ponto em Evolução; e três pontos em Mestre-sala e Porta-bandeira.
- 1992: "Sonhar não Custa Nada, ou Quase Nada"

Tentando conquistar o tricampeonato consecutivo para a Mocidade, Renato Lage e Lilian Rabello desenvolveram um enredo sobre os sonhos, abordando também os pesadelos e a insônia. Grávida, Babi se afastou da escola, sendo substituída pela segunda porta-bandeira, Lucinha Nobre. O samba-enredo do desfile, composto pelo intérprete Paulinho Mocidade junto com Dico da Viola e Moleque Silveira, fez sucesso no carnaval, sendo bastante executado nas rádios, além de ser constantemente listado entre os melhores da história da folia carioca. A Mocidade foi a quinta escola das sete agremiações que se apresentaram na segunda noite (segunda-feira) do Grupo Especial de 1992. Apontada por especialistas como favorita ao tricampeonato antes mesmo do desfile, a Mocidade entrou confiante na avenida. Antes de começar o samba, Paulinho Mocidade pediu perdão às escolas concorrentes e anunciou que estava entrando na avenida a campeã de 1992. Já durante o desfile, muitos componentes alteravam a letra do samba, cantando "Eu vejo a lua no céu / A Mocidade ser tri / De verde e branco na Sapucaí". O público presente no sambódromo também saudou a escola com gritos de "tricampeã". 
O desfile abordou diversos tipos de sonho, como "o sonho infantil", "o sonho dourado do poder", "o sonho do amor perfeito" e "o sonho erótico", representado por uma ousada alegoria com a reprodução de um falo rosa gigante. Em pesquisa realizada pelo IBOPE com o público no Sambódromo, a Mocidade foi eleita a melhor escola do ano. Especialistas elogiaram a apresentação, listando Mocidade e Estácio de Sá como as favoritas ao título. Confirmando a expectativa, as duas escolas foram as primeiras colocadas. A Mocidade foi a vice-campeã do carnaval de 1992 com 1,5 pontos de diferença para a campeã, Estácio de Sá. A escola conseguiu a pontuação máxima na maioria dos quesitos. O histórico samba-enredo foi o quesito mais despontuado da escola, perdendo 1,5 pontos. Uma das juradas, Fernanda de Tolda, argumentou que o samba "não tinha criatividade na melodia". A Mocidade ainda foi penalizada em Comissão de Frente, Enredo, Evolução e Harmonia. A escola recebeu o Estandarte de Ouro de melhor bateria. Após o carnaval, a Mocidade dispensou a carnavalesca Lilian Rabello, que havia se separado de Renato Lage durante os preparativos para 1992.
- 1993: "Marraio Feridô Sou Rei"

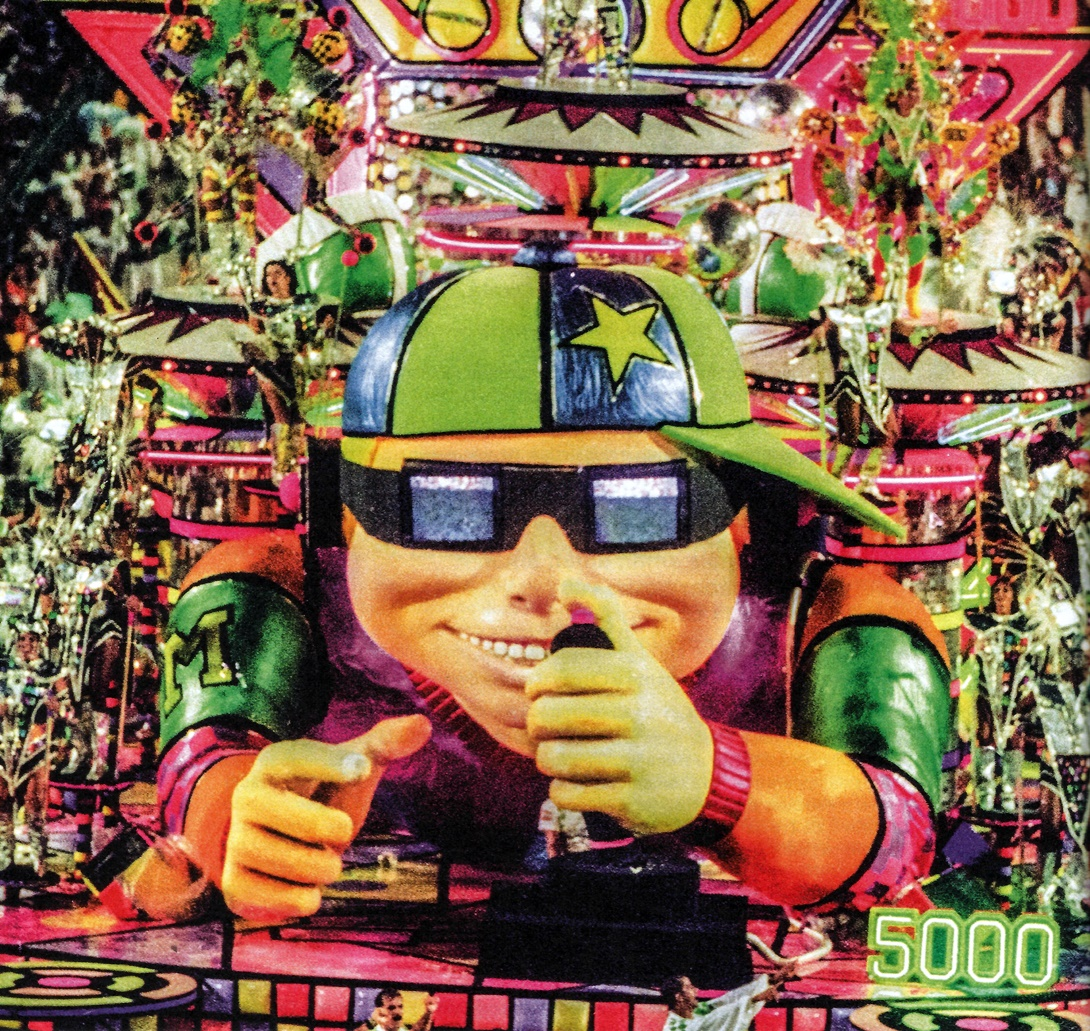
Alegoria do menino jogando videogame foi um dos destaques do desfile de 1993.

Quinta escola das sete agremiações que se apresentaram na primeira noite (domingo) do Grupo Especial de 1993, a Mocidade realizou um desfile sobre jogos de todos os tipos, desde as Olimpíadas na Grécia Antiga até os modernos games eletrônicos. Especialistas elogiaram o desfile, listando a escola entre as favoritas ao título de campeã do ano. Entre os destaques apontados estavam a Comissão de Frente, formada por homens negros altos jogando basquete em referência ao Dream Team estadunidense campeão da Olimpíada de Barcelona em 1992; e a alegoria "Diversões Eletrônicas", que tinha uma grande escultura de um menino jogando videogame, usando um óculos 3D cujas lentes eram televisores de verdade. A alegoria ainda emitia sons de videogame. Em sua crítica, o jornal O Globo apontou que a escola fez um desfile "para ser admirado [...] mostrando nos carros surpreendentes e no luxo das fantasias suas armas para recuperar o título. Só faltou um samba para levantar as arquibancadas. O puxador Paulinho Mocidade bem que se esforçou, mas o público não acompanhou" [...] "mas os aplausos acompanharam o desfile o tempo todo". Segundo o Jornal do Brasil, a escola realizou "um desfile impecável em que esbanjou animação e mostrou como um samba pode crescer na avenida". Lucinha Nobre, que desfilou como segunda porta-bandeira, após o retorno de Babi ao primeiro posto, recebeu o Estandarte de Ouro de melhor porta-bandeira. A Mocidade ainda recebeu o Estandarte de Ouro de melhor ala e de Revelação para o segundo mestre-sala, Rogerinho. Com o desfile, a escola obteve o quarto lugar do carnaval de 1993, garantindo sua classificação para o Desfile das Campeãs. A escola conseguiu a pontuação máxima na maioria dos quesitos. Os quesitos mais despontuados foram Harmonia e Samba-enredo, com a perda de 1,5 pontos em cada.

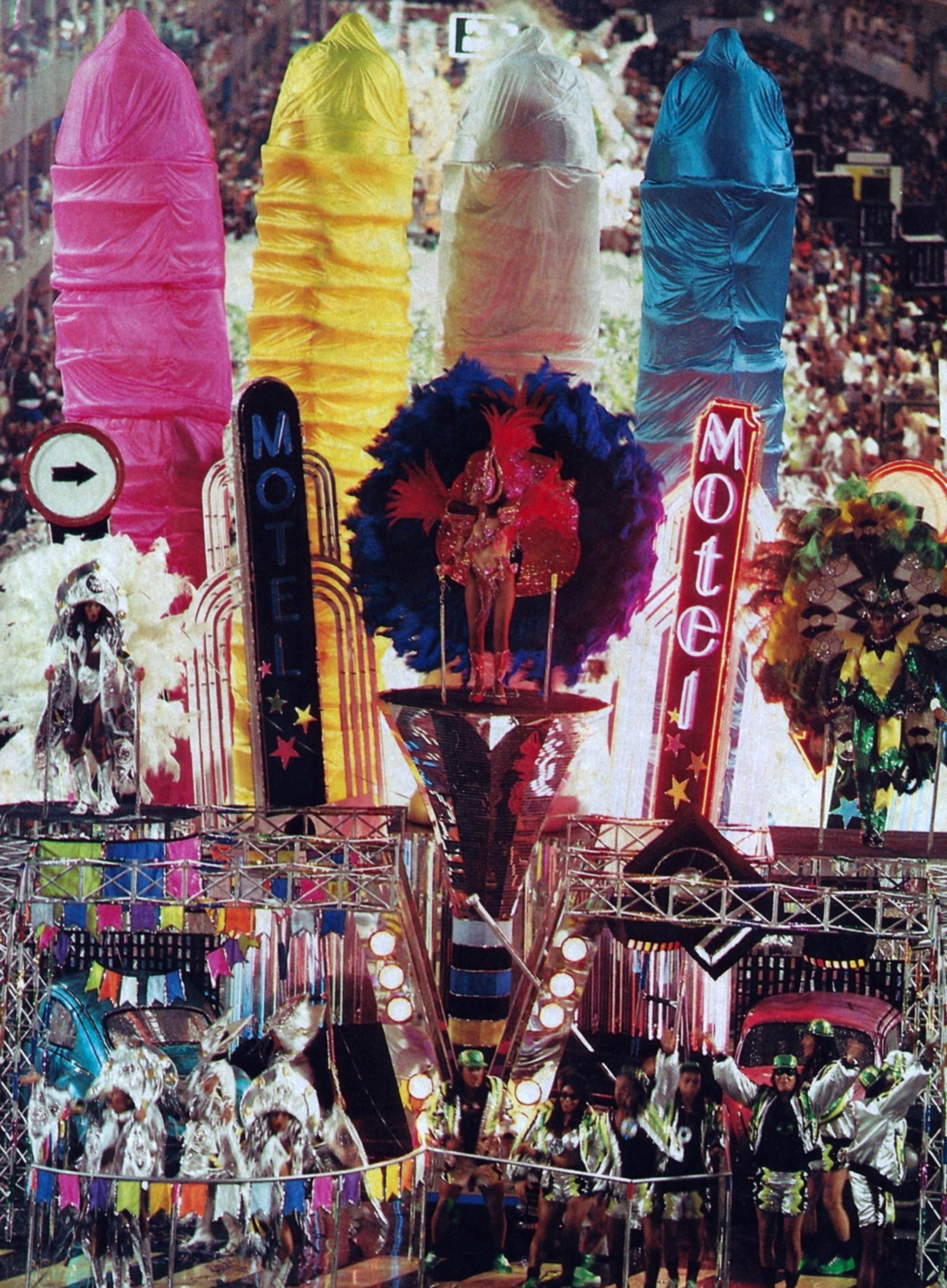
Alegoria do motel no desfile do carnaval de 1994.

- 1994: "Avenida Brasil - Tudo Passa, Quem não Viu?"

Durante a preparação para o carnaval de 1994, o patrono da Mocidade - Castor de Andrade - foi preso durante uma operação em que vários contraventores foram detidos, incluindo presidentes de outras agremiações. José Roberto Tenório foi eleito presidente da escola. Wander Pires, que já fazia parte do time de cantores de apoio da agremiação, assumiu o posto de intérprete oficial, substituindo Paulinho Mocidade, que se desligou da escola. Também houve troca no comando da Comissão de Frente, com a chegada de Claudia Ribeiro. A segunda porta-bandeira, Lucinha Nobre, voltou ao primeiro posto, substituindo Babi. Sétima e penúltima escola a se apresentar na primeira noite (domingo) do Grupo Especial, a Mocidade realizou um desfile sobre a Avenida Brasil. Especialistas divergiram sobre a apresentação. Em sua crítica, a Folha de S.Paulo apontou que a Mocidade fez um desfile "correto" e "sem despertar maior entusiasmo". O Globo elogiou o desfile, classificado como "criativo e animado", apontando que "a bateria fez várias paradinhas e foi ovacionada". Para o Jornal do Brasil o "show da bateria não conseguiu animar o público". Com o desfile, a Mocidade se classificou em oitavo lugar, ficando de fora do Desfile das Campeãs, algo que não acontecia desde 1989. A escola só conseguiu a pontuação máxima nos quesitos Alegorias e Comissão de Frente, perdendo muitos pontos nos demais quesitos. O quesito mais despontuado foi Samba-enredo, onde perdeu 2,5 pontos.
- 1995: "Padre Miguel, Olhai por Nós"

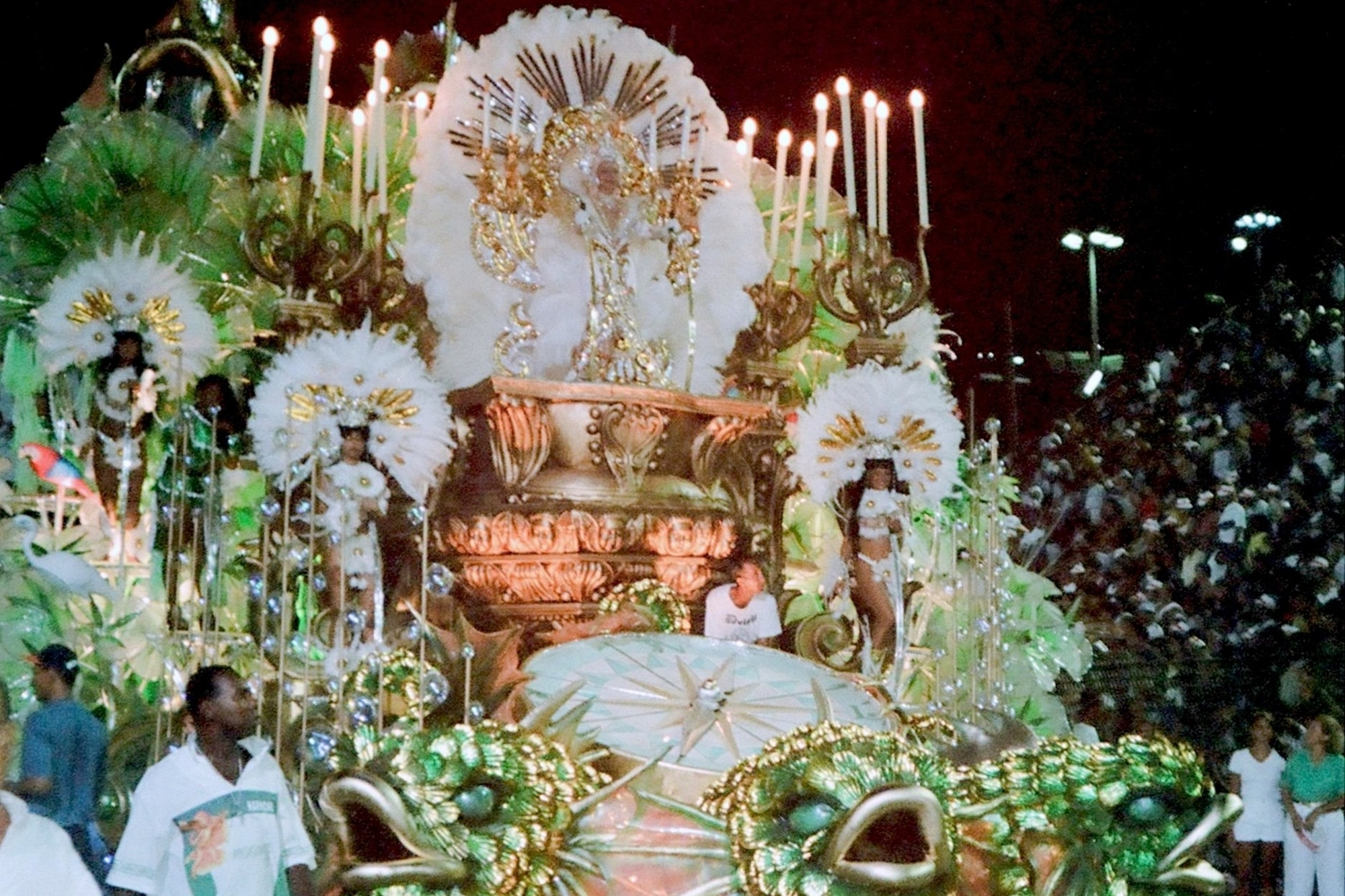
Abre-alas da Mocidade no carnaval de 1995.

Para o carnaval de 1995, Renato Lage desenvolveu um enredo sobre a religiosidade brasileira. Mestre Coé assumiu o comando da bateria; enquanto o segundo mestre-sala, Rogerinho, foi promovido ao posto de primeiro, substituindo Alexandre. A Mocidade foi a quarta escola a se apresentar na segunda noite (segunda-feira) do Grupo Especial. A imprensa especializada elogiou o desfile, listando a Mocidade entre as favoritas ao título de campeã. Em sua crítica, a Folha de S.Paulo apontou que "a Mocidade fez a apresentação mais aplaudida da segunda noite. Empolgou o público apoiada na performance da bateria, no bom desenvolvimento do enredo e na qualidade das alegorias, muitas com efeitos especiais". Segundo O Globo, "da impecável comissão de frente aos efeitos pirotécnicos, a escola desfilou para disputar título e foi uma das mais aplaudidas". A Mocidade recebeu o Troféu Manchete de melhor escola do ano,  e o prêmio Estandarte de Ouro de melhor enredo. Com o desfile, a Mocidade obteve o quarto lugar, se classificando para o Desfile das Campeãs. A escola conseguiu a pontuação máxima na maioria dos quesitos. As exceções foram Conjunto e Harmonia, com a perda de meio ponto em cada.
- 1996: "Criador e Criatura"

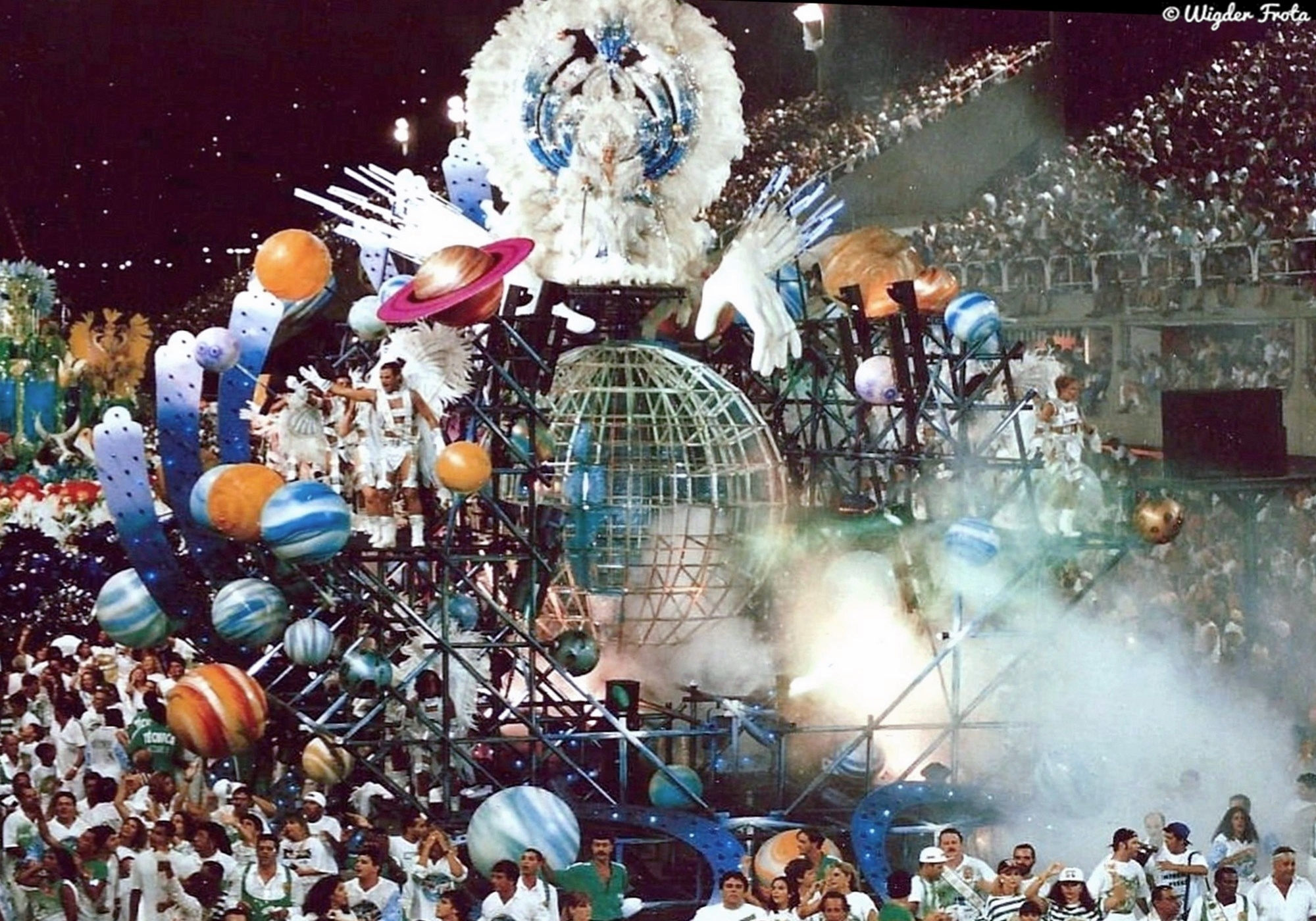
Abre-alas da Mocidade do Desfile das Campeãs do carnaval de 1996.

Jorge Pedro Rodrigues assumiu a presidência da escola, mantendo a mesma equipe dos anos anteriores. Renato Lage desenvolveu um enredo sobre os grandes inventores e as famosas criações bíblicas e humanas. A Mocidade foi a oitava e penúltima escola a se apresentar na primeira noite (domingo) do Grupo Especial de 1996. O desfile começou com o dia claro após quase duas horas de atraso devido à dificuldade para retirar as alegorias das escolas anteriores da dispersão. Por causa do atraso, diversos efeitos luminosos não foram notados na luz do dia. A escola foi saudada pelo público presente no Sambódromo com gritos de "campeã". Com nota 9,4, a Mocidade foi a agremiação mais bem avaliada em pesquisa realizada pelo IBOPE com o público no Sambódromo, vencendo a Imperatriz, que ficou em segundo lugar com nota 9,2. Especialistas elogiaram o desfile, apontando Mocidade e Imperatriz como as favoritas ao título de campeã. Confirmando a expectativa, Mocidade e Imperatriz travaram uma acirrada disputa pelo título. A Mocidade venceu o carnaval de 1996 com meio ponto de vantagem sobre a Imperatriz, conquistando seu quinto título de campeã. A escola foi campeã com a pontuação máxima. Dos cinquenta julgadores do carnaval, apenas cinco não deram nota máxima à escola, sendo que as cinco notas foram descartadas, seguindo o regulamento do ano, que determinava o descarte das menores notas de cada quesito. No Desfile das Campeãs, a escola desfilou de madrugada, conseguindo mostrar os efeitos especiais e luminosos de suas alegorias. A Mocidade foi premiada com o Estandarte de Ouro de melhor enredo, enquanto Renato Lage recebeu o Troféu Manchete de melhor carnavalesco.
- 1997: "De Corpo e Alma na Avenida"

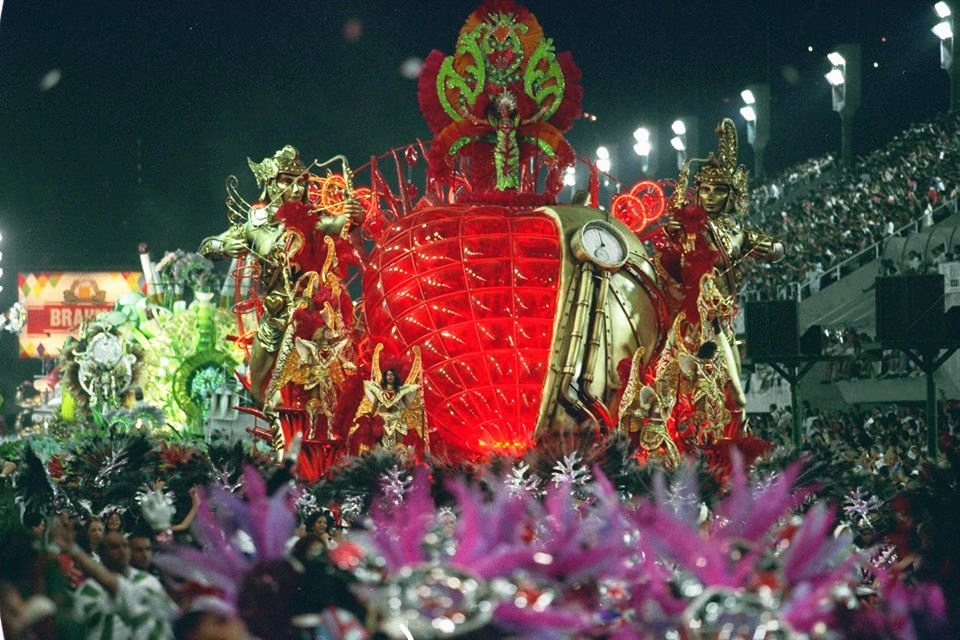
A icônica alegoria do coração no desfile vice-campeão da Mocidade no carnaval de 1997.

Tentando conquistar o bicampeonato consecutivo, a Mocidade escolheu um enredo sobre o corpo humano. A escola foi a quinta das oito agremiações que se apresentaram na segunda noite (segunda-feira) do Grupo Especial de 1997. Especialistas elogiaram a apresentação, listando a escola entre as favoritas ao título. Entre os destaques apontados estavam o samba "contagiante" e as alegorias criativas de Renato Lage. A partir de uma ideia do carnavalesco, Lucinha e Rogerinho desfilaram com fantasias inspiradas em figurinos de balé clássico. Lucinha executou passos de balé e usava sapatilha e roupa curta, mostrando as pernas, diferente da clássica roupa de porta-bandeira, que vai até o chão. Ao final da apresentação, componentes tiveram que diminuir o ritmo de desfile para não finalizar o cortejo antes do tempo mínimo estipulado pelo regulamento. A escola iniciou e terminou seu desfile sendo saudada pelo público com gritos de "bicampeã". Em pesquisa realizada pelo IBOPE, a Mocidade foi a agremiação mais bem avaliada pelo público presente no Sambódromo. A Mocidade recebeu o Troféu Manchete de melhor escola do ano, e os Estandartes de Ouro de melhor intérprete para Wander Pires e de melhor samba-enredo. A Mocidade foi vice-campeã do carnaval de 1997 por meio ponto de diferença para a campeã, Unidos do Viradouro. A escola conseguiu a pontuação máxima em quase todos os quesitos, com exceção de Harmonia, onde perdeu o meio ponto que lhe tirou o bicampeonato. Em 11 de abril de 1997, morreu o patrono da escola, Castor de Andrade, aos 71 anos de idade, vítima de ataque cardíaco.
- 1998: "Brilha no Céu a Estrela que Me Faz Sonhar"

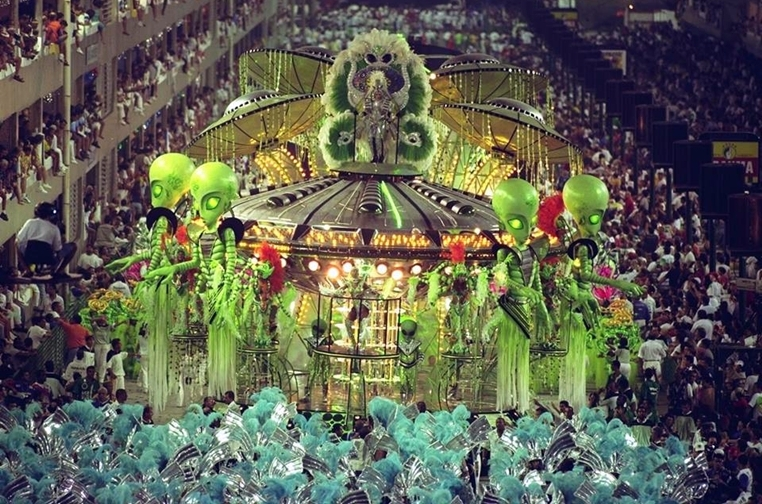
Desfile da Mocidade no carnaval de 1998.

Para o carnaval de 1998, Renato Lage desenvolveu um enredo sobre a relação do Homem com os astros celestes, finalizando com uma homenagem a Castor de Andrade. A Mocidade foi a sexta e penúltima escola a se apresentar na primeira noite (domingo) do Grupo Especial. Especialistas classificaram o desfile como "frio", sem empolgar o público. Segundo o Jornal do Brasil, a Mocidade "desfilou burocrática e pouco lembrou os momentos geniais de seu carnavalesco". Em sua crítica, O Globo apontou que "o samba-enredo não rendeu o suficiente para empolgar os componentes e o público". Para a Folha de S.Paulo, a escola "fez um desfile bonito, mas frio e sem surpresas". Várias homenagens foram prestadas a Castor de Andrade, desde o discurso inicial do presidente Jorge Pedro, passando pelo desenho de um castor (animal) estampado nas bandeiras e instrumentos da bateria, até a homenagem na última alegoria, com uma escultura do falecido patrono. A Mocidade recebeu o Troféu Manchete de melhor enredo. Com o desfile, a escola se classificou em sexto lugar, ficando de fora do Desfile das Campeãs. O único quesito em que a escola conseguiu nota máxima de todos os jurados foi Bateria. O quesito mais despontuado foi enredo, com a perda de 2,5 pontos.
- 1999: "Villa Lobos e a Apoteose Brasileira"

José Roberto Tenório reassumiu a presidência da Mocidade. Grávida, Lucinha Nobre se afastou da escola, sendo substituída pela segunda porta-bandeira, Nira. Mestre Jorjão retornou à escola após quatro anos de afastamento. A Comissão de Frente da agremiação passou a ser integrada pela Intrépida Trupe, sob comando da diretora artística do grupo, Valéria Martins. Quinta escola a se apresentar na segunda noite (segunda-feira) do Grupo Especial, a Mocidade realizou um desfile sobre a obra do maestro e compositor brasileiro Heitor Villa-Lobos, morto em 1959. Renato Lage confeccionou um desfile mais "clássico", sem os efeitos especiais que marcaram seus desfiles anteriores. A imprensa especializada elogiou a apresentação, listando a escola entre as favoritas ao título de campeã. Segundo O Globo, a Mocidade "cobriu a avenida de verde, seres da floresta e símbolos da cultura brasileira, numa impecável homenagem a Villa-Lobos. Com fantasias e alegorias belíssimas, foi conquistando o público a cada arquibancada e arrancou da Apoteose os mais enfáticos gritos de campeã". Para o Jornal do Brasil, "a escola passou perfeita, com carros e fantasias cuidadosos e contando com criatividade o enredo". A Folha de S.Paulo classificou a escola como "a grande favorita para conquistar o título", apontando que a Mocidade "foi a escola que recebeu, de longe, os mais numerosos e entusiasmados gritos de campeã do público". Ainda segundo a Folha, "o enredo desenvolvido de maneira tropicalista, a criatividade da bateria de Mestre Jorjão e a animação dos componentes, embalados por um samba fácil de cantar, foram os maiores trunfos da escola de Padre Miguel". Porém, especialistas também apontaram que a escola poderia perder pontos por causa da demora na entrada da quinta alegoria, que atrasou devido a dificuldade para colocar os destaques em seus lugares. O atraso provocou um "buraco" (espaço vazio) de mais de trinta metros na avenida. Ao chegar na área de dispersão, o carro ainda atropelou três componentes, deixando um deles com fratura exposta no antebraço.
Em pesquisa realizada pelo IBOPE com o público no Sambódromo, Mocidade e Viradouro tiveram as notas mais altas. A Mocidade foi a escola mais premiada do ano, recebendo quatro prêmios do Estandarte de Ouro: melhor escola; melhor enredo; revelação para Nira; e melhor mestre-sala para Rogerinho, que desfilou com uma máscara de Pierrot, moldada especialmente para seu rosto. Também recebeu cinco prêmios do Tamborim de Ouro: melhor Comissão de Frente; alegorias; fantasias; escola mais comunicativa; e escola mais criativa. Apesar da aclamação de crítica e público, a Mocidade foi apenas a quarta colocada do carnaval de 1999. Dos vinte e sete julgadores do carnaval, apenas três não deram nota máxima à escola: Rita de Cássia deu nota 9,5 para o casal mestre-sala e porta-bandeira; Téo Lima deu nota 9,5 para a Bateria; mas a nota que tirou a escola da disputa por título foi o 7,5 dado por Carlos Pousa no quesito Evolução. O jurado confirmou que a nota baixa foi devido a demora para entrada da quinta alegoria. No Desfile das Campeãs, a Mocidade foi saudada pelo público com gritos de "campeã". O desfile é tema de um dos capítulos do livro Por que perdeu? (2018), do jornalista Marcelo de Mello, que lista dez desfiles derrotados que fizeram história no carnaval carioca.

### Década de 2000

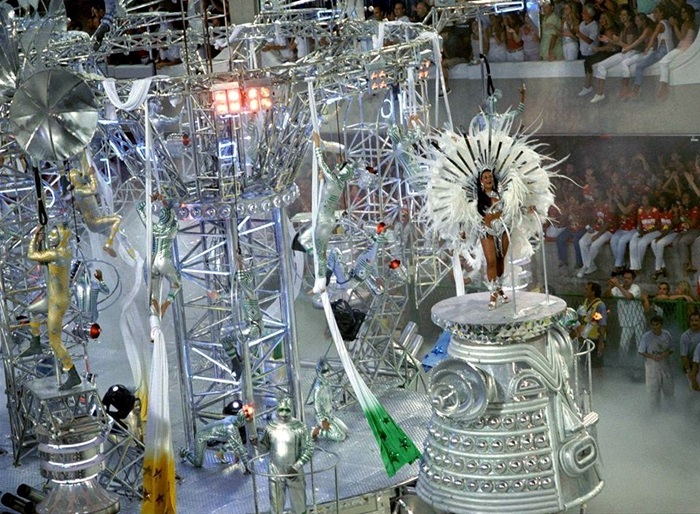
Detalhe do carro abre-alas da Mocidade no carnaval de 2000.

- 2000: "Verde, Amarelo, Azul-anil, Colorem o Brasil no Ano 2000"

A LIESA propôs que o carnaval de 2000 fosse temático em comemoração ao aniversário de quinhentos anos da descoberta do Brasil pelos portugueses. Cada escola recebeu uma quantia extra de quinhentos mil reais da Prefeitura do Rio de Janeiro para confeccionar os desfiles comemorativos. Sexta e penúltima escola a se apresentar na primeira noite (domingo) do Grupo Especial, a Mocidade realizou um desfile sobre as cores da bandeira do Brasil. Cada setor do desfile representou uma cor da bandeira, com fantasias e alegorias monocromáticas. Especialistas elogiaram o desfile, mas apontaram que o samba não rendeu o esperado. Segundo O Globo, a Mocidade desfilou com "alegorias luxuosas e fez um desfile perfeito, que só pecou pelo samba arrastado". A Folha de S.Paulo apontou que a escola fez um desfile morno e "até sua bateria, normalmente exuberante, estava comedida". Chateado, Renato Lage também criticou o samba, declarando que "cada ano é uma coisa que falha". Ainda assim, a escola finalizou sua apresentação recebendo gritos de "campeã" do público presente no Sambódromo. A Mocidade recebeu os prêmios Tamborim de Ouro de melhor bateria e de melhor enredo. O estreante intérprete Paulo Henrique, que substituiu Wander Pires, recebeu o Estandarte de Ouro de Revelação do ano. A Mocidade se classificou em quarto lugar, repetindo a colocação do ano anterior. Dos trinta julgadores do carnaval, apenas cinco não deram nota máxima à escola. A agremiação conseguiu a pontuação máxima nos quesitos Bateria, Comissão de Frente, Conjunto, Evolução e Fantasias.
- 2001: "Paz e Harmonia, Mocidade É Alegria"

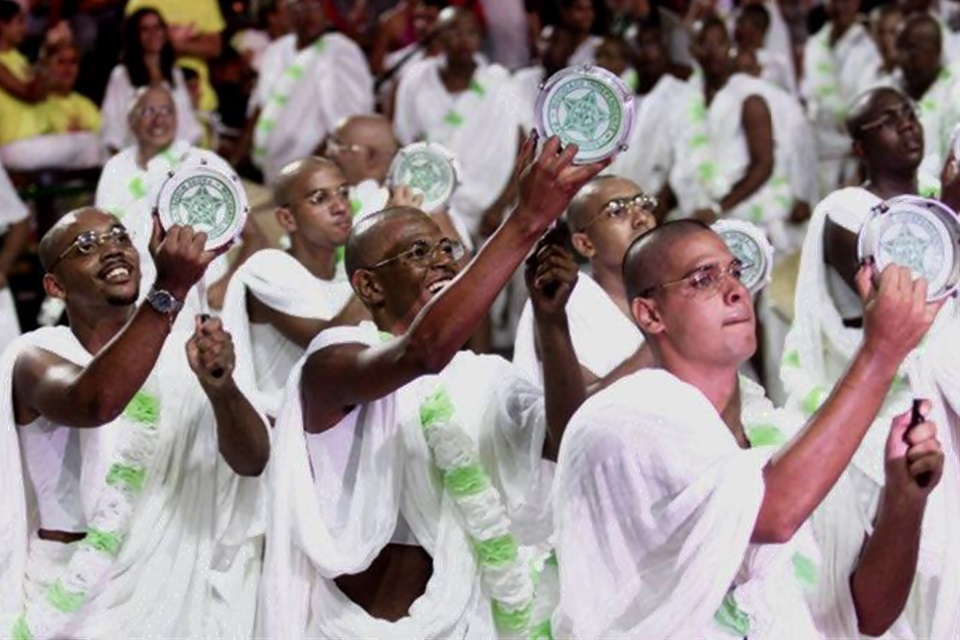
Ritmistas da Mocidade de cabelo raspado em referência a Mahatma Gandhi no carnaval 2001.

Para o carnaval de 2001, a Mocidade contratou o intérprete David do Pandeiro. A porta-bandeira Lucinha Nobre retornou à escola após dois anos afastada. Quinta escola a se apresentar na primeira noite (domingo) do Grupo Especial, a Mocidade realizou um "desfile-manifesto" em defesa da paz universal. O enredo foi sugerido pelo padre e educador pacifista Marcelo Rezende Guimarães, que rezou a oração de São Francisco de Assis antes do desfile começar no Sambódromo. A escola começou sua apresentação sob tensão por causa do atraso na entrega das fantasias do casal de mestre-sala e porta-bandeira e da bateria. Componentes da Comissão de Frente desfilaram descalços porque os sapatos não foram entregues. A coreógrafa da Comissão, Valéria Martins, discutiu com diretores da escola e se demitiu após o desfile, rompendo a parceria de três anos. Integrantes da bateria rasparam o cabelo para desfilar fantasiados de Mahatma Gandhi. Entre os ritmistas carecas estava o jogador de vôlei Tande. A escola encerrou sua apresentação sendo saudada pelo público com gritos de "campeã". A Mocidade recebeu o Estandarte de Ouro de melhor bateria e o Tamborim de Ouro de melhor enredo. Com o desfile, a Mocidade se classificou em sétimo lugar, ficando de fora do Desfile das Campeãs. A escola só conseguiu a pontuação máxima nos quesitos Bateria e Enredo, perdendo muitos pontos nos demais quesitos. O quesito mais despontuado foi Comissão de Frente, onde perdeu 2,5 pontos. A escola ainda foi penalizada em três pontos por exibir merchandising em seu desfile, o que era proibido pelo regulamento do concurso. Se não perdesse os três pontos, a escola se classificaria em sexto lugar, ainda assim, de fora do Desfile das Campeãs.
- 2002: "O Grande Circo Místico"

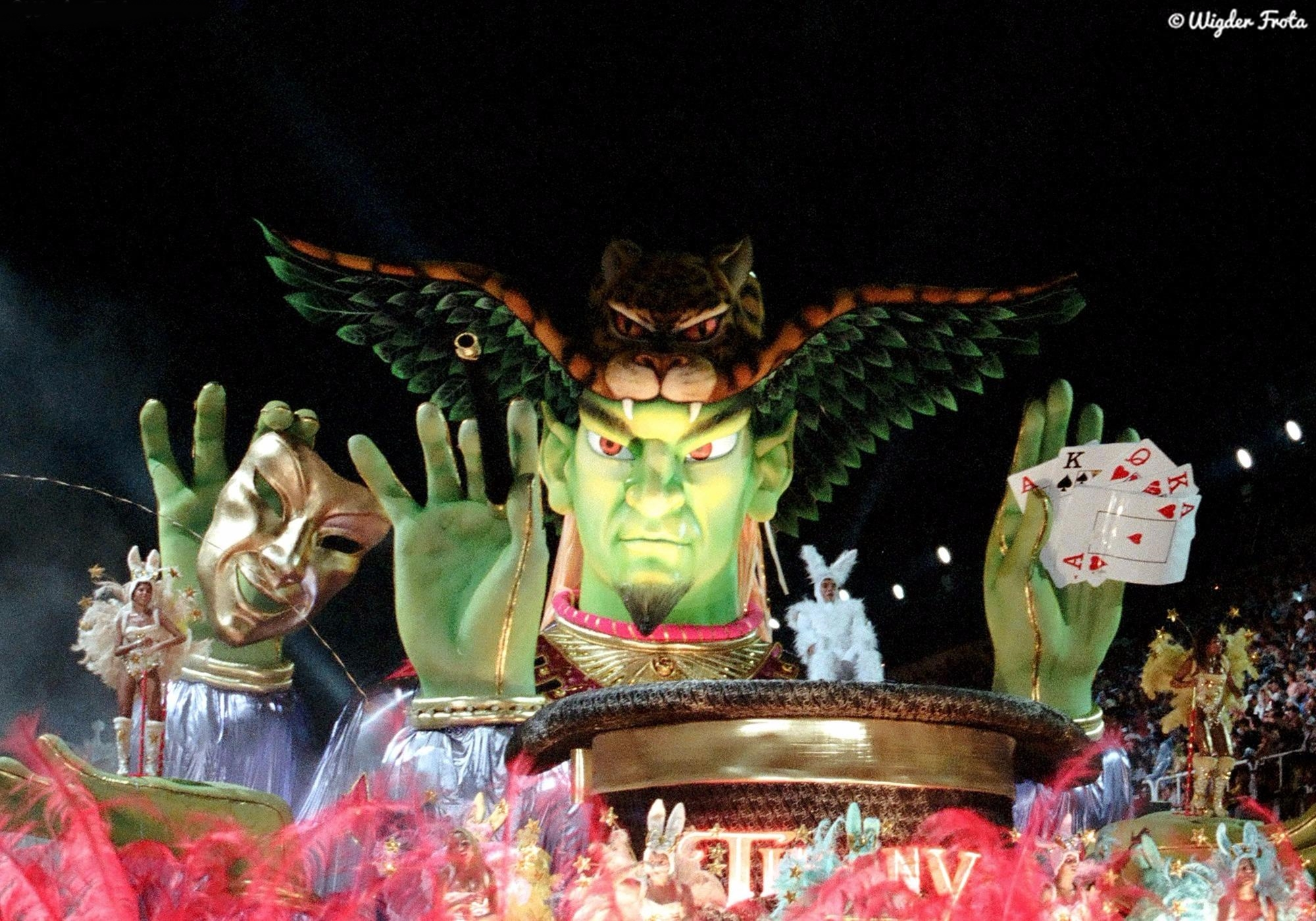
Desfile da Mocidade no carnaval de 2002.

Paulo Vianna assumiu a presidência da Mocidade e promoveu mudanças na equipe da escola para o carnaval de 2002. Wander Pires retornou ao posto de intérprete oficial. Vicente Frota Neto assumiu a Comissão de Frente. Daniel Cassiano e Verônica Menezes, até então segundo casal de mestre-sala e porta-bandeira, foram promovidos ao posto de primeiro casal. Viviane Araújo foi coroada rainha de bateria. Quarta escola das sete agremiações que se apresentaram na segunda noite (segunda-feira) do Grupo Especial, a Mocidade realizou um desfile sobre o circo. A apresentação reuniu vários personagens e aspectos circenses, como malabaristas, trapezistas, contorcionistas e palhaços. Uma das alegorias apresentou um globo da morte, com três motoqueiros fazendo manobras dentro da esfera de aço. Na Comissão de Frente, a atriz Carolina Dieckmann desfilou vestida de bailarina cercada por equilibristas em monociclos. Também participaram do desfile Beto Carrero, o palhaço Carequinha e os atores Marcos Palmeira e Marcos Frota. A escola encerrou sua apresentação sendo saudada pelo público com gritos de "campeã". Especialistas elogiaram o desfile, listando a escola entre as favoritas ao título. A Mocidade recebeu o prêmio Tamborim de Ouro de melhor escola do ano. Renato Lage recebeu o Estandarte de Ouro de Personalidade por ter se recusado a fazer um enredo de merchandising. Com o desfile, a Mocidade conquistou o quarto lugar, se classificando para o Desfile das Campeãs. O único quesito no qual a escola conseguiu a pontuação máxima foi Bateria. Destaque também para Samba-enredo, que perdeu apenas um décimo. Os quesitos mais despontuados foram Mestre-sala e Porta-bandeira e Harmonia, com a perda nove décimos em cada. Após o carnaval, Renato Lage se desligou da escola, se transferindo para o Salgueiro, encerrando uma parceria histórica de treze anos que resultou em três títulos e dois vice-campeonatos conquistados.
- 2003: "Para Sempre no Seu Coração - Carnaval da Doação"

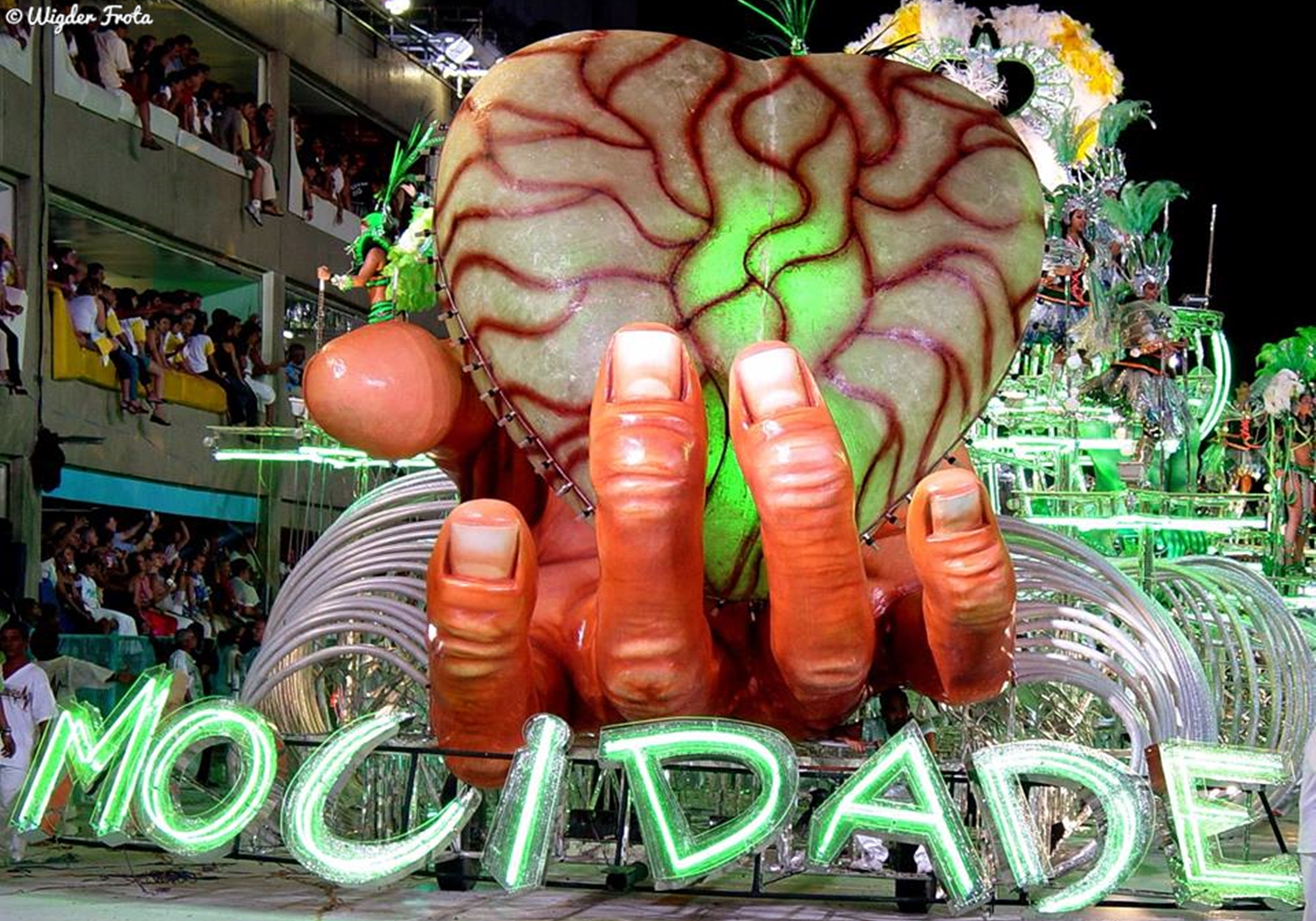
Abre-alas da Mocidade no carnaval de 2003.

José Roberto Tenório retornou à presidência da escola. Para o carnaval de 2003, a Mocidade contratou o carnavalesco Chico Spinoza, que desenvolveu um enredo sobre a doação de órgãos. O desfile marcou o retorno de três personalidades marcantes à escola: o intérprete Paulinho Mocidade, a porta-bandeira Babi e a cantora Elza Soares. Paulo Mantuano assumiu a direção da Comissão de Frente. A Mocidade foi a sexta e penúltima escola a se apresentar na segunda noite (segunda-feira) do Grupo Especial. Especialistas elogiaram a apresentação. Segundo a Folha de S.Paulo, a escola "soube traduzir um tema difícil em um desfile de fácil compreensão pelo público". O Globo elogiou a Comissão de Frente e apontou que "o samba foi cantado do início ao fim do desfile". A Mocidade recebeu os prêmios Tamborim de Ouro de melhor bateria e de melhor enredo. Com o desfile, a escola obteve o quinto lugar, se classificando para o Desfile das Campeãs. A escola conseguiu a pontuação máxima nos quesitos Enredo, Fantasias e Harmonia. O quesito mais despontuado foi Bateria, com a perda de 1,9 pontos. No Desfile das Campeãs, componentes protestaram contra as notas baixas recebidas pela Bateria.
- 2004: "Não Corra, não Mate, não Morra - Pegue Carona com a Mocidade! Educação no Trânsito"

A equipe de 2003 foi toda mantida para o carnaval de 2004. Chico Spinoza desenvolveu mais um enredo de cunho social, dessa vez, sobre a educação no trânsito. A escola recebeu 1,5 milhões de reais de patrocínio do Detran (Departamento Estadual de Trânsito) do Rio de Janeiro. A Mocidade foi a última das sete agremiações que desfilaram na segunda noite (segunda-feira) do Grupo Especial, encerrando os desfiles de 2004. A escola iniciou seu desfile com o dia amanhecendo, sob chuva, e com o sambódromo esvaziado. Especialistas classificaram o desfile como "correto", mas destacaram problemas de evolução. Luma de Oliveira desfilaria como rainha de bateria, mas cancelou sua participação no desfile devido à gravidez e à recente separação do empresário Eike Batista. Em homenagem, ritmistas da bateria desfilaram com uma fita no pescoço com o nome de Luma. A Mocidade recebeu o prêmio Tamborim de Ouro pelo enredo apresentado. Com o desfile, a escola se classificou em oitavo lugar, ficando de fora do Desfile das Campeãs. O quesito mais bem avaliado pelos jurados foi Alegorias e Adereços, com a perda de apenas dois décimos. O quesito mais despontuado foi Samba-enredo, com a perda de 1,8 pontos.
- 2005: "Buon Mangiare, Mocidade! A Arte Está na Mesa"

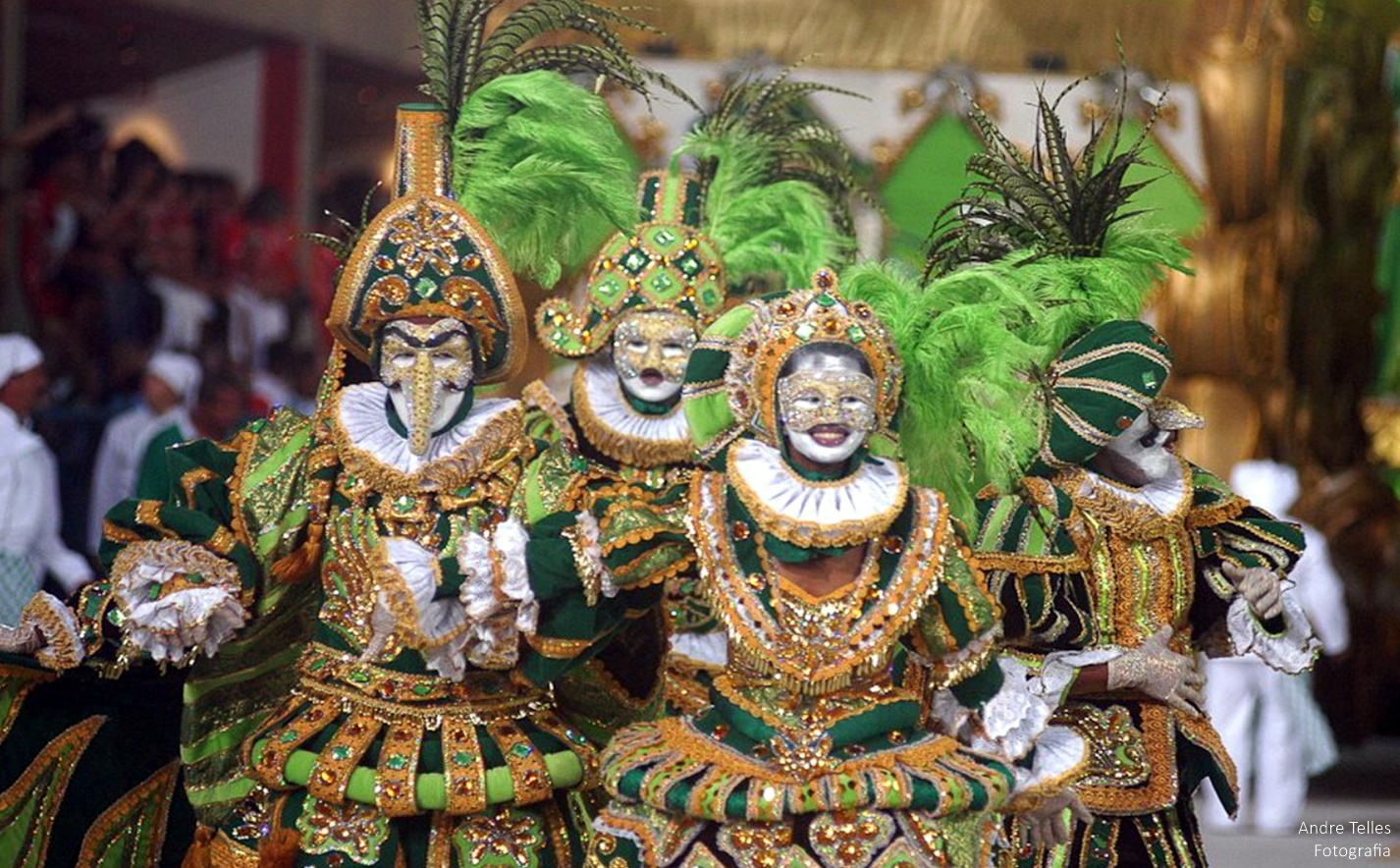
Comissão de Frente da Mocidade no carnaval de 2005.

Paulo Vianna retornou à presidência da Mocidade e mudou toda a equipe da escola para o carnaval de 2005. Rogerinho retornou à escola, formando com Priscila Rosa o novo primeiro casal de mestre-sala e porta-bandeira da agremiação. Filho do histórico compositor Toco, Roger Linhares assumiu o posto de intérprete oficial. Luciana Yegros dirigiu a Comissão de Frente e Mestre Bira comandou a bateria. A escola contratou o carnavalesco Paulo Menezes, que desenvolveu um enredo sobre a cultura da Itália, com enfoque na arte, moda e culinária do país. O desfile foi patrocinado pela Tim, empresa de telecomunicação italiana. A LIESA promoveu mudanças na forma de definir a ordem dos desfiles. Diferente dos anos anteriores, quando a escola vinda do grupo de acesso era a primeira a desfilar, em 2005 todas as agremiações participaram do sorteio para definir as posições de desfile. A Mocidade foi sorteada para ser a primeira escola a se apresentar na primeira noite (domingo), abrindo os desfiles do Grupo Especial. Especialistas apontaram o desfile como "tecnicamente correto", mas "frio", sem empolgar o público. Após perder pontos nos anos anteriores, a bateria da escola desfilou sem realizar suas famosas "paradinhas". A alegoria sobre a moda reuniu modelos como Mariana Weickert, Ellen Jabour e Caroline Bittencourt, vestindo roupas do estilista Tufi Duek, confeccionadas exclusivamente para o desfile. A Mocidade se classificou em nono lugar. Dos quarenta julgadores do carnaval, apenas cinco deram nota máxima à escola. O quesito mais bem avaliado foi Evolução, com a perda de quatro décimos. O quesito mais despontuado foi Alegorias, com a perda de 1,8 pontos.
- 2006: "A Vida que Pedi a Deus"

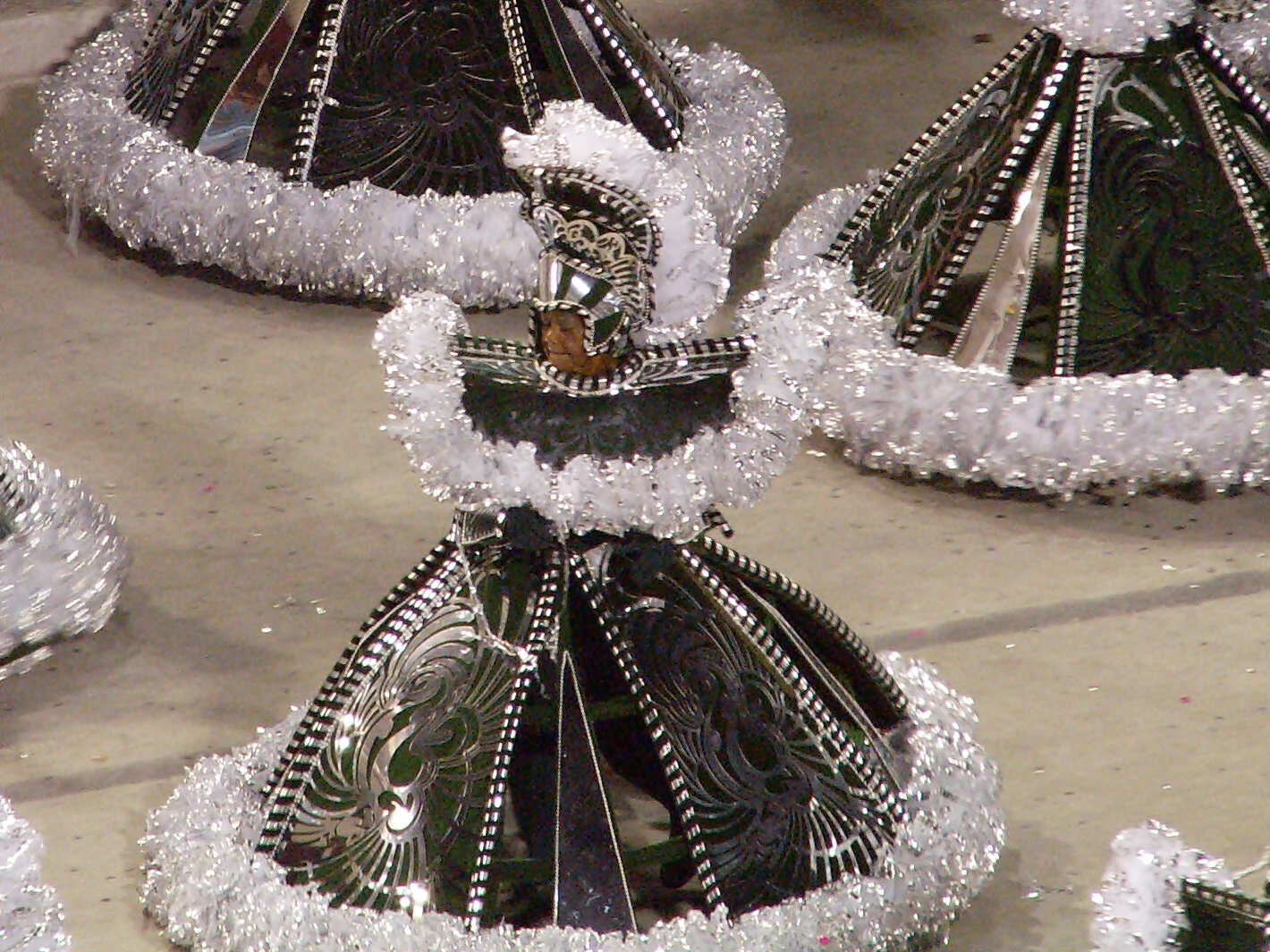
Ala de baianas recebeu os prêmios Estandarte de Ouro e Tamborim de Ouro.

Para o carnaval de 2006, a Mocidade contratou o carnavalesco Mauro Quintaes. Wander Pires retornou à escola como intérprete oficial. A bailarina Ana Botafogo foi contratada para coreografar a Comissão de Frente. Mestre Jonas assumiu o comando da bateria; enquanto Marcella Alves assumiu como primeira porta-bandeira. A Mocidade foi a quarta escola a se apresentar na segunda noite (segunda-feira) do Grupo Especial. Segundo especialistas, o desfile foi correto, mas não conseguiu animar o público. Apontado como confuso, o enredo, patrocinado por uma marca de margarina, juntou a busca pela qualidade de vida com homenagens ao cinquentenário da escola. Com o desfile, a Mocidade obteve o décimo lugar. Dos quarenta julgadores do carnaval, apenas sete deram nota máxima à escola. O quesito mais bem avaliado foi Mestre-sala e Porta-bandeira, com a perda de apenas um décimo. O quesito mais despontuado foi Alegorias, com a perda de 1,9 pontos. A ala de baianas, que desfilou com fantasias espelhadas, recebeu os prêmios Estandarte de Ouro e Tamborim de Ouro. Ainda em 2006, em 8 de outubro, a bateria e alguns integrantes da agremiação encerraram o show do grupo pop mexicano RBD no estádio do Maracanã, show este em que a banda mexicana sambou junto com os componentes da escola de samba, incluindo Viviane Araújo. O show foi posteriormente lançado em DVD, sob o título Live in Rio. Em 6 de junho de 2006, morreu o ex-presidente da escola, José Roberto Tenório, aos 61 anos de idade.
- 2007: "O Futuro no Pretérito, Uma História Feita à Mão"

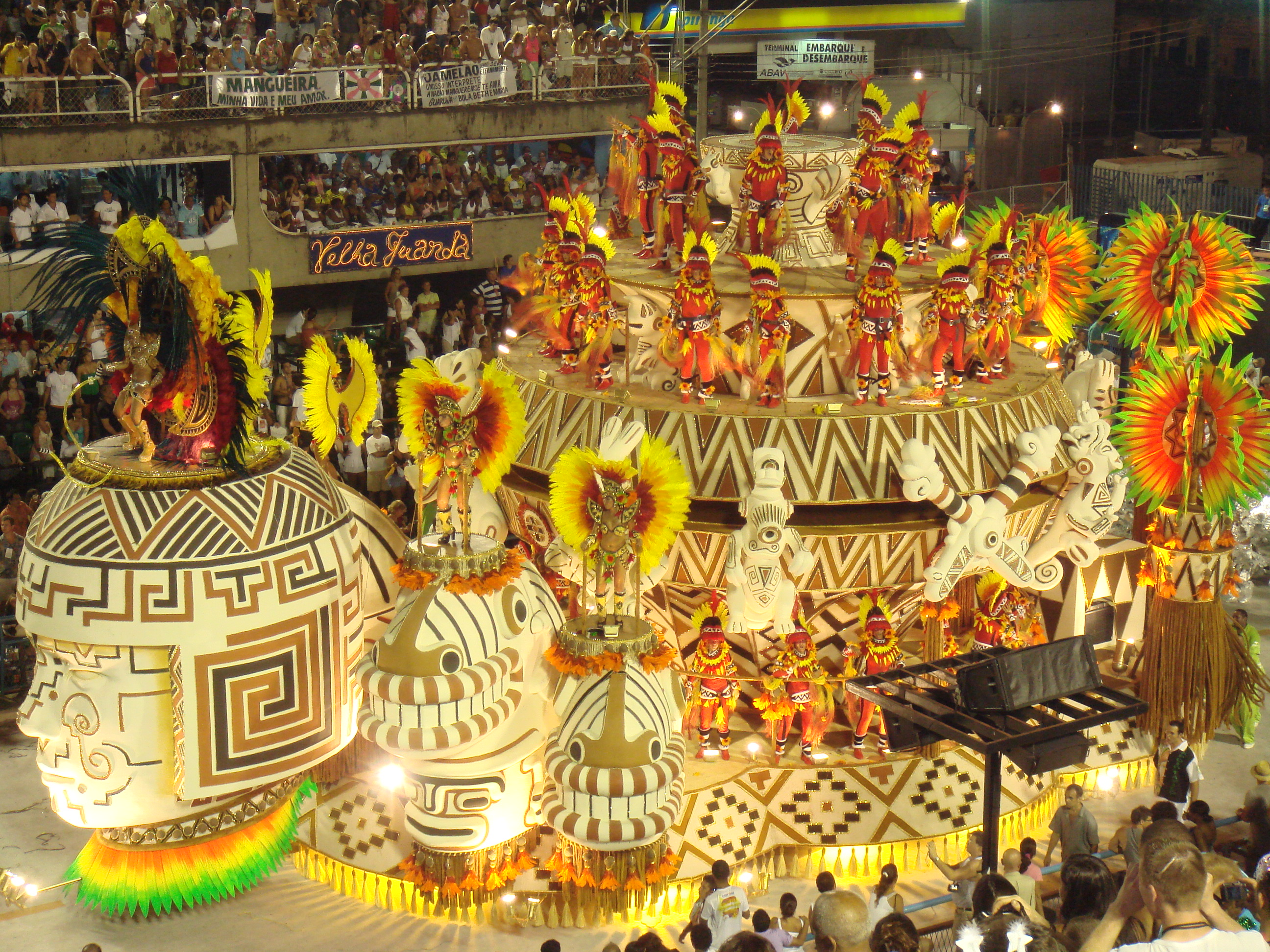
Alegoria sobre a arte indígena brasileira no desfile do carnaval de 2007.

A Mocidade promoveu diversas mudanças em sua equipe para o carnaval de 2007. A escola contratou o carnavalesco Alex de Souza, que iniciou sua carreira como assistente de Renato Lage na Mocidade e vinha fazendo trabalhos elogiados na Acadêmicos da Rocinha. Coreógrafa da escola entre 1994 e 1998, Cláudia Ribeiro reassumiu a direção da Comissão de Frente. Marcelo Pessoa, até então segundo mestre-sala da agremiação, foi promovido ao posto de primeiro mestre-sala, substituindo Rogerinho. Bruno Ribas assumiu o posto de intérprete oficial, substituindo Wander Pires. A direção de carnaval da escola passou a ser comandada por uma comissão formada por vários nomes. Quinta, e penúltima, escola a se apresentar na primeira noite (domingo) do Grupo Especial, a Mocidade realizou um desfile sobre o artesanato, abordando também o futuro da arte e o conflito entre o criador e a criatura. Especialistas apontaram como destaque da apresentação a bateria comandada por mestre Jonas, que realizou uma "paradona" de quinze segundos, um recorde de tempo até então na história do carnaval. Com o desfile, a Mocidade obteve a pior colocação de sua história até então, se classificando em 11.º lugar, uma posição acima da zona de rebaixamento. Dos quarenta julgadores do carnaval, apenas três deram nota máxima à escola: um no quesito Alegorias e dois em Bateria. O quesito mais despontuado foi Conjunto, com a perda de 1,8 pontos. O desfile marcou a despedida do histórico compositor Toco, que, pela última vez, assinou o samba da escola. Toco morreu em 11 de novembro de 2006.
- 2008: "O Quinto Império: De Portugal ao Brasil, Uma Utopia na História"

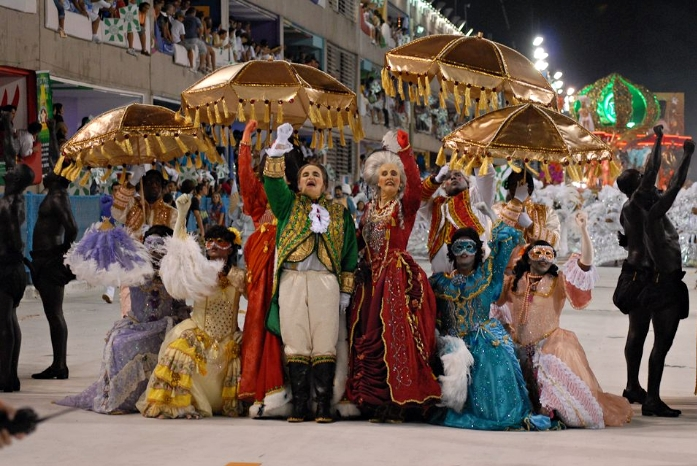
A premiada Comissão de Frente da Mocidade no carnaval de 2008.

Para o carnaval de 2008, a Mocidade trocou novamente de carnavalesco, contratando Cid Carvalho, campeão com a Beija-Flor em 1998, 2003, 2004 e 2005. Também contratou o premiado coreógrafo Fábio de Mello, multicampeão pela Imperatriz Leopoldinense. O mestre-sala Rogerinho Dornelles retornou à escola, substituindo Marcelo Pessoa. Também houve mudança na direção de carnaval, com a chegada de José Luiz Azevedo; e na direção de harmonia, assumida por Alcides de Oliveira, Roberto Reis e Beto Manfredo. A Prefeitura do Rio de Janeiro ofereceu um patrocínio de dois milhões de reais às escolas que fizessem enredos sobre os duzentos anos da transferência da família real portuguesa para o Brasil. Mocidade e São Clemente aceitaram a proposta. Além de abordar o Império Brasileiro, o enredo desenvolvido por Cid Carvalho focou no sonho do Rei D. Sebastião de transformar Portugal no quinto império universal, suplantando Babilônia, Pérsia, Roma e Grécia; e na lenda sobre sua morte e seu reaparecimento nos Lençóis Maranhenses. A Mocidade foi a primeira escola a se apresentar na segunda noite (segunda-feira) do Grupo Especial. Especialistas elogiaram o desfile, classificando como a melhor apresentação da agremiação nos últimos anos. Foram apontados como destaques o samba-enredo, a bateria e a Comissão de Frente, que representou um passeio de D. João VI, Carlota Joaquina e D. Maria, "a louca" pelo Rio de Janeiro. A Mocidade foi a escola mais premiada pelo Estandarte de Ouro em 2008, recebendo cinco prêmios: melhor Comissão de Frente; melhor ala de baianas; melhor intérprete para Bruno Ribas; melhor mestre-sala para Rogerinho; e melhor passista masculino para Evandro. Rogerinho e Marcella Alves ainda receberam os prêmios Estrela do Carnaval e Tamborim de Ouro; enquanto a Comissão de Frente foi premiada com o Tamborim de Ouro; Troféu Andarilho; e o Prêmio Plumas & Paetês. Com o desfile, a Mocidade se classificou em oitavo lugar, ficando mais um ano de fora do Desfile das Campeãs. Os quesitos mais bem avaliados pelos jurados foram Mestre-sala e Porta-bandeira e Samba-enredo; enquanto o quesito mais despontuado foi Alegorias e Adereços. A premiada Comissão de Frente perdeu décimos de todos os julgadores. Após o carnaval, Cid Carvalho e Rogerinho se desligaram da escola.
- 2009: "Mocidade Apresenta: Clube Literário Machado de Assis e Guimarães Rosa... Estrelas em Poesia!"

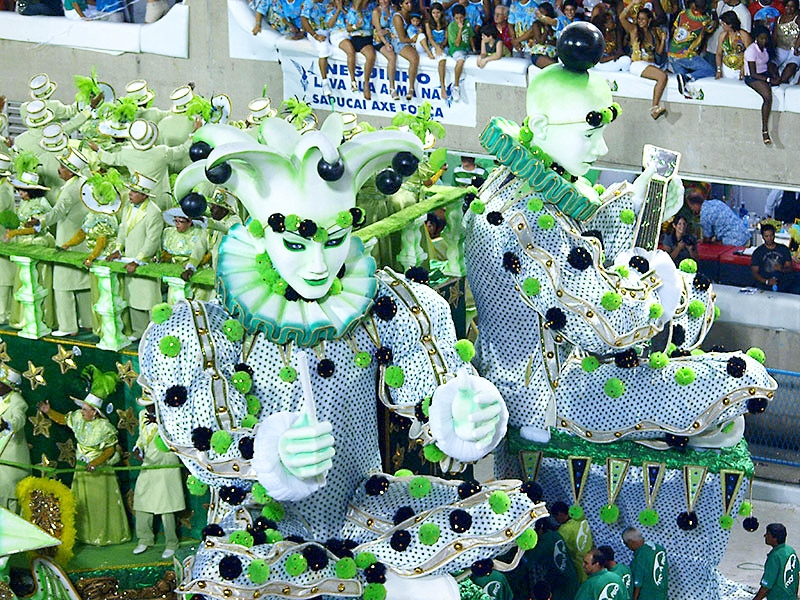
Desfile da Mocidade no carnaval de 2009.

Assistente de Cid Carvalho em 2008, Cláudio Cebola foi efetivado como carnavalesco titular da escola. Raphael Rodrigues assumiu o posto de primeiro mestre-sala. Wander Pires retornou à escola, substituindo o intérprete Bruno Ribas. Quarta escola a se apresentar na primeira noite (domingo) do Grupo Especial de 2009, a Mocidade realizou um desfile sobre os escritores Machado de Assis e Guimarães Rosa. O enredo surgiu a partir do fato de Machado ter morrido em 1908, mesmo ano do nascimento de Guimarães. No início do desfile, bombeiros tentaram controlar um possível princípio de incêndio no carro abre-alas, mas foram impedidos pelo presidente da escola, Paulo Viana, que argumentou que se tratava de um efeito especial de fumaça. Durante a confusão, o carnavalesco Cebola subiu na alegoria para ajudar um componente a descer, mas acabou caindo de uma altura de cinco metros e foi atropelado pelo carro alegórico. Cebola foi levado ao hospital com escoriações, medicado e liberado logo em seguida, e não conseguiu acompanhar a escola. Especialistas criticaram o desfile, apontando a agremiação como uma das postulantes ao rebaixamento. Dos quarenta julgadores do carnaval, apenas seis deram nota máxima à escola, com destaque para a Bateria, que perdeu apenas um décimo. Perdendo muitos pontos nos demais quesitos, a escola se classificou na penúltima colocação, repetindo o pior resultado de sua história, 11.º lugar, também atingido em 2007.

### Década de 2010

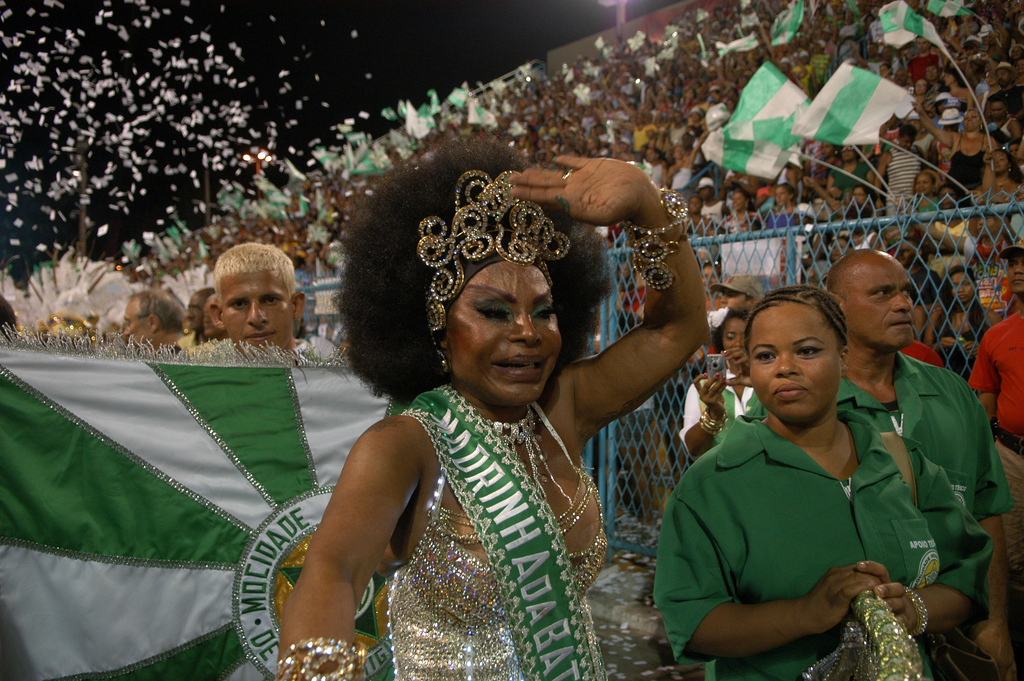
A cantora Elza Soares desfilando como madrinha de bateria no carnaval de 2010.

- 2010: "Do Paraíso de Deus ao Paraíso da Loucura, Cada Um Sabe o que Procura"

Tentando se recuperar do resultado do ano anterior, a Mocidade mudou toda a sua equipe. O carnavalesco Cid Carvalho retornou à escola. Mestre Bereco assumiu o comando da bateria. Cristiane Caldas e Fabrício Pires formaram o novo primeiro casal de mestre-sala e porta-bandeira. Jorge Teixeira assumiu a Comissão de Frente, enquanto que, no carro de som, David do Pandeiro e Nêgo formaram a nova dupla de intérpretes oficial da escola. Também houve mudança na direção de carnaval, com a chegada de Ricardo Simpatia, e na direção de harmonia, assumida por Rômulo Ramos. Primeira escola a se apresentar na segunda noite (segunda-feira) do Grupo Especial, a Mocidade realizou um desfile sobre os diversos tipos de paraíso, como o paraíso bíblico, o paraíso tropical (Brasil), e o paraíso fiscal. Aos 79 anos de idade, Elza Soares desfilou como madrinha da bateria. Com problemas no tornozelo, a cantora desfilou com o apoio de um tripé. Especialistas classificaram o desfile como "animado", apontando que o samba-enredo contagiou o público presente no sambódromo. A Mocidade se classificou em sétimo lugar no carnaval de 2010. O único quesito em que a escola conseguiu a pontuação máxima foi Harmonia. O quesito mais despontuado foi Alegorias e Adereços, com a perda de um ponto. David do Pandeiro e Nêgo receberam os prêmios Gato de Prata e Tamborim de Ouro.
- 2011: "A Parábola dos Divinos Semeadores"

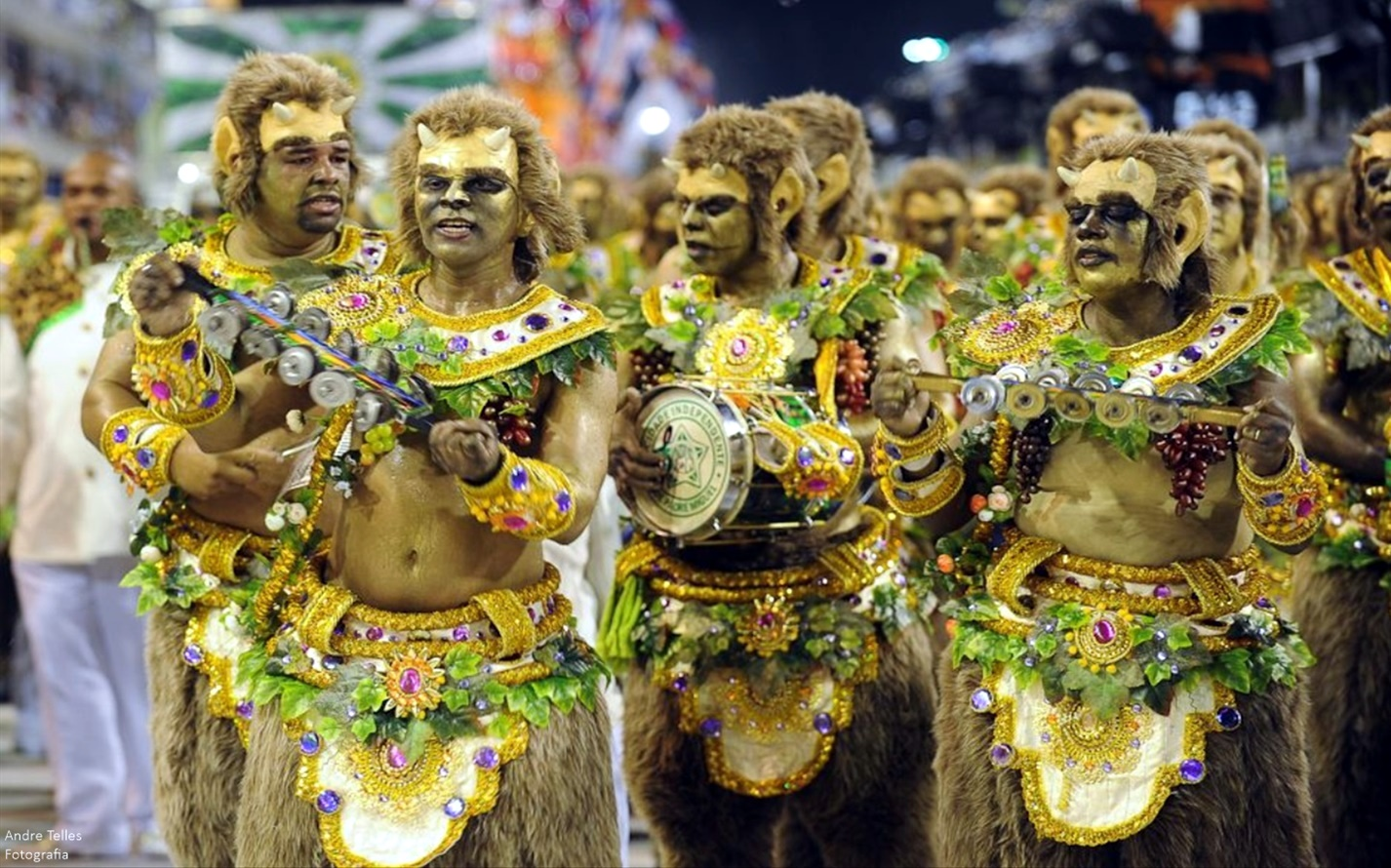
Bateria da Mocidade no carnaval de 2011.

Para o carnaval de 2011, a Mocidade contratou o intérprete Rixxah para fazer dupla com Nêgo, substituindo David do Pandeiro. O contraventor do jogo do bicho Rogério Andrade, sobrinho de Castor de Andrade, se tornou o presidente de honra da escola. Sua namorada, Andrea de Andrade, assumiu o posto de rainha de bateria. O carnavalesco Cid Carvalho desenvolveu um enredo sobre festas ligadas à agricultura e à agropecuária no Brasil e no mundo. A escola recebeu apoio e patrocínio da Confederação Nacional de Agricultura (CNA). A Mocidade foi a terceira escola a se apresentar na segunda noite (segunda-feira) do Grupo Especial de 2011. Especialistas elogiaram o desfile, destacando a bateria e apontando que o samba, de letra fácil, teve boa comunicação com o público. Perdendo décimos em todos os quesitos, a Mocidade repetiu a sétima colocação do ano anterior. Seu melhor desempenho foi nos quesitos Evolução e Fantasias, perdendo apenas um décimo em cada. O quesito mais despontuado foi Alegorias, com a perda de nove décimos. A Mocidade quase retornou ao Desfile das Campeãs. A escola somou a mesma pontuação final que a sexta colocada, a Imperatriz Leopoldinense, mas perdeu a vaga no quesito desempate (samba-enredo), onde a escola de Ramos recebeu notas melhores.
- 2012: "Por Ti, Portinari, Rompendo a Tela, a Realidade"

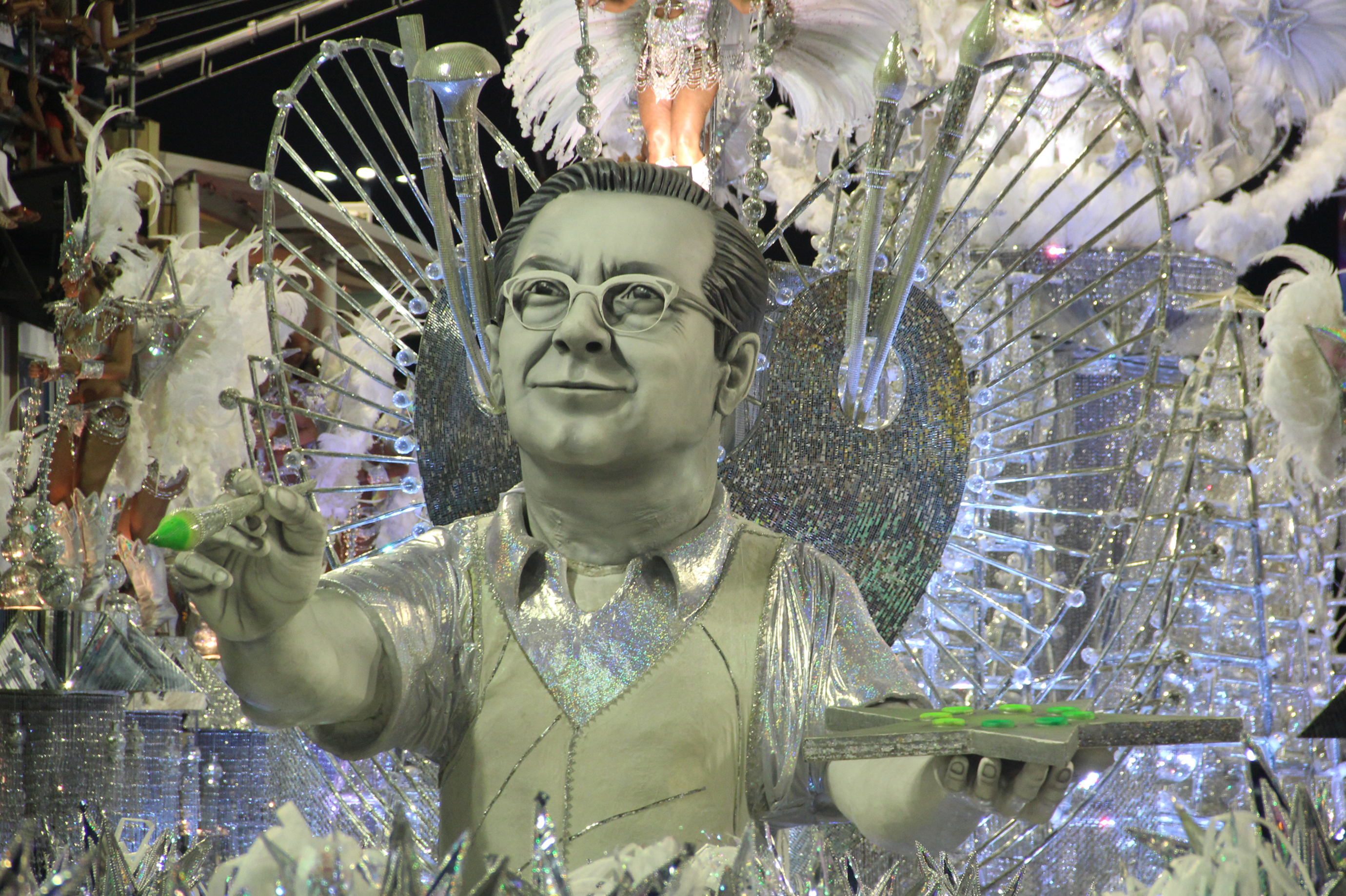
Escultura de Portinari no carro abre-alas da Mocidade no carnaval de 2012.

Paulo Vianna foi reeleito para seu terceiro mandato consecutivo como presidente da Mocidade. Para o carnaval de 2012, a escola reformulou toda a sua equipe, contratando o carnavalesco Alexandre Louzada, campeão do carnaval de 2011 no Rio de Janeiro e em São Paulo; o intérprete Luizinho Andanças; o casal de mestre-sala e porta-bandeira Robson Sensação e Ana Paula; o coreógrafo Renato Vieira para a comissão de frente; e formou uma Superdireção de Bateria com Mestre Bereco, Andrezinho (filho de Mestre André) e Mestre Dudu (filho de Mestre Coé). A atriz Antônia Fontenelle assumiu o posto de rainha de bateria. Quarta escola a desfilar na primeira noite (domingo) do Grupo Especial de 2012, a Mocidade apresentou um enredo sobre o pintor brasileiro Cândido Portinari, morto cinquenta anos antes, em 1962. O carro abre-alas, com 22 metros de comprimento e uma grande escultura de Portinari, perdeu o controle e acertou a grade lateral da pista de desfile. Integrantes da escola conseguiram centralizar o carro na pista, mas, momentos depois, a alegoria ficou presa na dispersão, impedindo que as alas posteriores saíssem da Sapucaí, prejudicando a evolução da escola, que ficou parada enquanto integrantes faziam esforço para manobrar a alegoria. Participaram do desfile, personalidades como Elza Soares, Regina Casé, Marcos Frota, Dill Costa e João Candido Portinari, filho do pintor homenageado. A escola encerrou sua apresentação recebendo gritos de "é campeã" do público presente no sambódromo. No julgamento oficial, apenas quatro dos quarenta julgadores deram nota máxima para a escola. Perdendo muitos décimos em todos os quesitos, a Mocidade se classificou em nono lugar. A escola recebeu o Troféu Gato de Prata de melhor enredo e o Troféu Sambario de melhor bateria.
- 2013: "Eu Vou de Mocidade com Samba e Rock in Rio, Por Um Mundo Melhor"

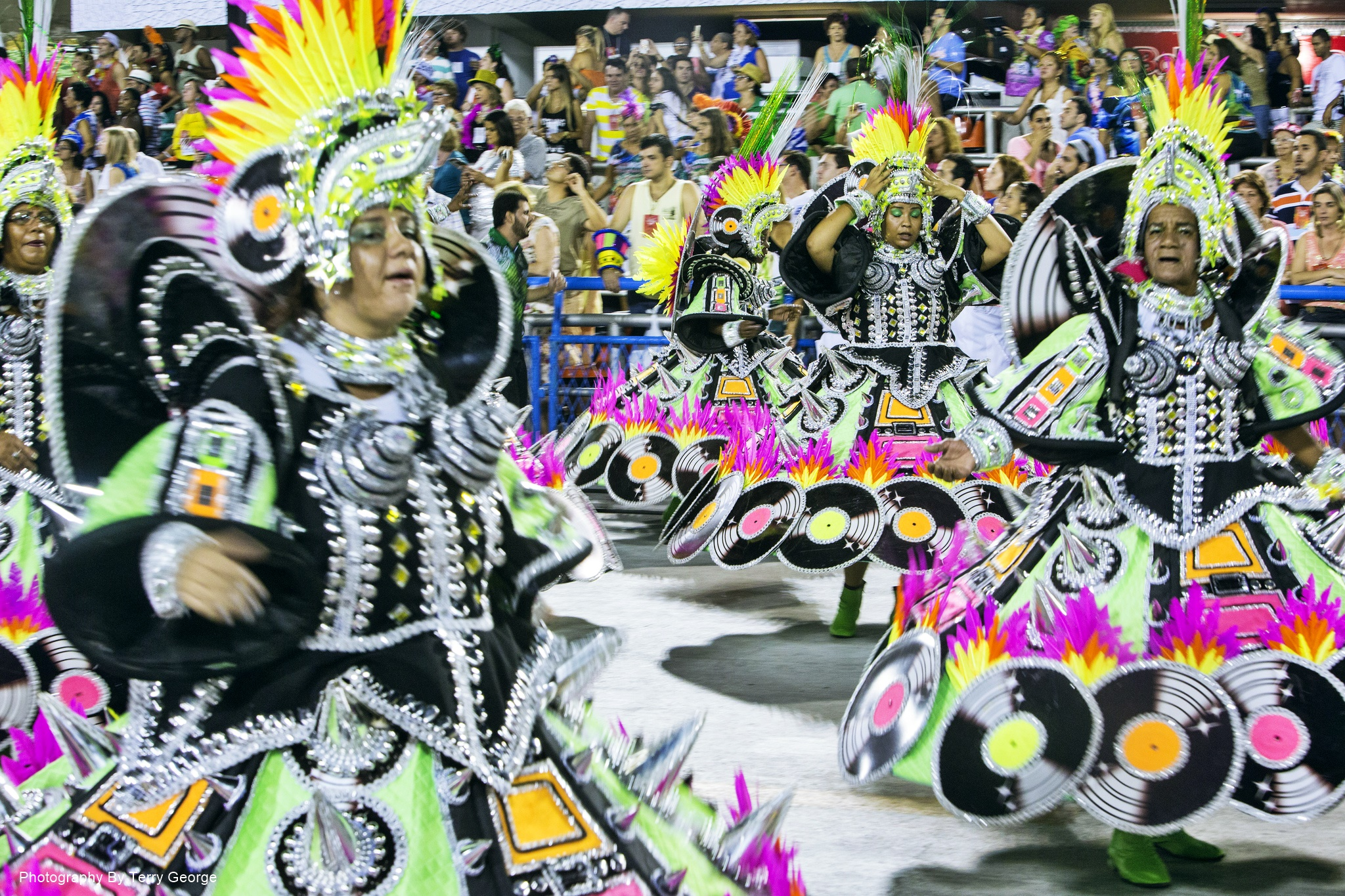
Baianas da Mocidade no desfile de 2013.

A Mocidade promoveu algumas trocas em sua equipe. O coreógrafo Jaime Arôxa assumiu o comando da comissão de frente. Feliciano Júnior e Squel Jorgea formaram o novo casal de mestre-sala e porta-bandeira. Squel estava na Grande Rio nos onze carnavais anteriores, enquanto Feliciano era o segundo mestre-sala da Mocidade. A paulistana Camila Silva assumiu o posto de rainha de bateria. A Mocidade escolheu seu tema para o carnaval de 2013 com bastante antecedência. A escola anunciou o enredo sobre o Rock in Rio no dia 14 de setembro de 2011, numa coletiva de imprensa na Cidade do Rock, com a presença de Roberto Medina, idealizador do festival de música. Durante a coletiva, o presidente da Mocidade, Paulo Vianna, lembrou que a escola se apresentou, junto com o cantor Pepeu Gomes, no Rock in Rio de 1985. A Mocidade foi a quinta escola a se apresentar na primeira noite (domingo) do Grupo Especial de 2013. Com alegorias e fantasias simples, as limitações financeiras foram fator principal de um projeto mais restrito e com variedade de material alternativo. O cantor Serguei participou da comissão de frente, enquanto Evandro Mesquita desfilou tocando guitarra no meio da bateria. Também participaram do desfile, Elza Soares, Paula Toller, Marcelo Yuka, Di Ferrero, Ivo Meirelles, George Israel, Roberto Medina, Roberta Medina, entre outros. No julgamento oficial, apenas dois dos quarenta julgadores deram nota máxima para a escola: um em bateria, outro em fantasia. Perdendo muitos décimos nos demais quesitos, a Mocidade se classificou na penúltima colocação, repetindo o pior resultado de sua história, 11.º lugar, também atingidos em 2007 e 2009. A escola recebeu o prêmio Tamborim de Ouro de melhor bateria do ano. O intérprete Luizinho Andanças recebeu os prêmios SRzd, Troféu Apoteose e Troféu Tupi.
- 2014: "Pernambucópolis"

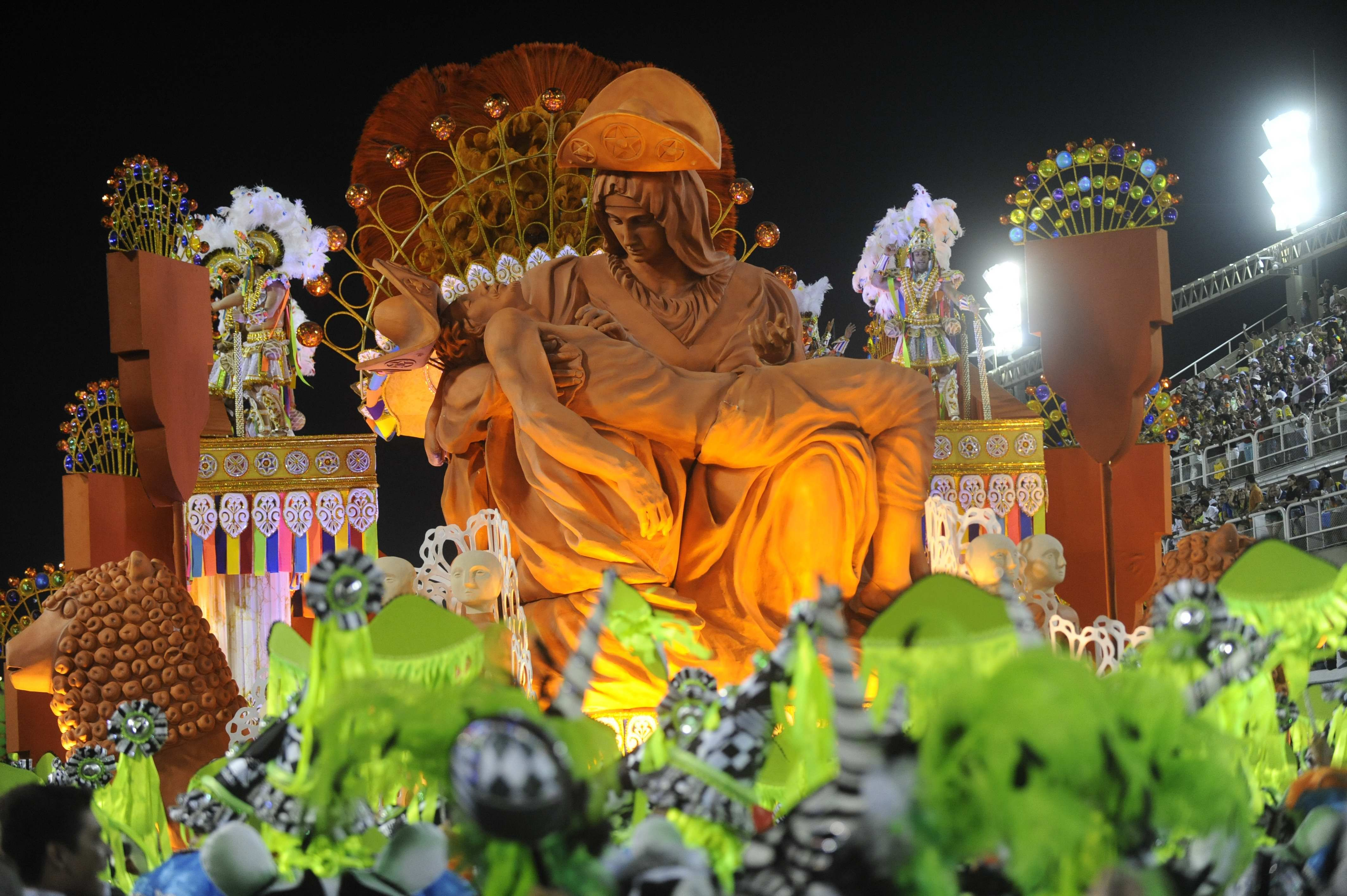
Desfile da Mocidade no carnaval de 2014.

A Mocidade reformulou toda a sua equipe para o carnaval de 2014, contratando Paulo Menezes como carnavalesco, Rogerinho e Lucinha Nobre como mestre-sala e porta-bandeira, Sérgio Lobato para a comissão de frente, Anderson Abreu para a direção de carnaval, e Almir Frutuoso para a direção de harmonia. Musa da escola, Ana Paula Evangelista assumiu o posto de rainha de bateria. A Mocidade também trocou de intérprete, dispensando Luizinho Andanças e contratando Bruno Ribas. A troca de intérpretes foi anunciada três dias após a final da disputa de samba da agremiação, na véspera da gravação da faixa para o álbum oficial. Pela primeira vez o cantor Dudu Nobre, torcedor da escola, assinou um samba da agremiação. Após a disputa, Dudu foi convidado para gravar o samba no álbum e cantar no desfile. Próximo ao carnaval, o presidente da escola, Paulo Vianna, foi denunciado por falsidade ideológica, sendo acusado de mandar falsificar as assinaturas de dez associados da agremiação em uma assembleia da qual eles não participaram. A Justiça acatou uma ação de diretores que teriam sido impedidos de frequentar a sede e o barracão da agremiação, e determinou o afastamento de Vianna da presidência. O vice-presidente da escola, Wandyr Trindade, mais conhecido como Macumba, assumiu o comando provisório da agremiação. Além da crise administrativa, a Mocidade também enfrentava uma crise financeira. Faltando pouco para o carnaval, os trabalhos no barracão da escola estavam atrasados por falta de pagamento dos funcionários. Presidente de honra da Mocidade, Rogério Andrade expulsou Paulo Vianna, que renunciou definitivamente a presidência da escola, regularizou o pagamento dos funcionários, e trocou a rainha de bateria, substituindo Ana Paula Evangelista pela atriz Mariana Rios. Com os trabalhos atrasados, a Mocidade teve ajuda de um mutirão de torcedores e trabalhadores de outras escolas para finalizar seu desfile a tempo. Abrindo a segunda noite (segunda-feira) do Grupo Especial de 2014, a Mocidade desfilou com o enredo "Pernambucópolis", sobre a obra do carnavalesco Fernando Pinto e sua terra natal, Pernambuco. O título do enredo faz referência a "Tupinicópolis", de 1987, histórico carnaval de Fernando Pinto na Mocidade. Em 2014, a escola realizou um desfile simples e criativo. A agremiação inovou ao convidar o público das frisas do sambódromo para interagir com a comissão de frente na pista de desfile. Histórica ex rainha de bateria da escola, Monique Evans desfilou no carro abre-alas. Muitos componentes chegaram ao fim do desfile chorando, emocionados após as dificuldades enfrentadas no pré-carnaval. A Mocidade se classificou em nono lugar, atingindo a pontuação máxima apenas no quesito samba-enredo, perdendo décimos em todos os demais quesitos. A escola recebeu os prêmios SRzd e S@mba-Net de melhor samba-enredo do ano.
- 2015: "Se o Mundo Fosse Acabar, Me Diz o que Você Faria Se Só Lhe Restasse Um Dia?"

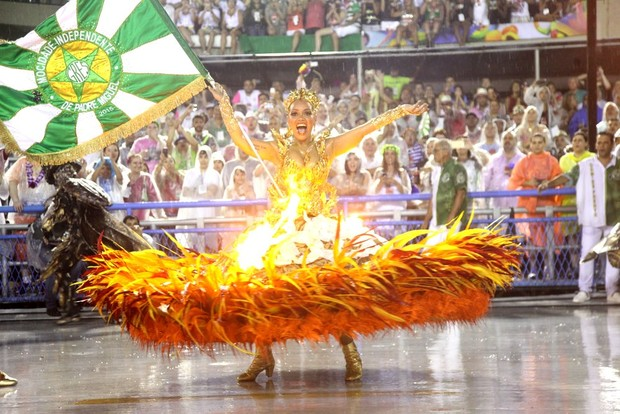
Fogo na saia da porta-bandeira Lucinha Nobre no desfile do carnaval de 2015.

Para o carnaval de 2015, a Mocidade novamente reformulou sua equipe. A escola contratou o carnavalesco Paulo Barros, campeão do carnaval de 2014 pela Unidos da Tijuca, por um salário de 2,5 milhões de reais, tornando ele o profissional mais bem pago do carnaval. Barros também teve liberdade para criar o enredo que quisesse, sem imposição da diretoria, como ocorria na Tijuca. A escola também contratou Jorge Texeira e Saulo Finelon, que estavam na Grande Rio, para comandarem a comissão de frente. Formando par com Lucinha Nobre, Diogo Jesus assumiu o posto de primeiro mestre-sala, substituindo Rogerinho. A cantora Claudia Leitte assumiu o posto de rainha de bateria. Também houve troca na direção de carnaval e de harmonia. O enredo de 2015 foi inspirado na música "O Último Dia" de Billy Brandão e Paulinho Moska, sobre o que fazer caso o mundo fosse acabar e só restasse mais um dia de existência. A Mocidade foi a terceira escola a se apresentar na primeira noite (domingo) do Grupo Especial de 2015. Desfilando sob chuva, a escola apresentou um desfile repleto de efeitos visuais e tecnológicos, além das alegorias coreografadas, marca do carnavalesco Paulo Barros. A comissão de frente interagiu com o casal de mestre-sala e porta-bandeira. Um efeito especial possibilitou que a roupa dos integrantes da comissão e a saia da porta-bandeira Lucinha Nobre pegassem fogo. As roupas foram montadas com papéis importados da Austrália, que pegavam fogo, mas, após o contato com as chamas, desapareciam sem deixar resquícios. A agremiação inovou com um desfile legendado, em que as alegorias exibiam textos evidenciando o significado do enredo, além de balões textuais que antecipavam as alas, também contextualizando a narrativa. O carnavalesco também explorou a sensualidade. Em uma das alegorias, dezenas de camas surgiam nas laterais com casais e trisais de todos os gêneros debaixo do edredom. Em outra alegoria, componentes usavam apenas um tapa-sexo. Um dos compositores da música que inspirou o desfile, Paulinho Moska acompanhou o intérprete Bruno Ribas no carro de som. A Mocidade conquistou a pontuação máxima nos quesitos Harmonia, Alegorias e Enredo, perdendo décimos nos demais quesitos. A interação entre casal e comissão de frente não agradou o júri. Os dois quesitos foram os mais penalizados da escola. A agremiação se classificou em sétimo lugar, ficando de fora do Desfile das Campeãs. Após o carnaval, Paulo Barros se desligou da Mocidade, se transferindo para a Portela.
- 2016: "O Brasil de La Mancha - Sou Miguel, Padre Miguel. Sou Cervantes, Sou Quixote Cavaleiro, Pixote Brasileiro"

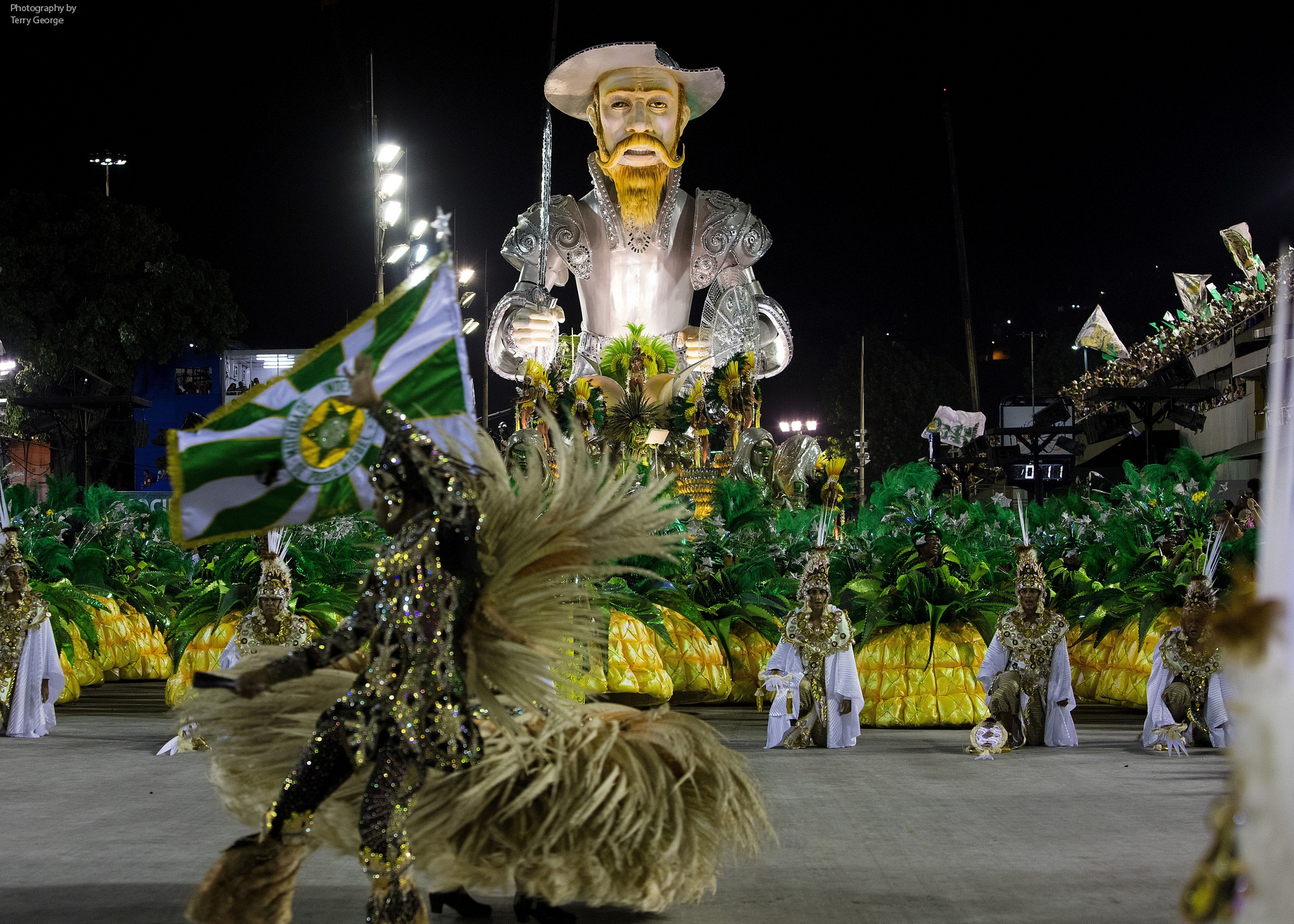
Desfile da Mocidade no carnaval de 2016.

No dia seguinte ao pedido de demissão de Paulo Barros, a Mocidade anunciou a contratação dos carnavalescos Alexandre Louzada (que estava na Portela) e Edson Pereira (carnavalesco da Unidos de Padre Miguel, no acesso). Para o carnaval de 2016, à princípio, a escola divulgou um enredo autoral de Louzada, "#alémdaimaginação", sobre tudo o que a humanidade buscou encontrar e descobriu ser uma lenda. Meses depois, a agremiação anunciou a troca do seu enredo. No novo enredo, Dom Quixote conhece as mazelas brasileiras e aponta na literatura a solução para os problemas enfrentados pela população. "O Brasil de La Mancha: Sou Miguel, Padre Miguel. Sou Cervantes, Sou Quixote Cavaleiro, Pixote Brasileiro" foi assinado por André Luís da Silva Junior, com desenvolvimento de Louzada e Pereira. A Mocidade extinguiu a superdireção de sua bateria, promovendo Mestre Dudu a único diretor da Não Existe Mais Quente. Formando par com Diogo Jesus, Cristiane Caldas assumiu o posto de primeira porta-bandeira, substituindo Lucinha Nobre. A Mocidade foi a penúltima escola a se apresentar na primeira noite (domingo) do Grupo Especial. O desfile fez referências a diversas mazelas enfrentadas ao longo da história do Brasil como a corrupção, a seca no Nordeste e a escravidão. Na comissão de frente, Dom Quixote e Sancho Pança enfrentavam um moinho de vento na forma de uma torre de petróleo e prendiam seres engravatados, sendo um, vestido de vermelho, numa referência a presidente do Brasil, Dilma Rousseff e ao escândalo de corrupção na Petrobrás. A última alegoria do desfile, intitulada "O Lava-Jato da Felicidade", teve dificuldade para entrar na avenida e passou sem algumas partes, retiradas às pressas, e sem alguns destaques. Além da última alegoria, o samba-enredo da escola também fez referência a Operação Lava Jato. A Mocidade recebeu apenas uma nota máxima (no quesito mestre-sala e porta-bandeira), perdendo décimos de todos os demais julgadores, se classificando em décimo lugar.
- 2017: "As Mil e Uma Noites de Uma 'Mocidade' pra Lá de Marrakesh"

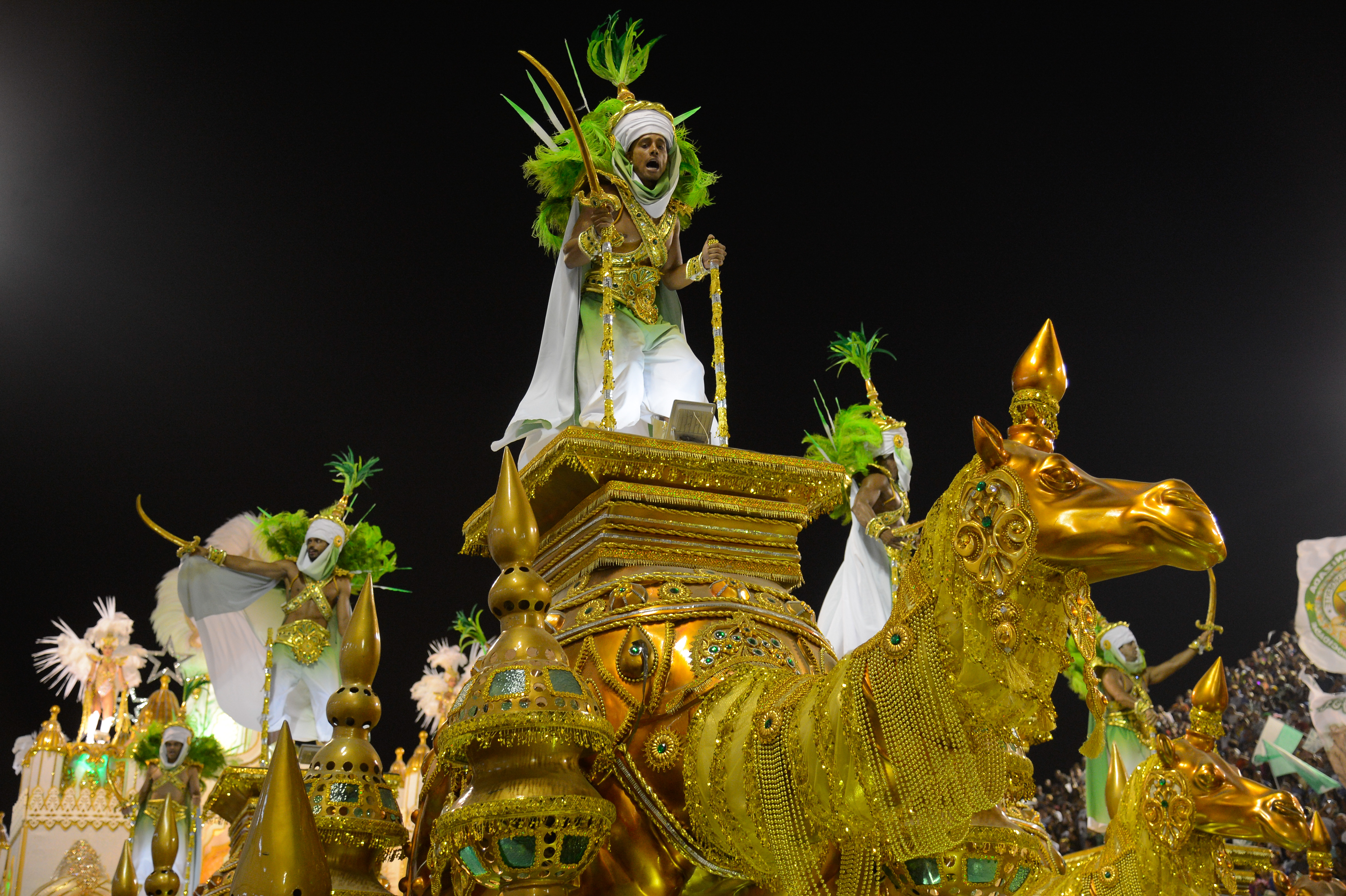
Reprodução de uma caravana dourada no abre-alas da Mocidade no carnaval de 2017.

O intérprete Wander Pires voltou para a Mocidade, substituindo Bruno Ribas. O carnavalesco Edson Pereira se desligou da escola, que seguiu apenas com Alexandre Louzada. Para o carnaval de 2017, Louzada desenvolveu, junto com o professor André Luís Junior, um enredo sobre o Marrocos. A Mocidade foi a terceira escola a se apresentar na segunda noite (segunda-feira) do Grupo Especial. Um dos destaques da apresentação foi a comissão de frente, coreografada por Jorge Teixeira e Saulo Finelon, que utilizou um aeromodelo adaptado com uma folha de papelão impressa com a imagem de Aladim voando sobre um tapete, além de beduínos carregando cestos de onde surgiam odaliscas. Foi a Comissão de Frente mais premiada do ano, recebendo prêmios como o Estrela do Carnaval, SRzd, S@mba-Net, Tamborim de Ouro, entre outros.

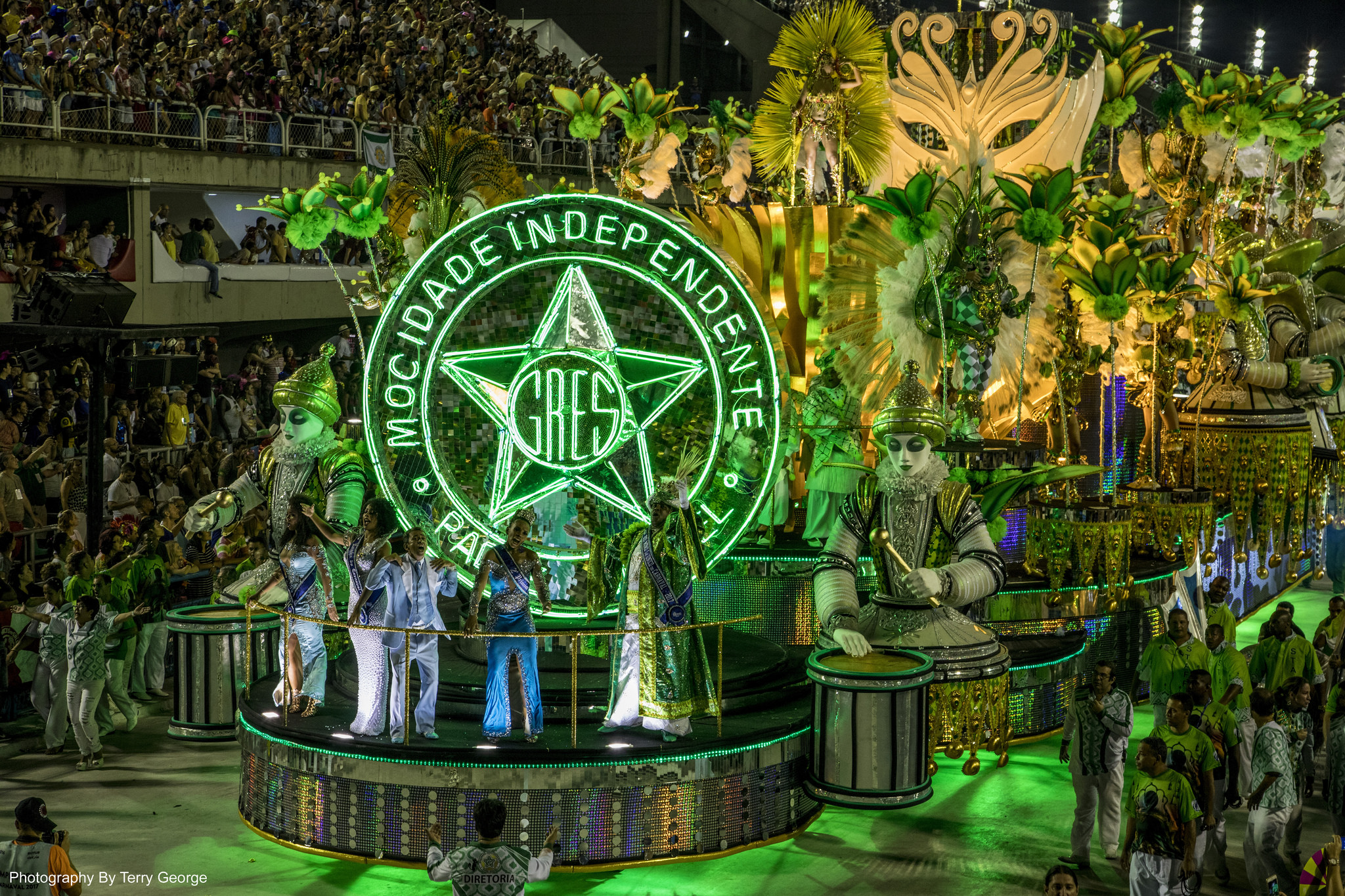
A última alegoria do desfile campeão da Mocidade em 2017.

A Mocidade terminou a apuração das notas em segundo lugar, com um décimo a menos que a campeã, Portela. O resultado marcou o retorno da escola ao Desfile das Campeãs após treze anos fora da festa. Cerca de um mês após o desfile, a LIESA divulgou as justificativas dos julgadores para as notas dadas. Valmir Aleixo, do quesito Enredo, descontou um décimo da Mocidade pela falta de uma destaque de chão, que representaria "O Esplendor dos Sete Mares". A destaque seria Camila Silva, que foi promovida à Rainha de Bateria após a empresária angolana Carmen Mouro desistir de desfilar à frente dos ritmistas. A Mocidade rebateu a avaliação do julgador alegando que ele se baseou na versão antiga do livro abre-alas (roteiro do desfile) enviado pela agremiação. A escola alegou que enviou para a LIESA, dentro do prazo estipulado, uma versão retificada do livro abre-alas excluindo a presença de Camila Silva como destaque de chão. A LIESA, por sua vez, não teria repassado a nova versão ao julgador, ocasionando o desconto de um décimo. A escola entrou com recurso na Liga contra o resultado e ameaçou procurar seus direitos na Justiça. Em uma plenária realizada no dia 5 de abril de 2017, a LIESA decidiu dividir o título de campeã entre Portela e Mocidade. Foram sete votos a favor; cinco abstenções; e apenas a presidência da Portela votou contra a divisão de título. Com a vitória, a Mocidade conquistou seu sexto título de campeã, quebrando o jejum de 21 anos sem conquistas. Após a apuração, o mestre-sala Diogo Jesus anunciou em suas redes sociais seu desligamento da Mocidade. O contrato do mestre-sala se encerraria no domingo após o Desfile das Campeãs, mas a direção da escola não gostou do comunicado feito por Diogo e decidiu proibir o mestre-sala de desfilar nas 'Campeãs'. Vinicius Antunes, da Unidos de Padre Miguel, foi convidado pela Mocidade para desfilar nas Campeãs junto com Cris Caldas. De cadeira de rodas, Jéssica Ferreira, porta-bandeira da UPM, desfilou junto com os dois. Naquele ano, Jéssica sofreu uma entorse no joelho durante sua apresentação, junto com Vinícius, na Série A.
- 2018: "Namastê: a Estrela que Habita em Mim, Saúda a que Existe em Você"

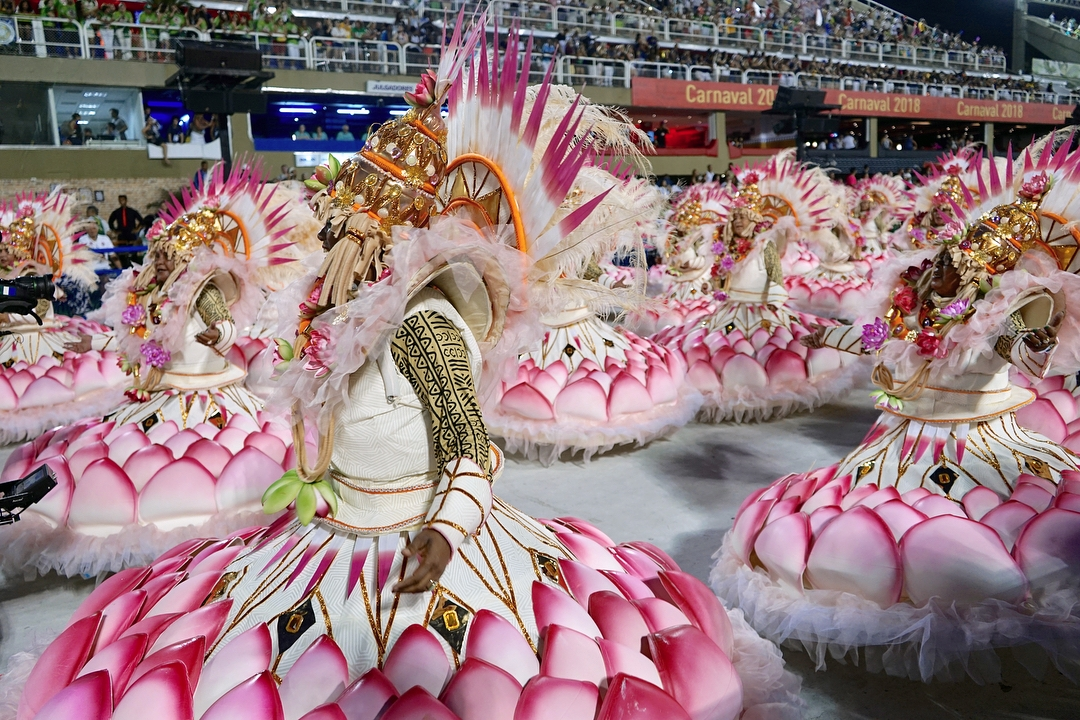
Baianas da Mocidade no desfile de 2018. Escola perdeu o título no quesito Fantasias.

Para tentar o bicampeonato, o carnavalesco Alexandre Louzada desenvolveu um enredo patrocinado, que retrataria de forma muito perspicaz as influências que a cultura da Índia exercia no Brasil. O patrocínio em questão foi realizado por empresas do país asiático. Marcinho Siqueira assumiu o posto de primeiro mestre-sala após polêmica saída do seu antecessor. O carnaval de 2018 teve um período de preparação conturbado. Em junho de 2017, a Prefeitura do Rio anunciou o corte de 50% do repasse de verbas públicas para as escolas de samba. A decisão gerou polêmica visto que, em sua campanha para a Prefeitura, Marcelo Crivella prometeu manter o patrocínio às escolas. Bispo licenciado da Igreja Universal do Reino de Deus, Crivella também foi acusado de ser influenciado pela sua religião ao cortar parte da verba do carnaval. A LIESA ameaçou cancelar os desfiles e sambistas organizaram protestos, mas o Prefeito manteve o corte. Sem dinheiro, a LIESA cancelou os ensaios técnicos, após quinze anos bancando o evento. Em outubro de 2017, faltando cerca de quatro meses para os desfiles, o Ministério do Trabalho interditou os barracões de todas as escolas na Cidade do Samba. Os barracões foram liberados ao final de novembro, após as escolas cumprirem uma série de exigências visando melhores condições de trabalho. A subvenção foi paga às escolas em janeiro de 2018, faltando menos de um mês para os desfiles. A Mocidade encerrou a primeira noite (domingo) de desfiles do Grupo Especial de 2018. Na quarta-feira de cinzas, a escola liderava a apuração até a leitura do quesito Fantasias, onde perdeu pontos, caindo da liderança para a sexta colocação. Um dos destaques do desfile, a bateria da escola, comandada por Mestre Dudu, foi a mais premiada do ano, recebendo os prêmios Estandarte de Ouro, Estrela do Carnaval, Gato de Prata e Sambario. A escola também recebeu o Estandarte de Ouro de melhor samba-enredo.
- 2019: "Eu Sou o Tempo. Tempo É Vida"

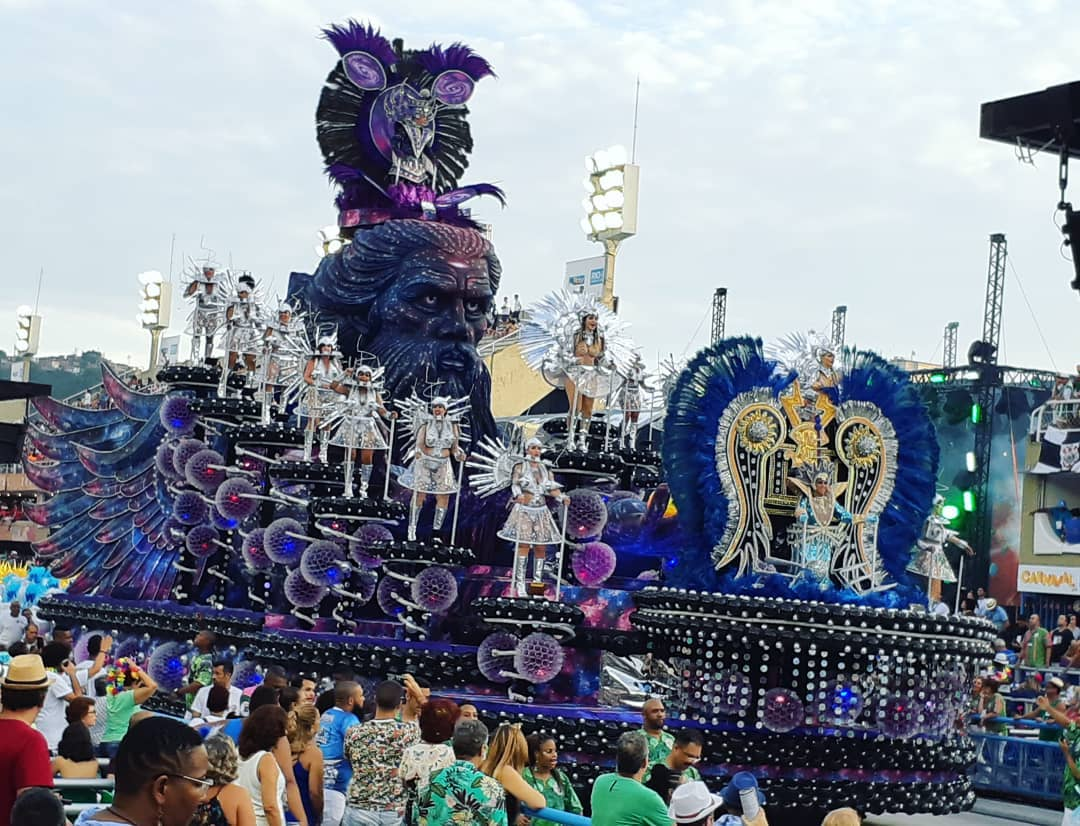
Desfile da Mocidade no carnaval de 2019.

Para o carnaval de 2019, a Mocidade renovou com Alexandre Louzada, que desenvolveu um enredo sobre o tempo. Pelo segundo ano consecutivo, o prefeito Marcelo Crivella cortou 50% da verba destinada às escolas que desfilaram no Sambódromo. Com dificuldades financeiras, a escola teve que pedir ajuda aos componentes para que comparecessem ao barracão com o objetivo de confeccionar alegorias e fantasias. A Mocidade foi a última escola da segunda noite (segunda-feira) do Grupo Especial, encerrando o carnaval de 2019 com o dia claro. A cantora Elza Soares desfilou no carro abre-alas. Especialistas elogiaram a apresentação, com destaque para a bateria. Perdendo décimos em alegorias, harmonia e samba-enredo, a escola obteve o sexto lugar. Coordenadora da ala de baianas e um dos maiores nomes contemporâneos vivos da escola, Tia Nilda recebeu o Estandarte de Ouro de personalidade.

### Década de 2020
- 2020: "Elza Deusa Soares"

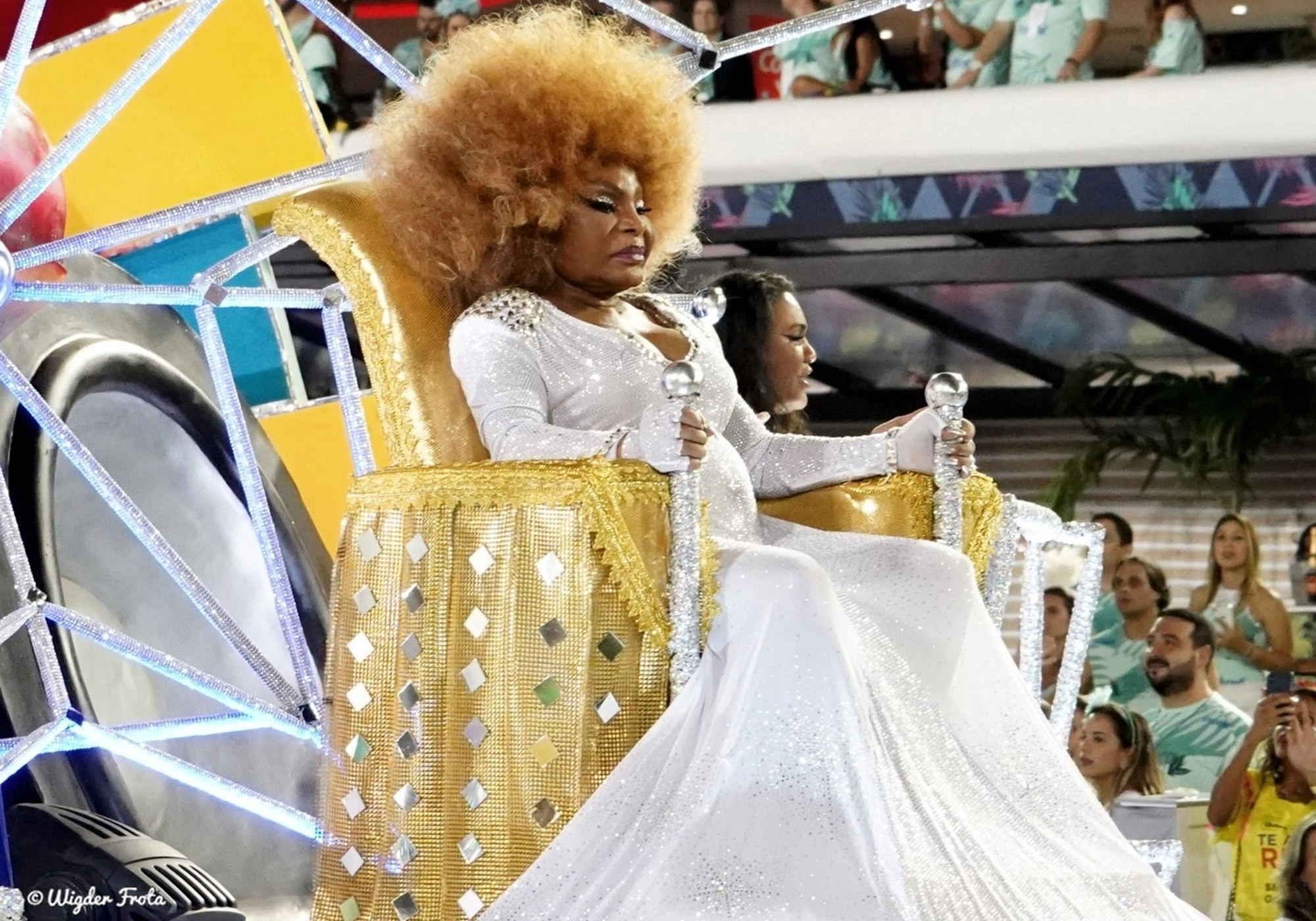
A cantora Elza Soares durante o desfile em sua homenagem no carnaval de 2020.

Em abril de 2019, a Mocidade elegeu a chapa da situação com Flávio Santos para presidente e Rodrigo Pacheco para vice-presidente da escola. Antes do desfile de 2019, a Mocidade já havia escolhido seu enredo para 2020 em homenagem a cantora Elza Soares, torcedora declarada da escola. O carnavalesco Alexandre Louzada se desligou da agremiação, se transferindo para a Beija-Flor. Para desenvolver o enredo sobre Elza, a Mocidade contratou Jack Vasconcelos, que estava no Paraíso do Tuiuti. A escola dispensou seu primeiro casal de mestre-sala e porta-bandeira, Marcinho Siqueira e Cristiane Caldas, que foram substituídos por Diogo Jesus e Bruna Santos. Diogo foi campeão com a escola em 2017 e Bruna era segunda porta-bandeira da agremiação. A rainha de bateria Camila Silva deixou a escola, sendo substituída por Giovanna Angélica, personalidade nascida e criada na região de Padre Miguel e Bangu, Giovana é neta de uma ex-costureira da escola e já havia ocupado o cargo de musa da agremiação nos carnavais de 2017 e 2018. Após dois anos cortando a verba pela metade, o prefeito Marcelo Crivella decidiu cortar integralmente a subvenção das escolas que desfilaram no Sambódromo. A Mocidade foi a quinta e penúltima escola a se apresentar na segunda noite (segunda-feira) do Grupo Especial. Aos 89 anos de idade, Elza Soares participou do desfile, desfilando na última alegoria. A escola conquistou a pontuação máxima na maioria dos quesitos, mas perdeu décimos em Fantasias e Bateria, ficando com o terceiro lugar do carnaval, dois décimos atrás da campeã Viradouro e da vice-campeã Grande Rio. Elza recebeu o Estandarte de Ouro de personalidade. O samba-enredo da escola, que tinha entre seus compositores Sandra de Sá, fazendo sua estreia no gênero, recebeu o Troféu Gato de Prata.
- 2021/2022: "Batuque ao Caçador"

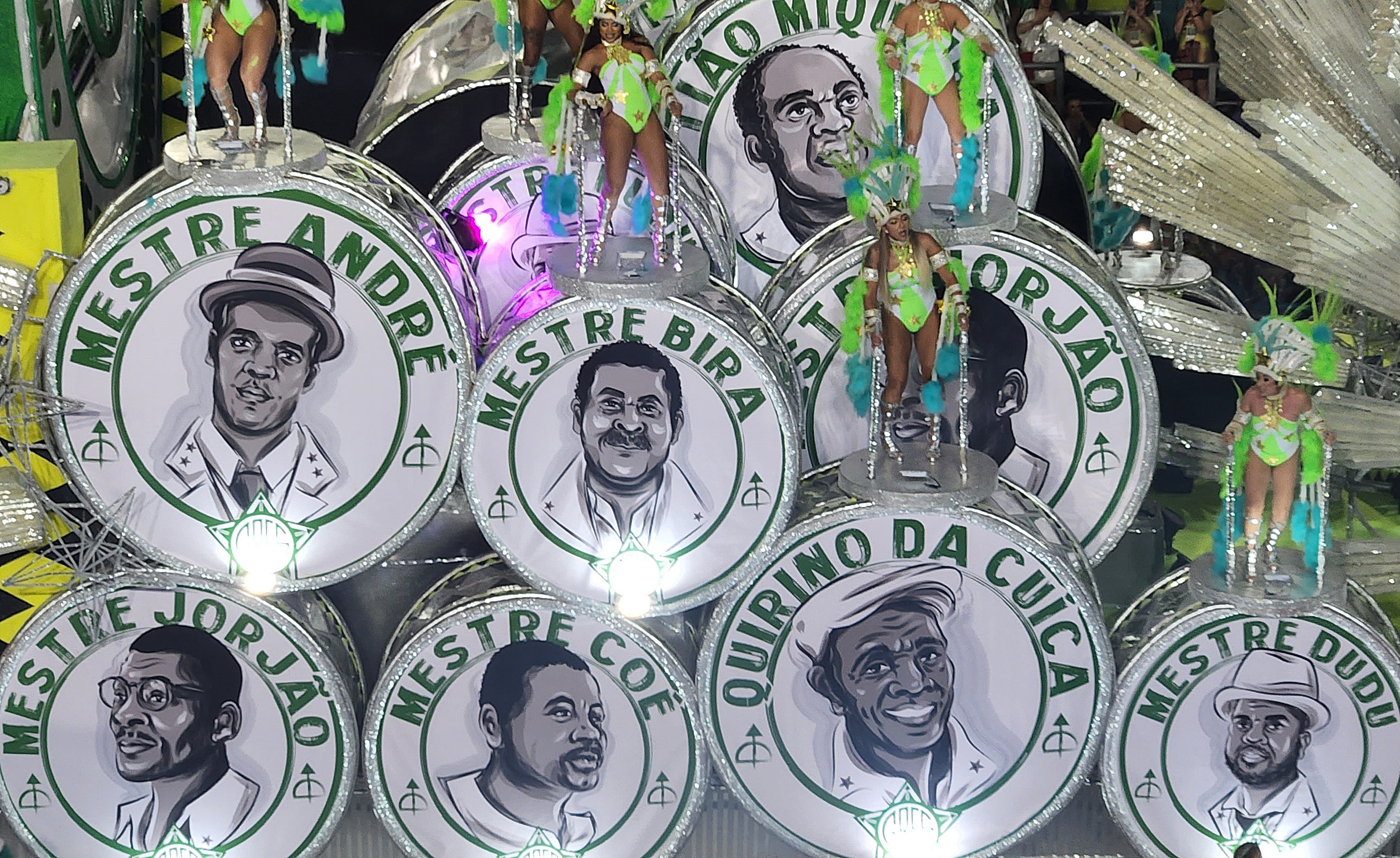
Mestres de bateria da escola foram homenageados em alegoria do desfile de 2022.

Após o carnaval de 2020, o carnavalesco Jack Vasconcelos se desligou da Mocidade, sendo substituído por Fábio Ricardo. Por causa do avanço da Pandemia de COVID-19 em todo o mundo, o desfile das escolas de samba de 2021 foi cancelado, sendo a primeira vez, desde a criação do concurso, em 1932, que o evento não foi realizado. Com o agravamento da pandemia, as escolas paralisaram as atividades presenciais nas quadras e barracões, mas seguiram se programando para o desfile futuro. Para o carnaval de 2022, Fábio Ricardo desenvolveu um enredo sobre Oxóssi e a bateria da Mocidade. O enredo era um pedido antigo da comunidade da escola, já que uma das marcas da Não Existe Mais Quente é o toque de caixa em homenagem à Oxóssi. O concurso para escolher o samba-enredo da escola teve a participação de compositores famosos como Marcelo D2, Elza Soares, Sandra de Sá e Mariene de Castro. Venceu a obra liderada por Carlinhos Brown, que pela primeira vez assinou um samba no carnaval carioca. Com o retorno de Eduardo Paes à Prefeitura do Rio de Janeiro, a subvenção voltou a ser paga às agremiações. No final de 2021, com a campanha de vacinação contra a COVID e a diminuição de mortes pela doença, as escolas retomaram os ensaios para o carnaval de 2022. Em 20 de janeiro de 2022 morreu Elza Soares, homenageada pela escola em seu carnaval anterior. Com o aumento dos casos de COVID no país devido ao avanço da variante Ómicron, o desfile das escolas de samba que ocorreriam no carnaval de 2022 foram adiados para abril do mesmo ano, durante o feriado de Tiradentes. A Mocidade foi a terceira escola a se apresentar na segunda noite (segunda-feira) do Grupo Especial de 2022. Ritmistas da bateria desfilaram de cabeça raspada, repetindo o gesto realizado nos carnavais de 1976 e 2001. A rainha da bateria, Giovana Angélica, também raspou a cabeça. A escola teve problemas de evolução. Com dificuldade para se locomover, o carro abre-alas precisou ser desacoplado, o que gerou uma punição para a agremiação. O veículo chegou a bater na grade lateral da pista e precisou da força de vários integrantes para empurrá-lo. O trono onde Elza Soares desfilaria, na última alegoria, passou vazio pela Sapucaí. Com o desfile, a Mocidade obteve o oitavo lugar no carnaval, ficando de fora do Desfile das Campeãs pela primeira vez após quatro anos consecutivos. O samba-enredo da escola recebeu diversos prêmios, a exemplo do Estandarte de Ouro, Gato de Prata, S@mba-Net e Sambario.
- 2023: "Terra de Meu Céu, Estrelas de Meu Chão"

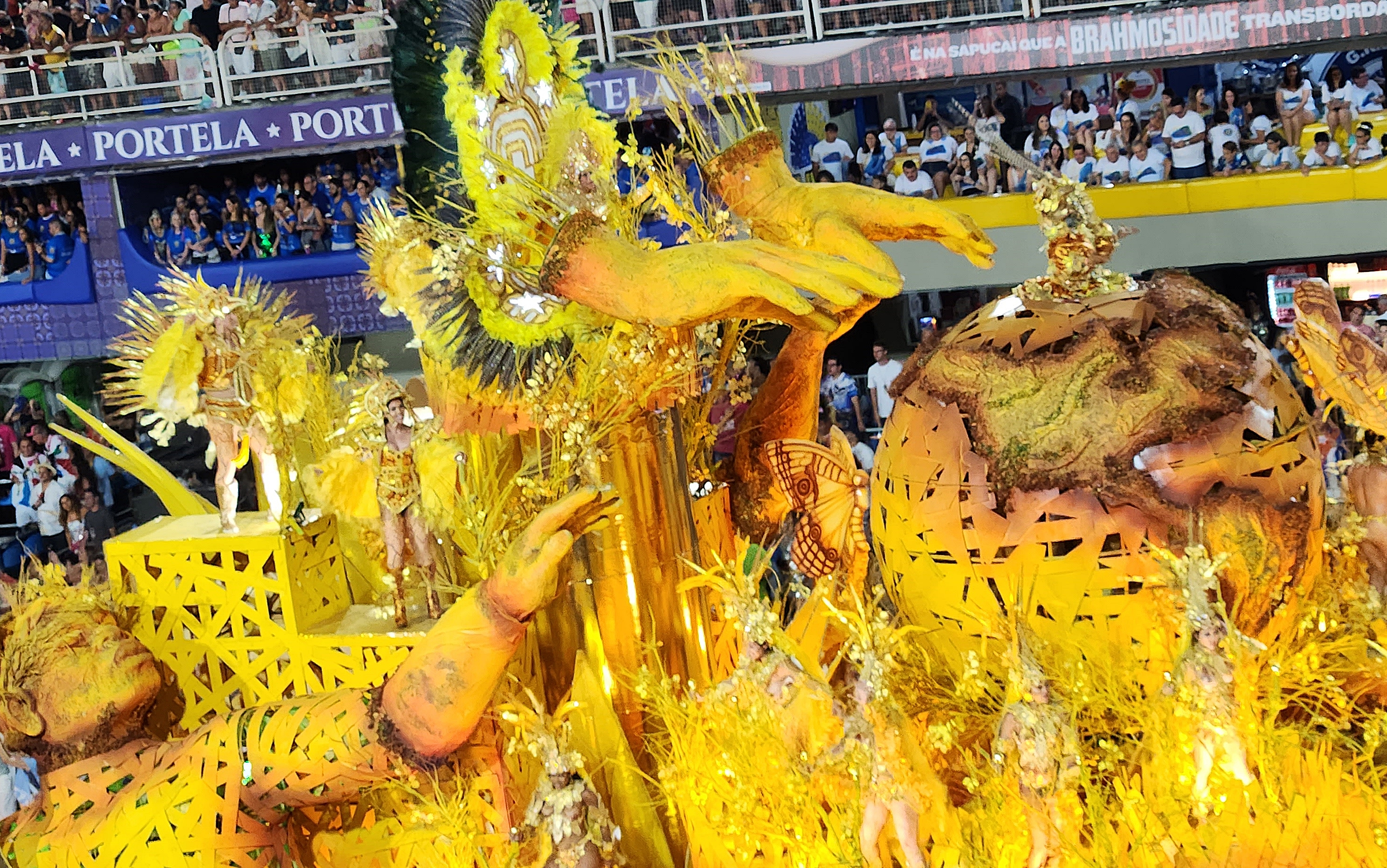
Abre-alas de 2023 recebeu o Estandarte de Ouro pelo uso de materiais alternativos.

Para o carnaval de 2023, a Mocidade trocou o carnavalesco Fábio Ricardo por Marcus Ferreira (que estava na Viradouro). O intérprete Wander Pires não chegou a um acordo com a escola, deixando a agremiação. Wander também era intérprete do carnaval de São Paulo e a Mocidade alegou que estava em busca de um cantor exclusivo para a escola. Nino do Milênio (que estava no Tuiuti) foi contratado como novo intérprete da agremiação. Com a saída dos coreógrafos Jorge Teixeira e Saulo Finelon da escola, Paulo Pinna foi contratado para coreografar a comissão de frente da agremiação. Marcus Ferreira desenvolveu um enredo sobre os artesãos, discípulos de Mestre Vitalino, do Alto do Moura, bairro de Caruaru, em Pernambuco. A situação financeira da escola gerou comentários durante todo o período do pré-carnaval, junto aos boatos de problemas no barracão, carros que poderiam ir à avenida mal-acabados, entre outros. Essas deficiências visuais acabaram se concretizando no domingo de carnaval, quando a escola entrou na avenida. As alegorias, em conjunto com uma evolução problemática, foram apontados como os pontos mais baixos da apresentação da agremiação. A junção destes fatores deram à escola sua pior colocação em quatorze anos: um temido 11.º lugar. Durante alguns momentos da apuração, a Mocidade chegou a ocupar a parte mais baixa da tabela, conseguindo se salvar por pouco. Mesmo assim, em 27 de fevereiro, foi anunciado a renovação de Marcus Ferreira. 
- 2024: "Pede Caju que Dou... Pé de Caju que Dá!"

A Mocidade promoveu mudanças em sua equipe para o carnaval de 2024. A escola dispensou o intérprete Nino do Milênio, contratando Zé Paulo Sierra, recém-saído da Viradouro. Marquinho Marino deixou a direção de carnaval após seis anos, sendo substituído por uma comissão formada por Vânia Reis, Wilker Jorge e Marcelo Plácido, além do carnavalesco Marcus Ferreira. Sandro Menezes assumiu a direção de harmonia. Fabíola de Andrade, esposa do presidente de honra da escola, Rogério Andrade, assumiu o posto de rainha de bateria. A agremiação teria eleição presidencial em abril de 2023, mas uma decisão judicial suspendeu o processo eleitoral para apurar irregularidades no processo de recadastramento dos sócios ocorrido em 2022. A escola foi judicialmente impedida de realizar o lançamento de seu enredo para 2024, cancelando um evento previsto para a ocasião. Cerca de um mês e meio depois, a escola conseguiu reverter a decisão judicial, e pode enfim divulgar seu enredo para 2024. Assinado pelo carnavalesco Marcus Ferreira, junto com o jornalista e escritor Fábio Fabato, "Pede Caju que Dou... Pé de Caju que Dá!" abordou as histórias, lendas e curiosidades sobre o caju.
O samba-enredo do desfile, que tem entre seus compositores, Diego Nicolau, Paulinho Mocidade e Marcelo Adnet, fez sucesso, chegando ao topo da playlist Viral Rio de Janeiro, do Spotify, que seleciona os lançamentos mais populares entre os ouvintes da cidade do Rio de Janeiro. Com letra fácil e bem humorada, o samba causou polêmica com o trecho "vou erguer um monumento para seu Luiz Inácio", que foi apontado pelo público como uma referência ao então presidente do Brasil, Luiz Inácio Lula da Silva, mas, segundo o enredo, fazia alusão a Luiz Inácio de Oliveira, pescador que plantou o maior cajueiro do mundo, segundo a tradição oral. Pouco antes do carnaval, Zé Paulo e integrantes da Mocidade se apresentaram em um jantar para Lula, na casa do então prefeito do Rio, Eduardo Paes, onde cantaram o samba para o presidente.

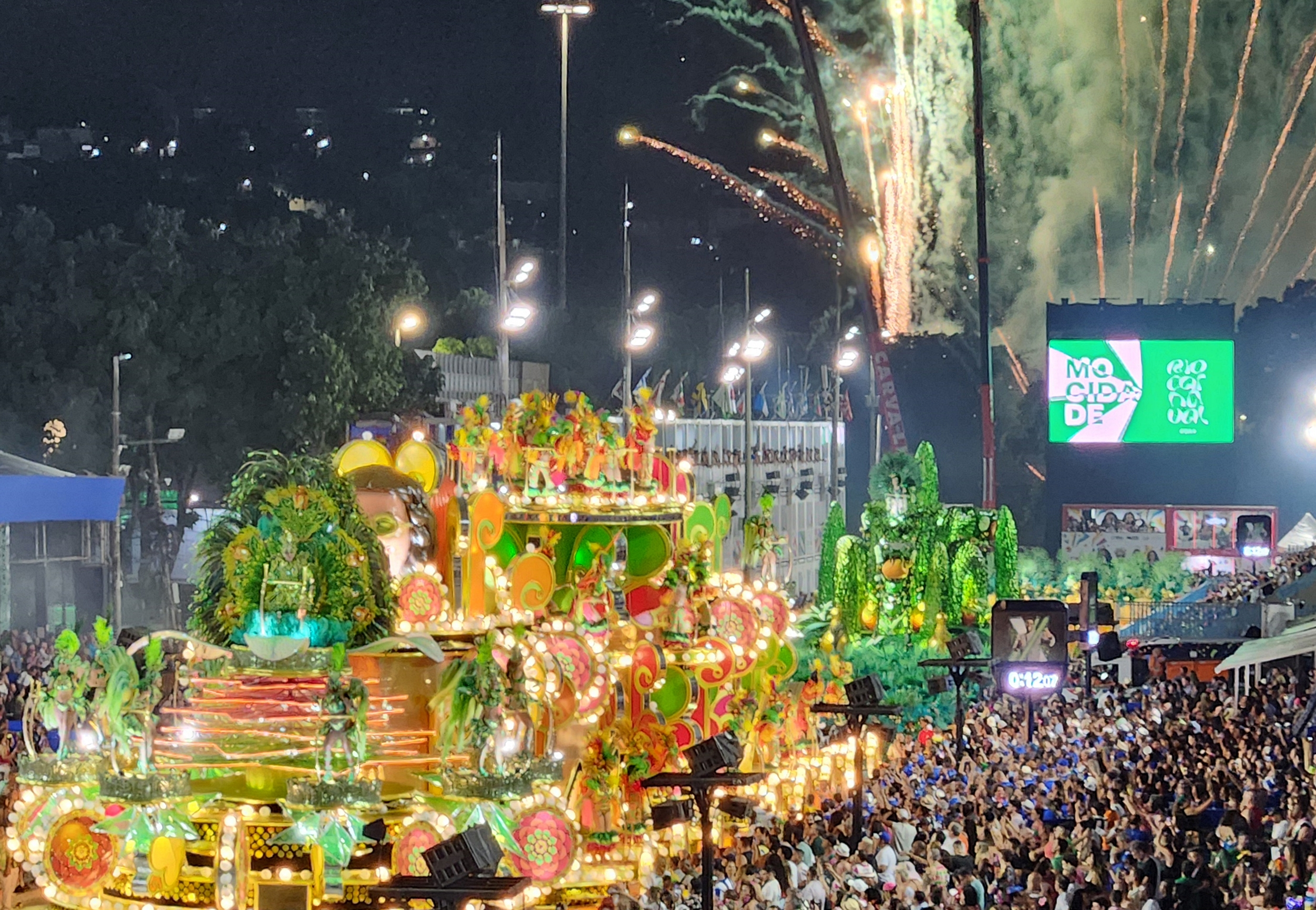
O carro abre-alas no início do desfile da Mocidade no carnaval de 2024.

A Mocidade foi a primeira escola a se apresentar na segunda noite (segunda-feira) do Grupo Especial de 2024. Especialistas elogiaram o desfile, mas apontaram problemas de evolução, especialmente por causa do carro abre-alas, que precisou ter o acoplamento serrado ao final do desfile para conseguir se locomover na área de dispersão. Enquanto diretores tentavam resolver o problema, a evolução da escola ficou travada. No final do desfile, componentes precisaram acelerar o ritmo para não ultrapassar o tempo máximo de apresentação. Um dos destaques do desfile foi a comissão de frente de Paulo Pina, que inovou ao colocar uma componente, vestida de Carmem Miranda, na arquibancada, em meio ao público. No julgamento oficial do carnaval, a Mocidade perdeu pontos em quase todos os quesitos, com exceção de Bateria e Mestre-Sala e Porta-Bandeira. O badalado samba-enredo perdeu um décimo; enquanto a Comissão de Frente perdeu dois. As maiores perdas foram em Evolução (seis décimos) e Enredo (oito décimos). A escola se classificou em décimo lugar. A ala de passistas da agremiação recebeu os prêmios Estandarte de Ouro, S@mba-Net e Troféu Sambario. Após o carnaval, a escola desligou o carnavalesco Marcus Ferreira e o coreógrafo Paulo Pinna.
- 2025: "Voltando para o Futuro - Não Há Limites pra Sonhar"

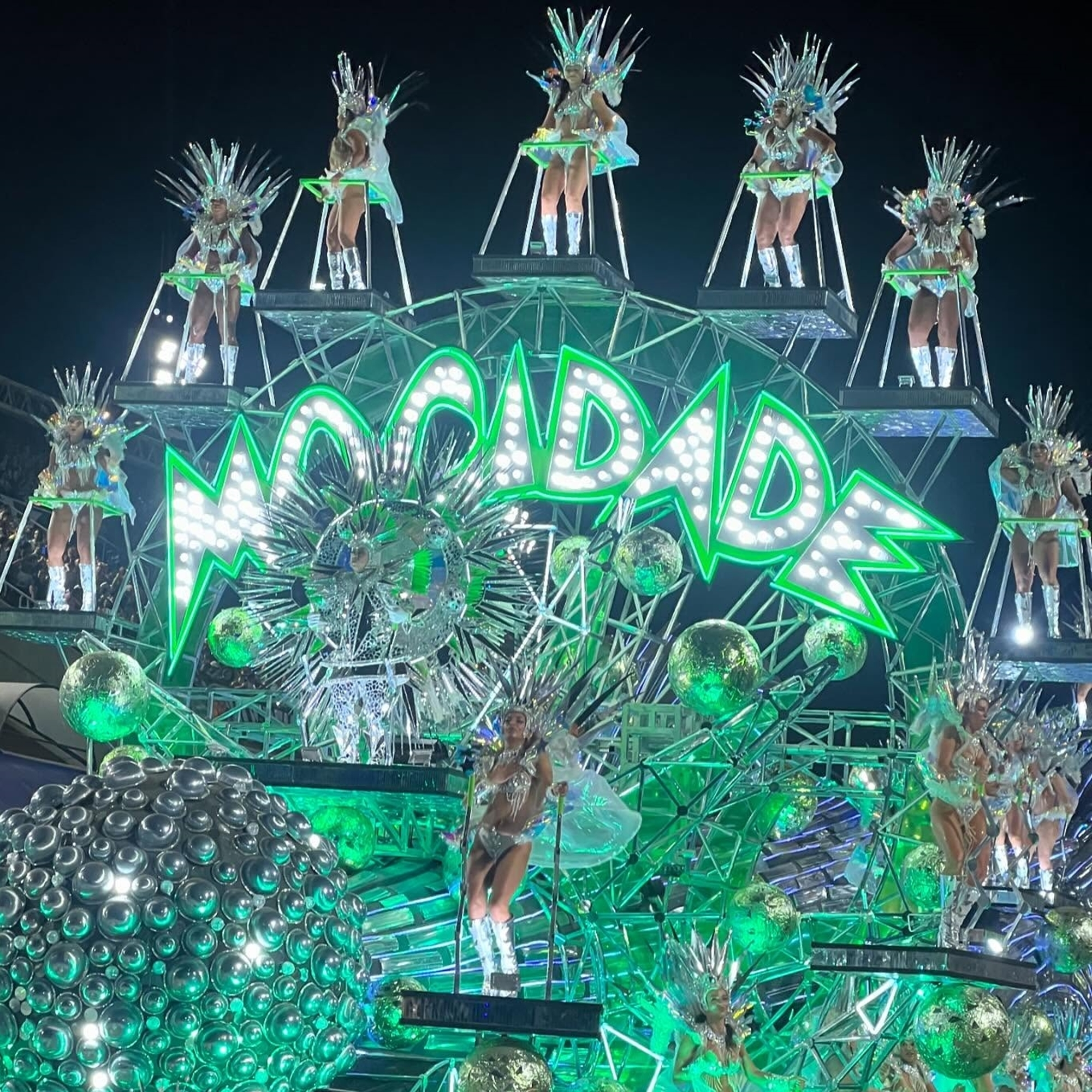
Detalhe do carro abre-alas da Mocidade no carnaval de 2025.

Para o carnaval de 2025, a Mocidade anunciou o retorno dos carnavalescos Renato e Márcia Lage. Marcelo Misailidis assumiu a Comissão de Frente e Mauro Amorim assumiu a direção de carnaval. O enredo escolhido pela escola é tido como uma viagem intergaláctica no qual se propõe a defesa de um manifesto pelo futuro da humanidade. No dia 19 de janeiro de 2025, morreu a carnavalesca Márcia Lage, aos 64 anos de idade, vítima de leucemia. A partir desse ano, o desfile do Grupo Especial passou a ser dividido em três noites, com quatro escolas se apresentando em cada noite. A Mocidade foi a primeira escola a se apresentar na inédita terceira noite (terça-feira). Especialistas elogiaram o desfile, apontando o resgate da identidade da agremiação, mas apontaram falhas no desenvolvimento do enredo. Um dos destaques do desfile foi a comissão de frente de Marcelo Misailidis, que usou robôs e painéis de LED. A comissão foi a mais premiada do ano, recebendo diversos prêmios, incluindo o Estandarte de Ouro. No julgamento oficial do carnaval, a Mocidade conquistou a pontuação máxima apenas nos quesitos Bateria e Mestre-sala e Porta-bandeira. A escola se classificou em décimo primeiro lugar. Após o desfile, a Mocidade anunciou o desligamento do diretor de carnaval Mauro Amorim e do intérprete Zé Paulo Sierra.
- 2026: Rita Lee: A Padroeira da Liberdade

Filho de Ney Vianna, um dos intérpretes mais importantes da história da Mocidade, Igor Vianna assumiu o posto de intérprete oficial da escola. Para a Direção de Carnaval, a Mocidade designou Marcelo Plácido e Wallace Capoeira. Os dois já estavam na escola, ocupando funções diferentes. Em 22 de maio de 2025, a escola confirmou que Rita Lee será tema do enredo para o carnaval de 2026, com o título "Rita Lee: A Padroeira da Liberdade".

## Carnavais
| Ano  | Colocação                                       | Divisão                                         | Enredo | Carnavalesco                                        | Ref.                          |
| ---- | ----------------------------------------------- | ----------------------------------------------- | --- | --------------------------------------------------- | ----------------------------- |
| 1957 | 5.º Lugar                                       | Grupo 2                                         | "O Baile das Rosas" (Compositores do samba: Cleber e Toco) | Ari de Lima                                         | [ 7 ] [ 478 ] [ 479 ]         |
| 1958 | Campeã (Promovida)                              | Grupo 2                                         | "Apoteose do Samba" (Compositores do samba: Cleber e Toco) | Ari de Lima                                         | [ 7 ] [ 478 ] [ 480 ]         |
| 1959 | 5.º Lugar                                       | Grupo 1                                         | "Os Três Vultos que Ficaram na História" (Compositores do samba: Cleber e Toco) | Ari de Lima                                         | [ 7 ] [ 478 ] [ 481 ]         |
| 1960 | 3.º Lugar                                       | Grupo 1                                         | "Frases Célebres da História" (Compositores do samba: Aloísio, Cleber, Tio Dengo e Toco) | Ari de Lima                                         | [ 7 ] [ 478 ] [ 482 ]         |
| 1961 | 7.º Lugar                                       | Grupo 1                                         | "Carnaval Carioca" (Compositores do samba: Aloísio e Tio Dengo) | Ari de Lima                                         | [ 7 ] [ 478 ] [ 483 ]         |
| 1962 | 5.º Lugar                                       | Grupo 1                                         | "Brasil no Campo Cultural" (Compositores do samba: Arsênio, Jurandir Pacheco e Wilson Moreira) | Ari de Lima                                         | [ 7 ] [ 478 ] [ 484 ]         |
| 1963 | 6.º Lugar                                       | Grupo 1                                         | "As Minas Gerais" (Compositores do samba: Davolta e Wilson Moreira) | Ari de Lima                                         | [ 7 ] [ 478 ] [ 485 ]         |
| 1964 | 7.º Lugar                                       | Grupo 1                                         | "O Cacho da Banana" (Compositores do samba: Cleber e Toco) | Ari de Lima                                         | [ 7 ] [ 478 ] [ 486 ]         |
| 1965 | 6.º Lugar                                       | Grupo 1                                         | "Parabéns para Você, Rio" (Compositores do samba: Aloísio e Tio Dengo) | Luís Gardel                                         | [ 7 ] [ 478 ] [ 487 ]         |
| 1966 | 6.º Lugar                                       | Grupo 1                                         | "Exaltação à Academia Brasileira de Letras" (Compositores do samba: Da Roça e Djalma Santos) | Guilherme Martins e Alfredo Brigs                   | [ 7 ] [ 478 ] [ 488 ]         |
| 1967 | 7.º Lugar                                       | Grupo 1                                         | "História do Teatro Através dos Tempos" (Compositores do samba: Agenor e Astrogildo) | Poty                                                | [ 7 ] [ 478 ] [ 489 ]         |
| 1968 | 6.º Lugar                                       | Grupo 1                                         | "Viagem Pitoresca Através do Brasil" (Compositores do samba: Da Roça e Djalma Santos) | Mário Monteiro                                      | [ 7 ] [ 478 ] [ 490 ]         |
| 1969 | 7.º Lugar                                       | Grupo 1                                         | "Vida e Glória de Francisco Adolfo Varnhagen" (Compositores do samba: Claudino da Costa "Volta Seca") | Guilherme Martins e Alfredo Brigs                   | [ 7 ] [ 478 ] [ 491 ]         |
| 1970 | 4.º Lugar                                       | Grupo 1                                         | "Meu Pé de Laranja Lima" (Compositores do samba: Arsênio e Gibi) | Gabriel do Nascimento e Dario de Castro             | [ 7 ] [ 478 ] [ 492 ] [ 493 ] |
| 1971 | 9.º Lugar                                       | Grupo 1                                         | "Rapsódia de Saudade" (Compositores do samba: Toco) | Gabriel do Nascimento e Dario de Castro             | [ 494 ]                       |
| 1972 | 7.º Lugar                                       | Grupo 1                                         | "Rainha Mestiça em Tempo de Lundu" (Compositores do samba: Jurandir Candido Melo e Serafim da Silva) | Clóvis Bornay                                       | [ 7 ] [ 478 ] [ 495 ]         |
| 1973 | 7.º Lugar                                       | Grupo 1                                         | "Rio Zé Pereira" (Compositores do samba: Edu e Tião da Roça) | Clóvis Bornay                                       | [ 7 ] [ 478 ] [ 496 ]         |
| 1974 | 5.º Lugar                                       | Grupo 1                                         | "A Festa do Divino" (Compositores do samba: Campo Grande, Nezinho e Tatu) | Arlindo Rodrigues                                   | [ 7 ] [ 478 ] [ 497 ]         |
| 1975 | 4.º Lugar                                       | Grupo 1                                         | "O Mundo Fantástico do Uirapurú" (Compositores do samba: Campo Grande, Nezinho e Tatu) | Arlindo Rodrigues                                   | [ 7 ] [ 478 ] [ 498 ]         |
| 1976 | 3.º Lugar                                       | Grupo 1                                         | "Mãe Menininha do Gantois" (Compositores do samba: Djalma Crill e Toco) | Arlindo Rodrigues                                   | [ 7 ] [ 478 ] [ 499 ]         |
| 1977 | 8.º Lugar                                       | Grupo 1                                         | "Samba Marca Registrada" (Compositores do samba: Dico da Viola e Jurandir Pacheco) | Augusto Henrique (Gugu)                             | [ 7 ] [ 478 ] [ 500 ]         |
| 1978 | 3.º Lugar                                       | Grupo 1                                         | "Brasiliana" (Compositores do samba: Djalma Santos, Domenil e Loiola) | Arlindo Rodrigues                                   | [ 7 ] [ 478 ] [ 501 ]         |
| 1979 | Campeã                                          | Grupo 1A                                        | "O Descobrimento do Brasil" (Compositores do samba: Djalma Crill e Toco) | Arlindo Rodrigues                                   | [ 7 ] [ 478 ] [ 502 ]         |
| 1980 | Vice-campeã                                     | Grupo 1A                                        | "Tropicália Maravilha" (Compositores do samba: Arsenio, Djalma Santos e Domenil) | Fernando Pinto                                      | [ 7 ] [ 478 ] [ 503 ]         |
| 1981 | 6.º Lugar                                       | Grupo 1A                                        | "Abram Alas para a Folia, aí Vem a Mocidade" (Compositores do samba: Ney Vianna e Nezinho) | Ecila Cirne, Edmundo Braga e Paulino Espírito Santo | [ 7 ] [ 478 ] [ 504 ]         |
| 1982 | 7.º Lugar                                       | Grupo 1A                                        | "O Velho Chico" (Compositores do samba: Adil, Dico da Viola e Da Roça) | Maria Carmen de Souza                               | [ 7 ] [ 478 ] [ 505 ]         |
| 1983 | 6.º Lugar                                       | Grupo 1A                                        | "Como Era Verde Meu Xingu" (Compositores do samba: Adil, Dico da Viola, Paulinho Mocidade e Tiãozinho da Mocidade) | Fernando Pinto                                      | [ 7 ] [ 478 ] [ 506 ]         |
| 1984 | Vice-campeã                                     | Grupo 1A (Segunda-feira)                        | "Mamãe Eu Quero Manaus" (Compositores do samba: Edson Show e Romildo) | Fernando Pinto                                      | [ 7 ] [ 478 ] [ 507 ]         |
| 1984 | 3.º Lugar                                       | Super-campeonato                                | "Mamãe Eu Quero Manaus" (Compositores do samba: Edson Show e Romildo) | Fernando Pinto                                      | [ 7 ] [ 478 ] [ 507 ]         |
| 1985 | Campeã                                          | Grupo 1A                                        | "Ziriguidum 2001, Um Carnaval nas Estrelas" (Compositores do samba: Arsênio, Gibi e Tiãozinho da Mocidade) | Fernando Pinto                                      | [ 7 ] [ 478 ] [ 508 ]         |
| 1986 | 7.º Lugar                                       | Grupo 1A                                        | "Bruxarias e Histórias do Arco da Velha" (Compositores do samba: Dudu, Jorginho Medeiros e Tiãozinho da Mocidade) | Edmundo Braga e Paulino Espírito Santo              | [ 7 ] [ 478 ] [ 509 ]         |
| 1987 | Vice-campeã                                     | Grupo 1                                         | "Tupinicópolis" (Compositores do samba: Chico Cabeleira, Gibi, J. Muinhos e Nino Batera) | Fernando Pinto                                      | [ 7 ] [ 478 ] [ 510 ]         |
| 1988 | 8.º Lugar                                       | Grupo 1                                         | "Beijim, Beijim, Bye Bye Brasil" (Compositores do samba: Ferreira, J. Muinhos e João das Rosas) | Fernando Pinto e Cláudio Peixoto                    | [ 7 ] [ 478 ] [ 511 ]         |
| 1989 | 7.º Lugar                                       | Grupo 1                                         | "Elis, Um Trem de Emoções" (Compositores do samba: Cadinho, Dico da Viola e Paulinho Mocidade) | Ely Peron e Rogério Figueiredo                      | [ 7 ] [ 478 ] [ 512 ]         |
| 1990 | Campeã                                          | Especial                                        | "Vira, Virou, a Mocidade Chegou" (Compositores do samba: Jorginho Medeiros, Tiãozinho da Mocidade e Toco) | Renato Lage e Lilian Rabello                        | [ 7 ] [ 478 ] [ 513 ]         |
| 1991 | Campeã                                          | Especial                                        | "Chuê, Chuá, as Águas Vão Rolar" (Compositores do samba: Jorginho Medeiros, Tiãozinho da Mocidade e Toco) | Renato Lage e Lilian Rabello                        | [ 7 ] [ 478 ] [ 514 ]         |
| 1992 | Vice-campeã                                     | Especial                                        | "Sonhar não Custa Nada, ou Quase Nada" (Compositores do samba: Dico da Viola, Moleque Silveira e Paulinho Mocidade) | Renato Lage e Lilian Rabello                        | [ 7 ] [ 478 ] [ 515 ]         |
| 1993 | 4.º Lugar                                       | Especial                                        | "Marraio Feridô Sou Rei" (Compositores do samba: Antonio Andrade, Edu Ferreira, Serafim Adriano) | Renato Lage                                         | [ 7 ] [ 478 ] [ 516 ]         |
| 1994 | 8.º Lugar                                       | Especial                                        | "Avenida Brasil - Tudo Passa, Quem não Viu?" (Compositores do samba: Dico da Viola, Jefinho e Jorge Gannen) | Renato Lage                                         | [ 7 ] [ 478 ] [ 517 ]         |
| 1995 | 4.º Lugar                                       | Especial                                        | "Padre Miguel, Olhai por Nós" (Compositores do samba: Cardoso do Cavaco, Marquinhos PQD, Santana e Wanderley Marcação) | Renato Lage                                         | [ 7 ] [ 478 ] [ 518 ]         |
| 1996 | Campeã                                          | Especial                                        | "Criador e Criatura" (Compositores do samba: Beto Corrêa, Dico da Viola, Jefinho e Joãozinho) | Renato Lage                                         | [ 7 ] [ 478 ] [ 519 ]         |
| 1997 | Vice-campeã                                     | Especial                                        | "De Corpo e Alma na Avenida" (Compositores do samba: Guinna, Chico Cabeleira, J. Brito, Joãozinho e Muca) | Renato Lage                                         | [ 7 ] [ 478 ] [ 520 ]         |
| 1998 | 6.º Lugar                                       | Especial                                        | "Brilha no Céu a Estrela que Me Faz Sonhar" (Compositores do samba: Guinna, J. Brito, Joãozinho e Muca) | Renato Lage                                         | [ 7 ] [ 478 ] [ 521 ]         |
| 1999 | 4.º Lugar                                       | Especial                                        | "Villa Lobos e a Apoteose Brasileira" (Compositores do samba: Nascimento, Ricardo Simpatia e Santana) | Renato Lage                                         | [ 7 ] [ 478 ] [ 522 ]         |
| 2000 | 4.º Lugar                                       | Especial                                        | "Verde, Amarelo, Azul-anil, Colorem o Brasil no Ano 2000" (Compositores do samba: Dico da Viola, Jefinho, Marquinho PQD e Marquinho Índio) | Renato Lage                                         | [ 7 ] [ 523 ]                 |
| 2001 | 7.º Lugar                                       | Especial                                        | "Paz e Harmonia, Mocidade É Alegria" (Compositores do samba: Joãozinho, Marcelo do Rap, Domenil, J. Brito e Guinna) | Renato Lage                                         | [ 7 ] [ 524 ]                 |
| 2002 | 4.º Lugar                                       | Especial                                        | "O Grande Circo Místico" (Compositores do samba: Beto Corrêa, Dico da Viola, Jefinho e Marquinho Índio) | Renato Lage e Márcia Lávia                          | [ 7 ] [ 525 ] [ 526 ]         |
| 2003 | 5.º Lugar                                       | Especial                                        | "Para Sempre no Seu Coração - Carnaval da Doação" (Compositores do samba: Santana e Ricardo Simpatia) | Chico Spinoza                                       | [ 7 ] [ 527 ] [ 528 ]         |
| 2004 | 8.º Lugar                                       | Especial                                        | "Não Corra, não Mate, não Morra - Pegue Carona com a Mocidade! Educação no Trânsito" (Compositores do samba: Santana e Ricardo Simpatia) | Chico Spinoza                                       | [ 7 ] [ 529 ] [ 530 ]         |
| 2005 | 9.º Lugar                                       | Especial                                        | "Buon Mangiare, Mocidade! A Arte Está na Mesa" (Compositores do samba: Inácio Rios, Nilton Mello e Jorginho Valle) | Paulo Menezes                                       | [ 7 ] [ 531 ] [ 532 ]         |
| 2006 | 10.º Lugar                                      | Especial                                        | "A Vida que Pedi a Deus" (Compositores do samba: Toco, Rafael Só e Marquinho Marino) | Mauro Quintaes                                      | [ 7 ] [ 533 ] [ 534 ]         |
| 2007 | 11.º Lugar                                      | Especial                                        | "O Futuro no Pretérito, Uma História Feita à Mão" (Compositores do samba: Toco, Rafael Só e Marquinho Marino) | Alex de Souza                                       | [ 7 ] [ 535 ]                 |
| 2008 | 8.º Lugar                                       | Especial                                        | "O Quinto Império: De Portugal ao Brasil, Uma Utopia na História" (Compositores do samba: Marquinho Marino, Gustavo Henrique e Igor Leal) | Cid Carvalho                                        | [ 7 ] [ 536 ]                 |
| 2009 | 11.º Lugar                                      | Especial                                        | "Mocidade Apresenta: Clube Literário Machado de Assis e Guimarães Rosa... Estrelas em Poesia!" (Compositores do samba: Jefinho, Santana, Ricardo Simpatia, Marquinho Índio e Diego Rodrigues)                                                                               | Cebola                                              | [ 7 ] [ 537 ]                 |
| 2010 | 7.º Lugar                                       | Especial                                        | "Do Paraíso de Deus ao Paraíso da Loucura, Cada Um Sabe o que Procura" (Compositores do samba: J. Giovanni, Zé Glória e Hugo Reis) | Cid Carvalho                                        | [ 7 ] [ 538 ]                 |
| 2011 | 7.º Lugar                                       | Especial                                        | "Parábola dos Divinos Semeadores" (Compositores do samba: J. Giovanni, Zé Glória e Hugo Reis) | Cid Carvalho                                        | [ 7 ] [ 539 ]                 |
| 2012 | 9.º Lugar                                       | Especial                                        | "Por Ti, Portinari, Rompendo a Tela, a Realidade" (Compositores do samba: Diego Nicolau, Gabriel Teixeira e Gustavo Soares) | Alexandre Louzada                                   | [ 7 ] [ 540 ] [ 541 ]         |
| 2013 | 11.º Lugar                                      | Especial                                        | "Eu Vou de Mocidade com Samba e Rock in Rio, Por Um Mundo Melhor" (Compositores do samba: Domingos PS, Gustavo Henrique, Jefinho Rodrigues, Jorginho Medeiros, Marquinho Índio e Moleque Silveira)                                                                          | Alexandre Louzada                                   | [ 542 ] [ 543 ]               |
| 2014 | 9.º Lugar                                       | Especial                                        | "Pernambucópolis" (Compositores do samba: Diego Nicolau, Dudu Nobre, Gabriel Teixeira, Jefinho Rodrigues, Jorginho Medeiros e Marquinho Índio) | Paulo Menezes                                       | [ 315 ] [ 544 ]               |
| 2015 | 7.º Lugar                                       | Especial                                        | "Se o Mundo Fosse Acabar, Me Diz o que Você Faria Se Só Lhe Restasse Um Dia?" (Compositores do samba: Billy Brandão, Ricardo Mendonça, Tio Bira, Anderson Viana e Lúcio Naval)                                                                                              | Paulo Barros                                        | [ 339 ] [ 545 ]               |
| 2016 | 10.º Lugar                                      | Especial                                        | "O Brasil de La Mancha - Sou Miguel, Padre Miguel. Sou Cervantes, Sou Quixote Cavaleiro, Pixote Brasileiro" (Compositores do samba: Domingos Pressão, J. Medeiros, Jonas Marques, Jefinho Rodrigues, Lauro Silva, Lero Pires, Marquinho Índio, Paulo Ferraz e Wander Pires) | Alexandre Louzada e Edson Pereira                   | [ 546 ] [ 547 ]               |
| 2017 | Campeã (Junto com Portela)                      | Especial                                        | "As Mil e Uma Noites de Uma 'Mocidade' pra Lá de Marrakesh" (Compositores do samba: Altay Veloso, Paulo César Feital, Zé Glória, J. Giovanni, Dadinho, Zé Paulo Sierra, Gustavo, Fábio Borges, André Baiacu e Thiago Meiners)                                               | Alexandre Louzada                                   | [ 548 ] [ 549 ]               |
| 2018 | 6.º Lugar                                       | Especial                                        | "Namastê: a Estrela que Habita em Mim, Saúda a que Existe em Você" (Compositores do samba: Altay Veloso, Paulo César Feital, Zé Glória, J. Giovanni, Denilson do Rosário, Carlinhos da Chácara, Alex Saraiva e Leo Peres)                                                   | Alexandre Louzada                                   | [ 550 ]                       |
| 2019 | 6.º Lugar                                       | Especial                                        | "Eu Sou o Tempo. Tempo É Vida" (Compositores do samba: Diego Nicolau, Jefinho Rodrigues, Marquinho Índio, Jonas Marques, Richard Valença, Roni Pit'sTop, Orlando Ambrosio e Cabeça do Ajax)                                                                                 | Alexandre Louzada                                   | [ 551 ]                       |
| 2020 | 3.º Lugar                                       | Especial                                        | "Elza Deusa Soares" (Compositores do samba: Sandra de Sá, Igor Vianna, Dr. Márcio, Solano Santos, Renan Diniz, Jefferson Oliveira, Professor Laranjo e Telmo Augusto) | Jack Vasconcelos                                    | [ 552 ] [ 553 ]               |
| 2021 | Não houve desfile devido a pandemia de Covid-19 | Não houve desfile devido a pandemia de Covid-19 | Não houve desfile devido a pandemia de Covid-19 | Não houve desfile devido a pandemia de Covid-19     | [ 554 ]                       |
| 2022 | 8.º Lugar                                       | Especial                                        | "Batuque ao Caçador" (Compositores do samba: Carlinhos Brown, Diego Nicolau, Richard Valença, Orlando Ambrosio, Gigi da Estiva, Nattan Lopes, J J Santos e Cabeça Do Ajax)                                                                                                  | Fábio Ricardo                                       | [ 555 ] [ 556 ] [ 557 ]       |
| 2023 | 11.º Lugar                                      | Especial                                        | "Terra de Meu Céu, Estrelas de Meu Chão" (Compositores do samba: Diego Nicolau, Richard Valença, Orlando Ambrosio, Gigi da Estiva, W. Correa, Leandro Budegas e Cabeça do Ajax)                                                                                             | Marcus Ferreira                                     | [ 558 ]                       |
| 2024 | 10.º Lugar                                      | Especial                                        | "Pede Caju que Dou... Pé de Caju que Dá!" (Compositores do samba: Diego Nicolau, Paulinho Mocidade, Marcelo Adnet, Richard Valença, Orlando Ambrosio, Gigi da Estiva, Lico Monteiro e Cabeça do Ajax)                                                                       | Marcus Ferreira                                     | [ 559 ]                       |
| 2025 | 11.º Lugar                                      | Especial                                        | "Voltando Para o Futuro - Não Há Limites pra Sonhar" (Compositores do samba: Paulo Cesar Feital, Cláudio Russo, Alex Saraiça, Denilson Rozario, Carlinhos da Chácara, Marcelo Casanossa, Rogerinho, Nito de Souza, Dr Castilho e Léo Peres)                                 | Renato Lage e Márcia Lage                           | [ 461 ] [ 560 ]               |
| 2026 |                                                 | Especial                                        | "Rita Lee: A Padroeira da Liberdade." | Renato Lage                                         | [ 561 ] [ 477 ]               |

## Títulos
| Títulos da Mocidade | Títulos da Mocidade | Títulos da Mocidade                |
| Divisão             | Títulos             | Carnavais                          |
| ------------------- | ------------------- | ---------------------------------- |
| Primeira divisão    | 6                   | 1979, 1985, 1990, 1991, 1996, 2017 |
| Segunda divisão     | 1                   | 1958                               |

## Premiações
A Mocidade é uma das maiores vencedoras do prêmio Estandarte de Ouro, considerado o "óscar do carnaval carioca", sendo o mais recente em 2025 com a melhor comissão de frente. Também conquistou diversas premiações como Tamborim de Ouro, S@mba-Net, Estrela do Carnaval, Prêmio SRzd, entre outras. Em 2022, a Mocidade foi declarada como patrimônio cultural de natureza imaterial do Estado do Rio de Janeiro. Em 2024, a bateria da escola também foi declarada patrimônio cultural imaterial do estado.

## Segmentos

### Presidentes de Honra

Castor de Andrade durante o Desfile das Campeãs da Mocidade em 1990. Contraventor foi patrono e presidente de honra da escola.

| Presidentes de honra | Período       | Ref.                    |
| -------------------- | ------------- | ----------------------- |
| Castor de Andrade    | 1980-1997     | [ 563 ]                 |
| Rogério de Andrade   | 2010-presente | [ 281 ] [ 564 ] [ 565 ] |

### Presidentes
| Presidentes                            | Período       | Ref.                  |
| -------------------------------------- | ------------- | --------------------- |
| Sílvio Trindade ("Tio Vivinho")        | 1955-1960     | [ 6 ] [ 566 ]         |
| Ariodantino Vieira ("Tio Dengo")       | 1960-1962     | [ 6 ] [ 566 ]         |
| Orozimbo de Oliveira                   | 1962-1964     | [ 6 ] [ 566 ]         |
| José Pereira da Silva ("Mestre André") | 1964-1965     | [ 6 ] [ 566 ]         |
| Gérson Lopes de Souza                  | 1965-1966     | [ 6 ] [ 566 ]         |
| Olímpio Corrêa ("Gaúcho")              | 1966-1970     | [ 6 ] [ 566 ]         |
| Nairton Chaves                         | 1970-1971     | [ 6 ] [ 566 ]         |
| Major Ademir da Costa Pereira          | 1971-1973     | [ 6 ] [ 566 ]         |
| Osman Pereira Leite                    | 1973-1979     | [ 6 ] [ 566 ]         |
| Nélson Pinto de Almeida Costa          | 1979-1981     | [ 6 ] [ 566 ]         |
| Olímpio Corrêa ("Gaúcho")              | 1981-1985     | [ 6 ] [ 566 ]         |
| Nélson Pinto de Almeida Costa          | 1985-1986     | [ 6 ] [ 566 ]         |
| Olímpio Corrêa ("Gaúcho")              | 1986-1992     | [ 6 ] [ 566 ]         |
| Américo Siqueira Filho                 | 1992-1993     | [ 6 ] [ 566 ]         |
| José Roberto Tenório                   | 1993-1995     | [ 6 ] [ 566 ]         |
| Jorge Pedro Rodrigues                  | 1995-1998     | [ 6 ] [ 566 ]         |
| José Roberto Tenório                   | 1998-2001     | [ 6 ] [ 566 ]         |
| Paulo Vianna                           | 2001-2002     | [ 6 ] [ 566 ]         |
| José Roberto Tenório                   | 2002-2004     | [ 6 ] [ 566 ]         |
| Paulo Vianna                           | 2004-2014     | [ 6 ] [ 566 ]         |
| Wandyr Trindade ("Vô Macumba")         | 2014-2019     | [ 6 ] [ 566 ]         |
| Flávio Santos                          | 2019-presente | [ 6 ] [ 401 ] [ 553 ] |

### Intérpretes
| Intérpretes                | Carnavais     | Ref.            |
| -------------------------- | ------------- | --------------- |
| Tião Marino                | 1957          | [ 479 ]         |
| Tião da Roça               | 1968-1970     | [ 567 ]         |
| Toco                       | 1971          | [ 567 ]         |
| Tião da Roça               | 1972          | [ 567 ]         |
| Tião da Roça e Elza Soares | 1973          | [ 567 ]         |
| Ney Vianna e Elza Soares   | 1974-1976     | [ 567 ]         |
| Ney Vianna                 | 1977-1983     | [ 108 ]         |
| Aroldo Melodia             | 1984          | [ 568 ]         |
| Ney Vianna                 | 1985-1989     | [ 569 ]         |
| Paulinho Mocidade          | 1990-1993     | [ 109 ]         |
| Wander Pires               | 1994-1999     | [ 570 ]         |
| Paulo Henrique             | 2000          | [ 571 ]         |
| David do Pandeiro          | 2001          | [ 572 ]         |
| Wander Pires               | 2002          | [ 570 ]         |
| Paulinho Mocidade          | 2003-2004     | [ 109 ]         |
| Roger Linhares             | 2005          | [ 573 ]         |
| Wander Pires               | 2006          | [ 570 ]         |
| Bruno Ribas                | 2007-2008     | [ 574 ]         |
| Wander Pires               | 2009          | [ 570 ]         |
| David do Pandeiro e Nêgo   | 2010          | [ 572 ] [ 575 ] |
| Nêgo e Rixxah              | 2011          | [ 575 ] [ 576 ] |
| Luizinho Andanças          | 2012-2013     | [ 577 ]         |
| Bruno Ribas e Dudu Nobre   | 2014          | [ 578 ]         |
| Bruno Ribas                | 2015-2016     | [ 574 ]         |
| Wander Pires               | 2017-2022     | [ 356 ] [ 570 ] |
| Nino do Milênio            | 2023          | [ 436 ]         |
| Zé Paulo Sierra            | 2024-2025     | [ 440 ] [ 579 ] |
| Igor Vianna                | 2026-presente | [ 475 ]         |

### Comissão de Frente
| Coreógrafos(as)                | Carnavais     | Ref.            |
| ------------------------------ | ------------- | --------------- |
| Paulo Vianna                   | 1990          | [ 513 ]         |
| Jerônimo da Portela            | 1991-1993     | [ 516 ] [ 580 ] |
| Claudia Ribeiro                | 1994-1998     | [ 517 ] [ 521 ] |
| Valéria Martins                | 1999-2001     | [ 581 ] [ 582 ] |
| Vicente Frota Neto             | 2002          | [ 583 ]         |
| Paulo Mantuano                 | 2003-2004     | [ 584 ] [ 585 ] |
| Luciana Yegros                 | 2005          | [ 586 ] [ 587 ] |
| Ana Botafogo                   | 2006          | [ 588 ] [ 589 ] |
| Claudia Ribeiro                | 2007          | [ 590 ] [ 591 ] |
| Fábio de Mello                 | 2008-2009     | [ 592 ] [ 593 ] |
| Jorge Teixeira                 | 2010-2011     | [ 594 ] [ 595 ] |
| Renato Vieira                  | 2012          | [ 541 ] [ 596 ] |
| Jaime Arôxa                    | 2013          | [ 543 ] [ 597 ] |
| Sérgio Lobato                  | 2014          | [ 317 ] [ 598 ] |
| Jorge Teixeira e Saulo Finelon | 2015-2022     | [ 599 ]         |
| Paulo Pinna                    | 2023-2024     | [ 437 ]         |
| Marcelo Misailidis             | 2025-presente | [ 463 ]         |

### Mestre-sala e Porta-bandeira

Bruna Santos durante o desfile de 2022.

#### Primeiro casal
| Primeiro casal                       | Carnavais     | Ref.            |
| ------------------------------------ | ------------- | --------------- |
| Salgueiro e Remba                    | 1957          | [ 479 ] [ 600 ] |
| Salgueiro e Helena do Siri           | 1959          | [ 601 ]         |
| Carlinhos e Elisete                  | 1963          | [ 485 ]         |
| Asdrúbal e Maiú                      | 1964          | [ 486 ] [ 602 ] |
| Carlinhos e Remba                    | 1965          | [ 603 ]         |
| Carlinhos e Ivonilda                 | 1970          | [ 492 ] [ 604 ] |
| Tião e Ivonilda                      | 1971          | [ 605 ] [ 606 ] |
| Ferreira e Ivonilda                  | 1972          | [ 495 ] [ 607 ] |
| Clébio e Ivonilda                    | 1973-1974     | [ 608 ] [ 609 ] |
| Élcio PV e Marli                     | 1975          | [ 610 ]         |
| Roxinho e Irinéia                    | 1976          | [ 499 ] [ 611 ] |
| Tião e Soninha                       | 1977          | [ 612 ]         |
| Roxinho e Soninha                    | 1978-1985     | [ 508 ] [ 613 ] |
| Roxinho e Irinéia                    | 1986-1988     | [ 509 ] [ 511 ] |
| Alexandre Salino e Babi              | 1989-1991     | [ 512 ] [ 514 ] |
| Alexandre Salino e Lucinha Nobre     | 1992          | [ 515 ] [ 614 ] |
| Alexandre Salino e Babi              | 1993          | [ 516 ] [ 615 ] |
| Alexandre Salino e Lucinha Nobre     | 1994          | [ 517 ] [ 616 ] |
| Rogerinho Dornelles e Lucinha Nobre  | 1995-1998     | [ 518 ] [ 521 ] |
| Rogerinho Dornelles e Nira           | 1999-2000     | [ 522 ] [ 617 ] |
| Rogerinho Dornelles e Lucinha Nobre  | 2001          | [ 582 ] [ 618 ] |
| Daniel Cassiano e Verônica Menezes   | 2002          | [ 583 ] [ 619 ] |
| Toninho e Babi                       | 2003-2004     | [ 584 ] [ 585 ] |
| Rogerinho Dornelles e Priscila Rosa  | 2005          | [ 586 ] [ 587 ] |
| Rogerinho Dornelles e Marcella Alves | 2006          | [ 588 ] [ 589 ] |
| Marcelo Pessoa e Marcella Alves      | 2007          | [ 590 ] [ 591 ] |
| Rogerinho Dornelles e Marcella Alves | 2008          | [ 592 ] [ 620 ] |
| Raphael Rodrigues e Marcella Alves   | 2009          | [ 593 ] [ 621 ] |
| Fabrício Pires e Cristiane Caldas    | 2010-2011     | [ 594 ] [ 595 ] |
| Robson Sensação e Ana Paula          | 2012          | [ 541 ] [ 596 ] |
| Feliciano Júnior e Squel Jorgea      | 2013          | [ 543 ] [ 597 ] |
| Rogerinho Dornelles e Lucinha Nobre  | 2014          | [ 598 ] [ 622 ] |
| Diogo Jesus e Lucinha Nobre          | 2015          | [ 623 ] [ 624 ] |
| Diogo Jesus e Cristiane Caldas       | 2016-2017     | [ 351 ] [ 625 ] |
| Marcinho Siqueira e Cristiane Caldas | 2018-2019     | [ 376 ]         |
| Diogo Jesus e Bruna Santos           | 2020-presente | [ 404 ]         |

#### Segundo casal

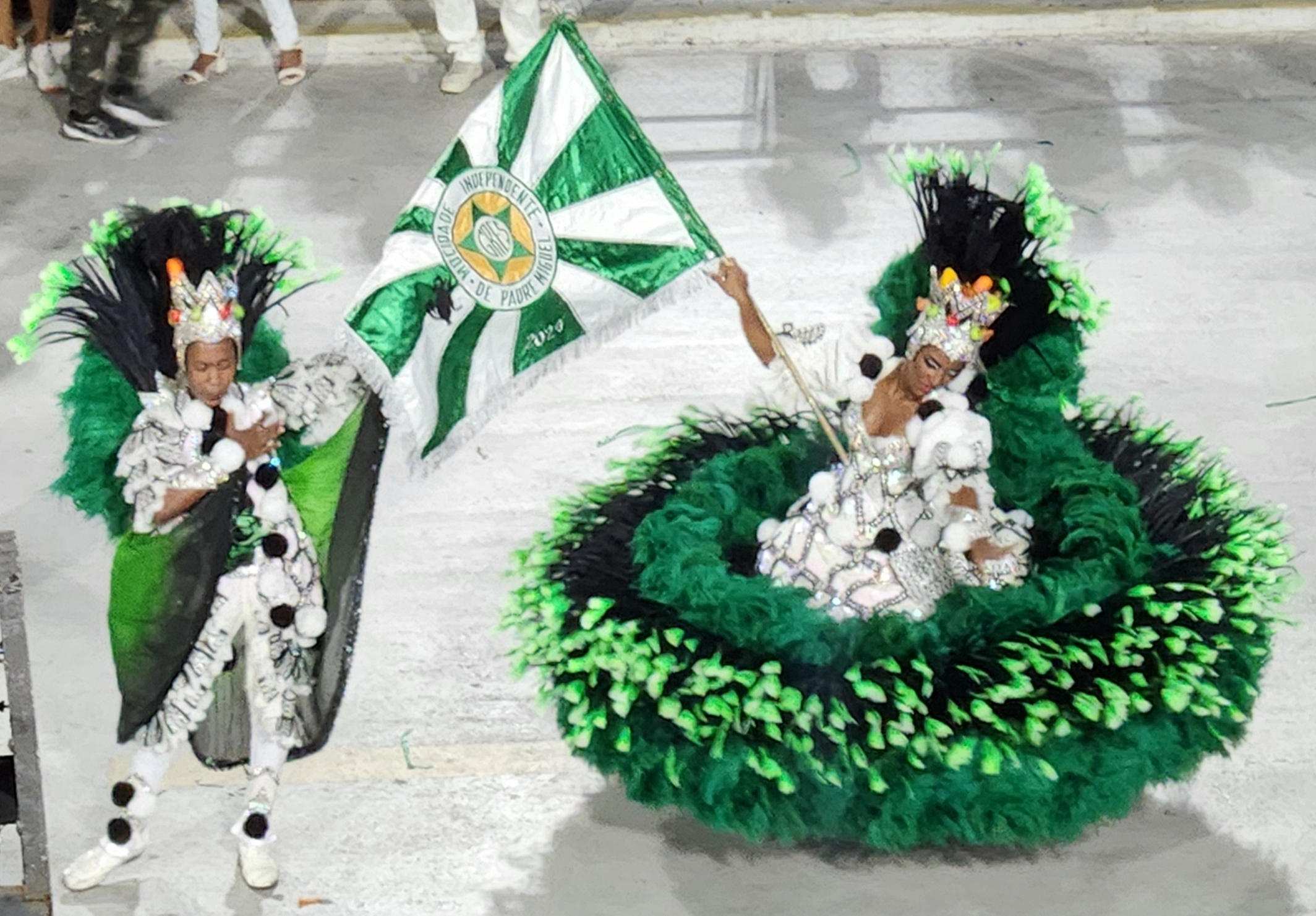
O atual segundo casal da Mocidade, Diego Moreira e Isabella Moura, no desfile de 2024.

| Segundo casal                           | Carnavais     | Ref.            |
| --------------------------------------- | ------------- | --------------- |
| Jorge Luiz e Lucinha Nobre              | 1991          | [ 514 ]         |
| Rogerinho Dornelles e Lucinha Nobre     | 1993          | [ 516 ]         |
| Rogerinho Dornelles e Denadir Inocêncio | 1994          | [ 517 ]         |
| Daniel Cassiano e Denadir Inocêncio     | 1995          | [ 518 ]         |
| Daniel Cassiano e Nira                  | 1997-1998     | [ 520 ] [ 521 ] |
| Daniel Cassiano e Verônica Menezes      | 1999-2001     | [ 522 ] [ 582 ] |
| Marcelo Pessoa e Gisele Gregório        | 2002-2005     | [ 619 ] [ 586 ] |
| Marcelo Pessoa e Janaina Mendes         | 2006          | [ 588 ]         |
| Luiz Felipe e Janaina Mendes            | 2007          | [ 590 ]         |
| Marcelo Pessoa e Janaina Mendes         | 2008          | [ 592 ]         |
| Luiz Felipe e Janaina Mendes            | 2009          | [ 593 ]         |
| José Roberto e Elaine Ribeiro           | 2010-2011     | [ 594 ] [ 595 ] |
| Feliciano Júnior e Natália Guimarães    | 2012          | [ 541 ]         |
| Júlio Cesar e Natália Guimarães         | 2013-2014     | [ 543 ] [ 544 ] |
| Raphael Nascimento e Marcela Tavares    | 2015          | [ 626 ]         |
| Diego Machado e Elaine Santos           | 2016          | [ 547 ]         |
| Jeferson Pereira e Edna Ramos           | 2017          | [ 627 ]         |
| Jeferson Pereira e Bruna Santos         | 2018-2019     | [ 628 ] [ 629 ] |
| Jeferson Pereira e Isabella Moura       | 2020-2022     | [ 630 ]         |
| Diego Moreira e Isabella Moura          | 2023-presente | [ 631 ]         |

#### Terceiro casal
| Terceiro casal                     | Carnavais | Ref.            |
| ---------------------------------- | --------- | --------------- |
| Jéferson Silva e Tainá da Silva    | 2008      | [ 632 ]         |
| Alexandre Ribeiro e Elaine Ribeiro | 2009      | [ 633 ]         |
| Fábio Júnior e Natália Guimarães   | 2010-2011 | [ 634 ] [ 635 ] |
| Jeferson Pereira e Elaine Ribeiro  | 2024-2025 | [ 636 ]         |

### Bateria

A bateria da Mocidade é denominada "Não existe mais quente". Imagem do desfile de 2008.

#### Mestres

Mestre André no desfile campeão da Mocidade em 1979. Inventor das "paradinhas" de bateria, o diretor fez história na Mocidade, escola que ajudou a fundar, presidiu e dirigiu a bateria, conquistando a nota máxima do carnaval durantes vários anos.

| Diretores de bateria              | Carnavais     | Ref.                    |
| --------------------------------- | ------------- | ----------------------- |
| Mestre André                      | 1957-1966     | [ 479 ] [ 503 ]         |
| Mestre Chaminé                    | 1967          | [ 639 ] [ 640 ]         |
| Mestre André                      | 1968-1980     | [ 503 ] [ 641 ]         |
| Mestre Dilson Batista Carregal    | 1981          | [ 504 ] [ 642 ]         |
| Mestre Cinco                      | 1982          | [ 505 ] [ 643 ]         |
| Mestre Bira                       | 1983-1988     | [ 644 ] [ 507 ] [ 511 ] |
| Mestre Jorjão                     | 1989-1994     | [ 512 ] [ 517 ]         |
| Mestre Cóe                        | 1995-1998     | [ 518 ]                 |
| Mestre Jorjão                     | 1999          | [ 645 ]                 |
| Mestre Cóe                        | 2000-2004     | [ 646 ]                 |
| Mestre Bira                       | 2005          | [ 586 ] [ 587 ]         |
| Mestre Jonas                      | 2006-2009     | [ 588 ] [ 593 ]         |
| Mestre Beréco                     | 2010-2011     | [ 594 ] [ 595 ]         |
| Mestres Andrezinho, Beréco e Dudu | 2012-2015     | [ 596 ] [ 626 ]         |
| Mestre Dudu                       | 2016-presente | [ 547 ] [ 553 ]         |

#### Rainhas
| Rainhas de bateria | Carnavais            | Ref.            |
| ------------------ | -------------------- | --------------- |
| Fátima Tenório     | 1995                 | [ 518 ]         |
| Mônica Paulo       | 2000-2001            | [ 647 ] [ 648 ] |
| Viviane Araújo     | 2002-2003; 2005-2006 | [ 649 ]         |
| Thatiana Pagung    | 2007-2010            | [ 650 ]         |
| Andrea de Andrade  | 2011                 | [ 281 ]         |
| Antônia Fontenelle | 2012                 | [ 651 ] [ 9 ]   |
| Camila Silva       | 2013                 | [ 304 ] [ 652 ] |
| Mariana Rios       | 2014                 | [ 653 ] [ 654 ] |
| Claudia Leitte     | 2015-2016            | [ 338 ] [ 655 ] |
| Camila Silva       | 2017-2019            | [ 652 ]         |
| Giovana Angélica   | 2020-2023            | [ 405 ] [ 553 ] |
| Fabíola de Andrade | 2024-presente        | [ 442 ] [ 656 ] |

#### Madrinhas

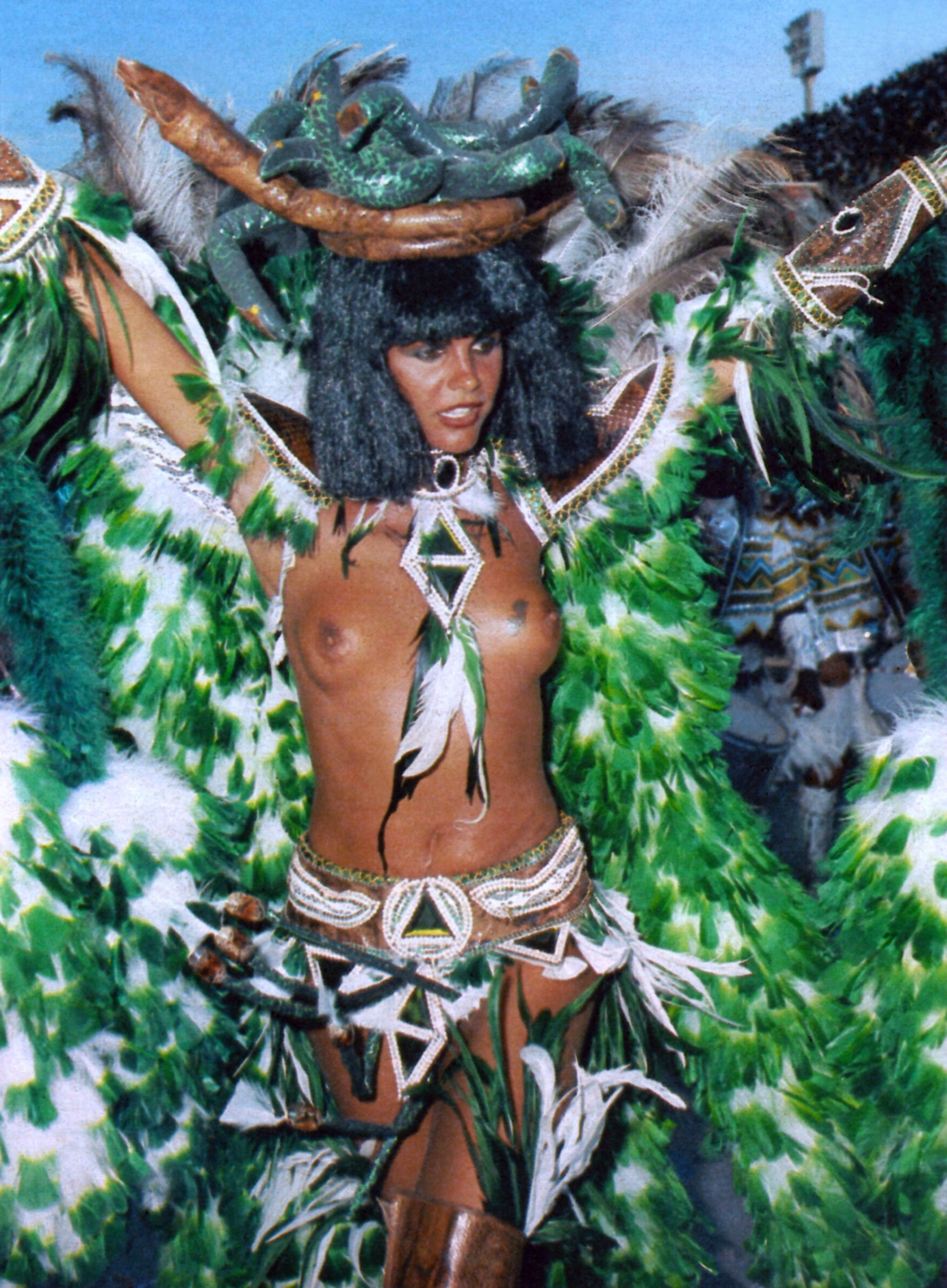
Monique Evans no desfile de 1987. A modelo desfilou à frente da bateria da Mocidade entre os anos de 1984 e 1987, sendo responsável por popularizar o cargo de madrinha de bateria. Existem controvérsias se Monique teria sido a primeira madrinha de bateria do carnaval carioca, pois a mulata Adele Fátima já desfilava à frente da bateria da escola desde o início da década de 1980, numa época em que ainda não existia um termo para o cargo.

| Madrinhas de bateria | Carnavais | Ref.            |
| -------------------- | --------- | --------------- |
| Adele Fátima         | 1980-1983 | [ 657 ] [ 658 ] |
| Monique Evans        | 1984-1987 | [ 659 ] [ 662 ] |
| Tânia Correa         | 1988      | [ 663 ]         |
| Raquel Blanc         | 2003      | [ 664 ]         |
| Janaína Barbosa      | 2007      | [ 665 ]         |
| Elza Soares          | 2010      | [ 666 ] [ 667 ] |

### Direção de Carnaval
| Diretores de carnaval                                                                             | Carnavais     | Ref.            |
| ------------------------------------------------------------------------------------------------- | ------------- | --------------- |
| Chiquinho                                                                                         | 1974-1985     | [ 497 ] [ 508 ] |
| Dejahyr dos Santos                                                                                | 1986          | [ 668 ]         |
| Chiquinho                                                                                         | 1987-1992     | [ 614 ] [ 669 ] |
| Paulinho do Ouro                                                                                  | 1994-1996     | [ 517 ] [ 670 ] |
| José Manuel Leonor e Comissão de Desfile                                                          | 1997          | [ 520 ] [ 671 ] |
| Jorge Pedro Rodrigues e Comissão de Desfile                                                       | 1998          | [ 521 ] [ 672 ] |
| Douglas da Lapa                                                                                   | 1999          | [ 522 ] [ 581 ] |
| Dejahyr dos Santos                                                                                | 2000-2001     | [ 582 ] [ 617 ] |
| Douglas da Lapa                                                                                   | 2002-2005     | [ 587 ] [ 619 ] |
| Dejahyr dos Santos                                                                                | 2006          | [ 588 ] [ 589 ] |
| Alex de Souza, Anselmo Duarte, Arthur Pelágio, Douglas da Lapa, Paulo Vianna e Wilker Leite Filho | 2007          | [ 535 ] [ 590 ] |
| José Luiz Azevedo                                                                                 | 2008          | [ 592 ] [ 620 ] |
| Comissão de Carnaval                                                                              | 2009          | [ 593 ] [ 621 ] |
| Ricardo Simpatia                                                                                  | 2010-2013     | [ 543 ] [ 594 ] |
| Anderson Abreu                                                                                    | 2014          | [ 544 ] [ 598 ] |
| Marcelo Plácido, Paulo Barros, Renato Pires, Rodrigo Pacheco e Rômulo Ramos                       | 2015          | [ 624 ] [ 626 ] |
| Alan Duque, Marcelo Plácido, Rodrigo Pacheco e Rômulo Ramos                                       | 2016          | [ 547 ] [ 673 ] |
| Marquinho Marino                                                                                  | 2017-2023     | [ 553 ] [ 674 ] |
| Marcus Ferreira, Vânia Reis, Wilker Jorge e Marcelo Plácido                                       | 2024          | [ 441 ]         |
| Mauro Amorim                                                                                      | 2025          | [ 462 ] [ 675 ] |
| Marcelo Plácido e Wallace Capoeira                                                                | 2026-presente | [ 476 ]         |

### Direção de Harmonia
| Diretores de harmonia                             | Carnavais     | Ref.            |
| ------------------------------------------------- | ------------- | --------------- |
| Gonzaga Manuel Antônio                            | 1964          | [ 486 ] [ 602 ] |
| José Maria de Paula                               | 1970          | [ 492 ] [ 604 ] |
| Barra Mansa, Chiquinho, Dejair                    | 1976-1987     | [ 499 ] [ 510 ] |
| Chiquinho                                         | 1988-1989     | [ 511 ] [ 676 ] |
| Barra Mansa                                       | 1990-1991     | [ 580 ] [ 677 ] |
| Douglas da Lapa                                   | 1995          | [ 518 ] [ 678 ] |
| Comissão de Desfile                               | 1996-1998     | [ 671 ] [ 672 ] |
| Douglas da Lapa                                   | 1999          | [ 522 ] [ 581 ] |
| Cristiano Marinho                                 | 2000          | [ 617 ] [ 679 ] |
| Vicente de Paula                                  | 2001          | [ 582 ] [ 618 ] |
| Carlos Alberto Lemos                              | 2002          | [ 583 ] [ 619 ] |
| Paulinho do Gogó                                  | 2003-2004     | [ 584 ] [ 585 ] |
| Douglas da Lapa                                   | 2005          | [ 586 ] [ 587 ] |
| Carlos Alberto Lemos                              | 2006-2007     | [ 589 ] [ 591 ] |
| Alcides de Oliveira, Roberto Reis e Beto Manfredo | 2008          | [ 592 ] [ 620 ] |
| Ricardo Simpatia                                  | 2009          | [ 593 ] [ 621 ] |
| Rômulo Ramos                                      | 2010          | [ 594 ] [ 680 ] |
| Gerson e Janson                                   | 2011          | [ 595 ] [ 681 ] |
| Jefinho Rodrigues                                 | 2012          | [ 541 ] [ 596 ] |
| Geraldão e Marquinhos                             | 2013          | [ 543 ] [ 597 ] |
| Almir Frutuoso                                    | 2014          | [ 544 ] [ 598 ] |
| Rômulo Ramos                                      | 2015-2016     | [ 547 ] [ 626 ] |
| Robson Velloso e Wallace Capoeira                 | 2017-2018     | [ 674 ] [ 682 ] |
| Wallace Capoeira                                  | 2019-2022     | [ 553 ]         |
| Dudu Gaspar e Léo Mira                            | 2023          | [ 683 ]         |
| Sandro Menezes                                    | 2024          | [ 441 ]         |
| Sandro Menezes e Wallace Capoeira                 | 2025-presente | [ 684 ]         |